# Cujávia-Pomerânia

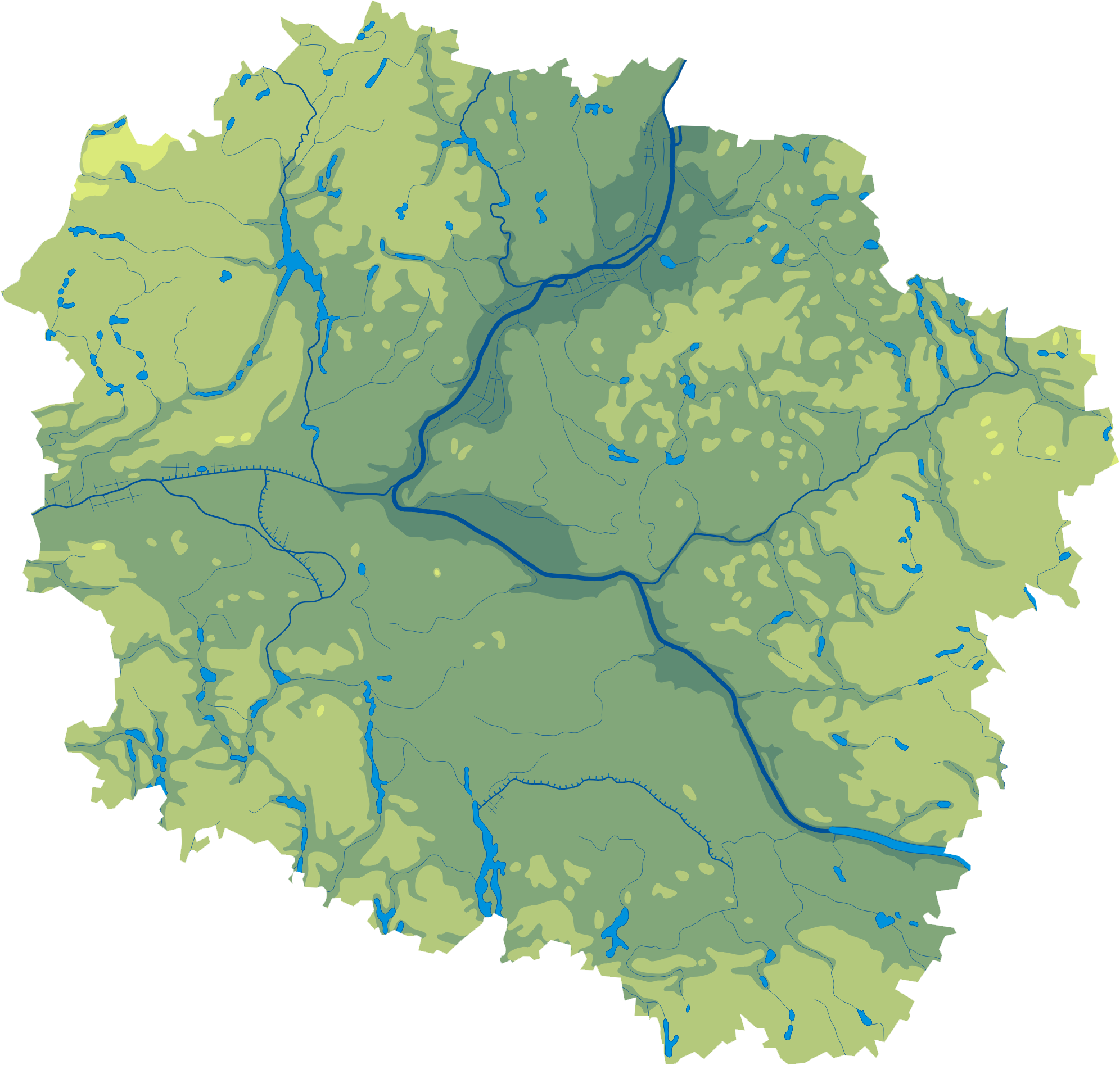
Mapa físico da voivodia

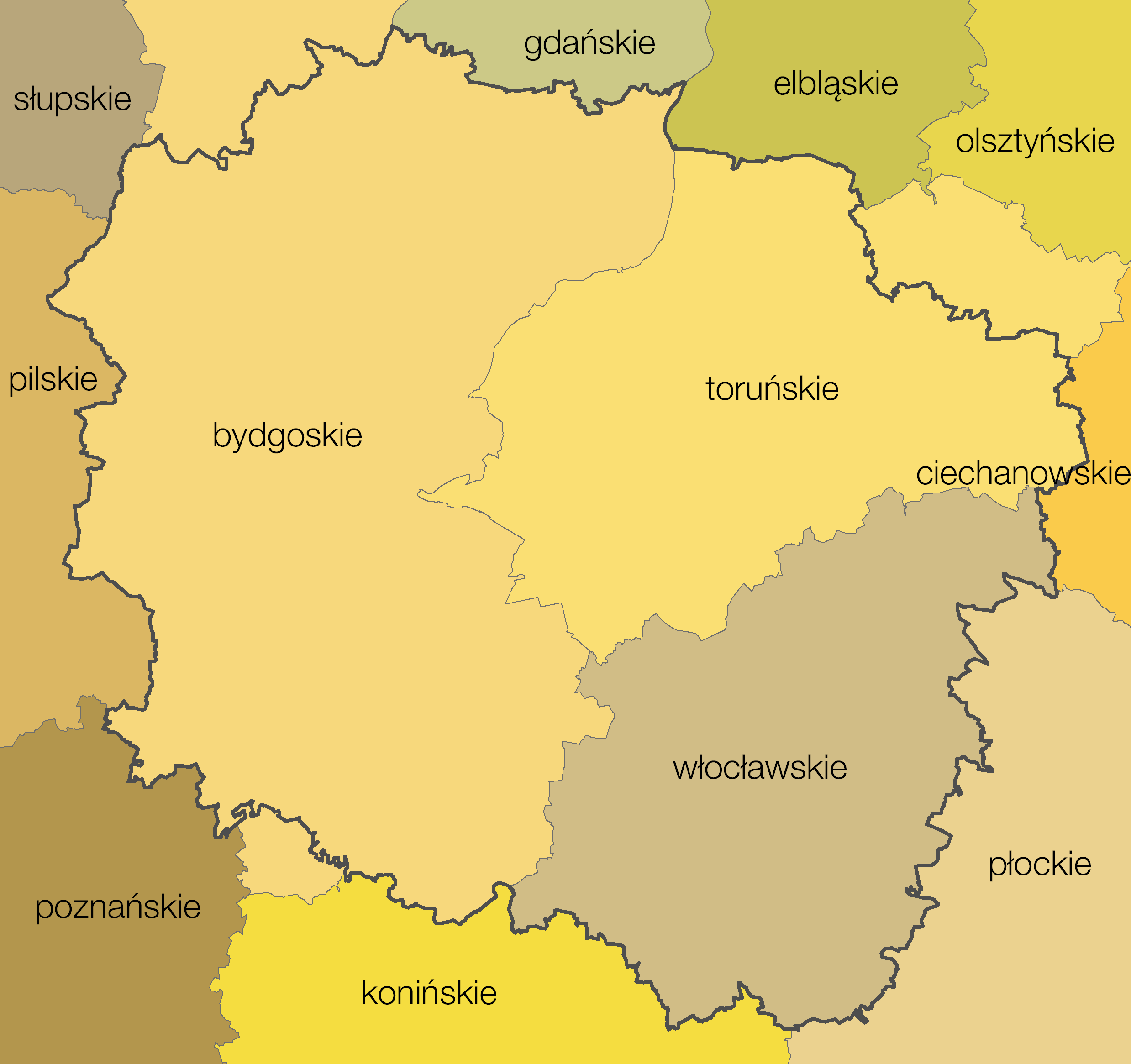
Voivodias de 1975–1998

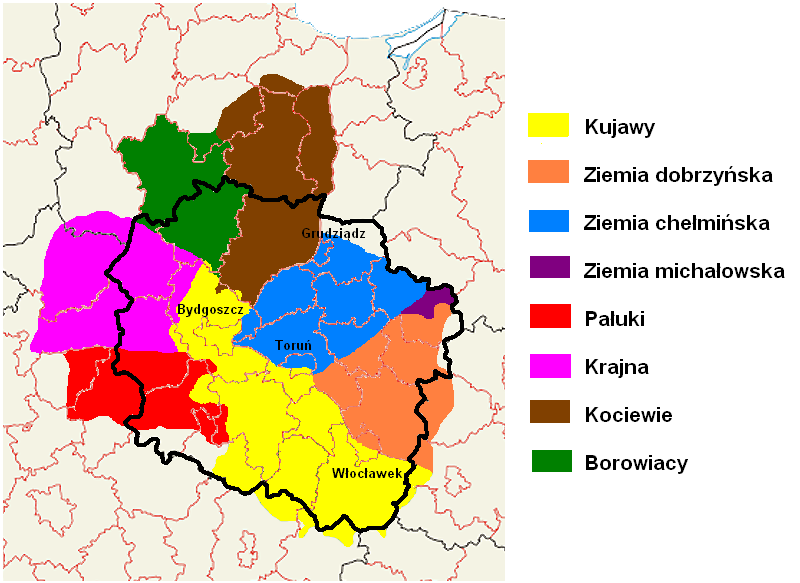
Terras históricas e etnográficas na voivodia da Cujávia-Pomerânia

Voivodia da Cujávia-Pomerânia (em polonês/polaco: województwo kujawsko-pomorskie) é uma das 16 voivodias (províncias) da atual divisão administrativa da Polônia. Está situada no centro-norte do país, na fronteira entre as duas regiões históricas que compõem o seu nome: a Cujávia (em polonês: Kujawy) e a Pomerânia (polonês: Pomorze). Por ela passa o rio mais longo da Polônia, o Vístula.
A voivodia tem uma superfície aproximada de 18 000 quilômetros quadrados e conta com pouco mais de dois milhões de habitantes (em 31 de dezembro de 2019). Ela possui duas capitais - Bydgoszcz (sede do gabinete do governador) e Toruń (sede da administração local)
A voivodia tem um alto nível industrial, de agricultura e desenvolvida rede de comunicação terrestre, ferroviária e de navegação.
O padroeiro da voivodia é São João Paulo II. O feriado da região, instituído em 2008, é comemorado no dia 7 de junho.

## História

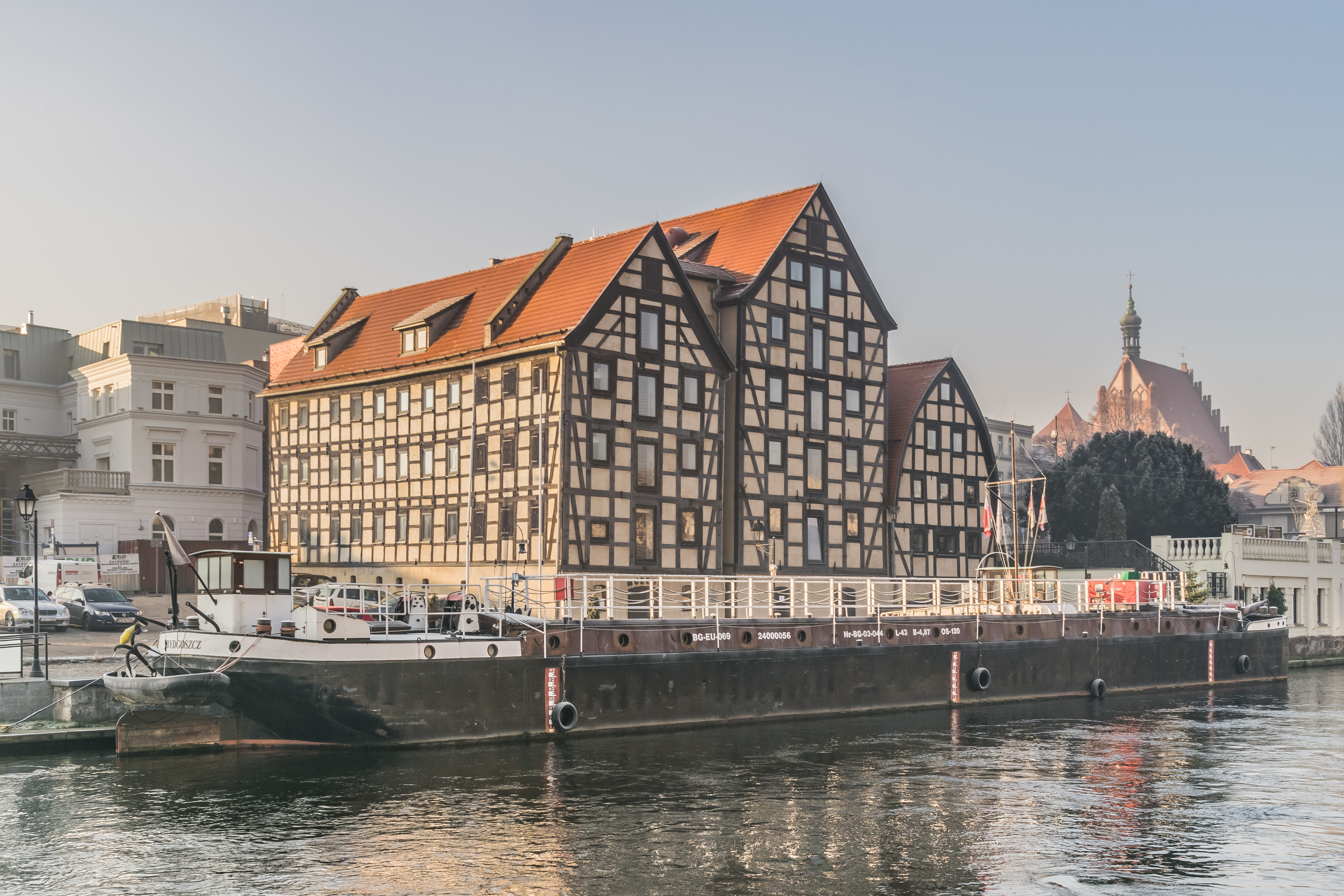
Edifícios históricos de armazéns em Bydgoszcz, zona da Cidade Velha, no rio Brda

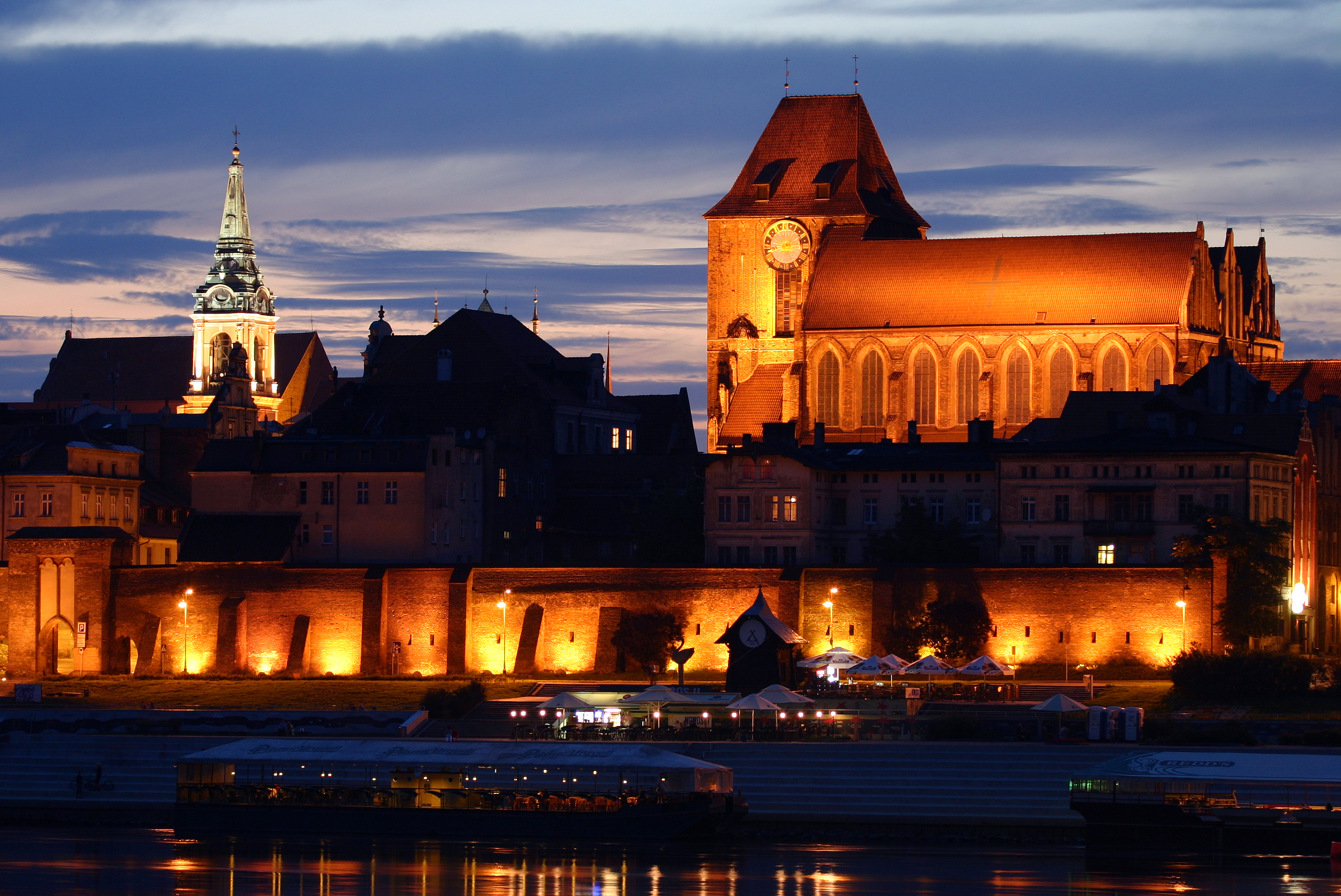
Muralhas da Cidade Velha e Catedral Basílica de São João Batista e São João Evangelista em Toruń

O núcleo da voivodia é a região histórica da Cujávia e também a Terra Chełmno, que faz parte do Vístula Pomerânia, Terra Dobrzyń e partes da Grande Polônia e Pomerânia Gdańsk. Dos séculos X a XII, a maioria das terras da região atual pertencia ao Estado dos primeiros piastas da Província da Mazóvia. Apenas as áreas do noroeste estavam sob o controle dos pomerânios, que até o início do século XII construíram fortalezas em Nakło, Świecie e Wyszogród. No final do século XII, o distrito da Cujávia foi separado da Mazóvia, o que deu início à formação do quadro histórico da região, incluindo as áreas do Vístula (terras Chełmno e Dobrzyń). A dilaceração da coesão territorial da região moldada desta forma deu início à importação da Ordem Teutônica em 1228 pelo príncipe Conrado I da Mazóvia. Os Cavaleiros Teutônicos tornaram-se independentes na Terra Chełmno atribuída a eles e começaram a cristianização da Prússia, e no início do século XIV - também a conquista das terras polonesas, como a Pomerélia (1308–1466), Cujávia e Terra Dobrzyń (1331–1343). O Estado Teutônico assumiu a parte norte da atual voivodia e, em seu território, castelos fortificados e numerosas cidades foram fundadas sob a lei de Chełmno (incluindo as primeiras cidades: Toruń e Chełmno). A parte sul da região, que permaneceu sob o domínio dos duques piastas, teve um desempenho diferente. No século XIV, a região da Cujávia foi dividida nos seguintes distritos: Brzeg, Inowrocław, Bydgoszcz e Wyszogród e Gniewko. Durante o reinado de Ladislau II Jagelão, a região foi integrada administrativamente em duas voivodias da Cujávia, referindo-se às antigas divisões distritais. Em 1466, sob o Segundo Tratado de Toruń, encerrando a Guerra dos Treze Anos, a Terra Chełmno e a Pomerânia Gdańsk foram devolvidas ao Estado polonês. Esta terra, com o nome de Prússia Real, manteve uma certa autonomia e se distinguiu econômica, religiosa e socialmente do resto das terras polonesas.
Em termos administrativos, dos séculos XV a XVIII, o território da região atual pertencia a cinco voivodias da Província da Grande Polônia da Coroa do Reino da Polônia (mais tarde República das Duas Nações: Chełmno, o território das independentes Toruń e Pomerânia (Prússia Real), Inowrocław e Brześć-Cujávia (Cujávia) e Kalisz (Krajna e Pałuki foram incluídas na Grande Polônia). A Terra Dobrzyń era autônoma, pertencendo formalmente à voivodia de Inowrocław.
Dos séculos XV a XVI, as cidades se desenvolveram na região da rota comercial do rio Vístula, que transportava produtos agrícolas e florestais do interior do país para o porto de Gdańsk. Graças a amplos privilégios, o papel de Toruń como um importante centro comercial (18 a 20 mil habitantes) foi mantido, e Grudziądz obteve a posição de sede do parlamento provincial da Prússia Real. Entre as cidades da região, Bydgoszcz (aproximadamente 5 mil habitantes em 1600), Inowrocław e Włocławek (2 mil habitantes cada) passaram a desempenhar um importante papel econômico. A sede dos bispados eram: Włocławek e Chełmża. O período de prosperidade foi interrompido pelas guerras suecas na segunda metade do século XVII, que resultou em enormes danos econômicos e despovoamento da maioria das cidades.
Em 1772, como resultado da Primeira Partição da Polônia, o Reino da Prússia anexou algumas das terras da região atual: Prússia Real sem Toruń, Krajna e partes de Pałuki e Cujávia com Bydgoszcz e Inowrocław. A Prússia Real foi renomeada para província da Prússia Ocidental e em Bydgoszcz foi estabelecida a sede das autoridades do Distrito Netze, que incluía as áreas incorporadas da Grande Polônia-Cujávia, que antes não pertenciam à Prússia Real. O resto da região estava dentro das fronteiras da Prússia após a Segunda Partição em 1793, atribuída às províncias: Prússia Meridional e Nova Prússia Oriental. Nos anos de 1807 a 1815, toda a região, com exceção das fronteiras do noroeste, estava dentro do Ducado de Varsóvia, estabelecido sob o governo de Napoleão Bonaparte. Em termos administrativos, pertencia quase inteiramente ao departamento de Bydgoszcz (excluindo Grudziądz e as Terras Dobrzyń atribuídas ao departamento de Płock).
A derrota do exército de Napoleão em 1815 resultou na reintegração das terras da região em organismos Estatais estrangeiros. Como resultado do Congresso de Viena, as partes oeste e norte da região foram incorporadas à Prússia e a parte oriental tornou-se parte do Reino do Congresso associado à Rússia. Dentro da partição prussiana, foi criada a Região de Bydgoszcz, que incluía a parte sudoeste das terras da região atual, e as antigas áreas da Prússia Real pertenciam à Região de Kwidzyn na província da Prússia Ocidental. A Revolução Industrial e o desenvolvimento do comércio e das comunicações na segunda metade do século XIX trouxeram o desenvolvimento econômico, especialmente na partição prussiana. Grandes entroncamentos ferroviários formaram-se, entre outros em Bydgoszcz (onde a Diretoria Ferroviária Real-Prussiana Oriental também estava localizada desde 1849), Toruń e Inowrocław. A maioria das cidades alcançou um grande crescimento demográfico, por exemplo, em 1910 Bydgoszcz tinha 58 mil habitantes (com os subúrbios, somava 93 mil), Toruń - 46 mil, Grudziądz - 40 mil, Włocławek - 36 mil e Inowrocław - 25 mil. A diferença no desenvolvimento socioeconômico das terras da região divididas pela fronteira germano-russa também se aprofundou.
Após a Primeira Guerra Mundial, todo o território da voivodia de hoje estava dentro das fronteiras do Estado polonês renascido. A parte sudoeste da região (pertencente à Província de Posen na época da Prússia) pertencia à voivodia de Poznań, a parte norte (anteriormente Prússia Ocidental) à voivodia da Pomerânia e a parte oriental (anteriormente Reino do Congresso) à voivodia de Varsóvia. Em 1938, a voivodia da Pomerânia foi expandida para incluir a Cujávia e parte da Grande Polônia (Bydgoszcz, Inowrocław, Włocławek). No período entre guerras, Toruń foi a sede das autoridades administrativas. Em 1939, o número de habitantes das maiores cidades da região era o seguinte: Bydgoszcz - 141 mil, Toruń - 81 mil, Włocławek - 67 mil, Grudziądz - 59 mil, Inowrocław - 40 mil. Durante a ocupação alemã, a maior parte do território da região atual foi incorporada ao Terceiro Reich. A parte norte ficava no distrito do Reichsgau de Gdańsk-Prússia Ocidental (Regiões: Bydgoszcz e Kwidzyn), enquanto a parte sul estava no País de Warta (Região de Inowrocław).
Após a libertação em fevereiro de 1945, a voivodia da Pomerânia foi reativada, desta vez com capital em Bydgoszcz. A voivodia de Bydgoszcz, em sua forma nos anos de 1945 a 1975, cobriu aproximadamente a área da atual região da Cujávia-Pomerânia. Na reforma administrativa de 1975, elas foram divididas em três voivodias menores: Bydgoszcz, Toruń e Włocławek.
Em última análise, a voivodia da Cujávia-Pomerânia foi criada em 1999 a partir das províncias da divisão administrativa anterior:
- Włocławek (totalidade)
- Toruń (exceto as comunas do condado de Nowomiejski)
- Bydgoszcz (exceto as comunas do condado de Chojnice e a comuna de Trzemeszno).

## Geografia

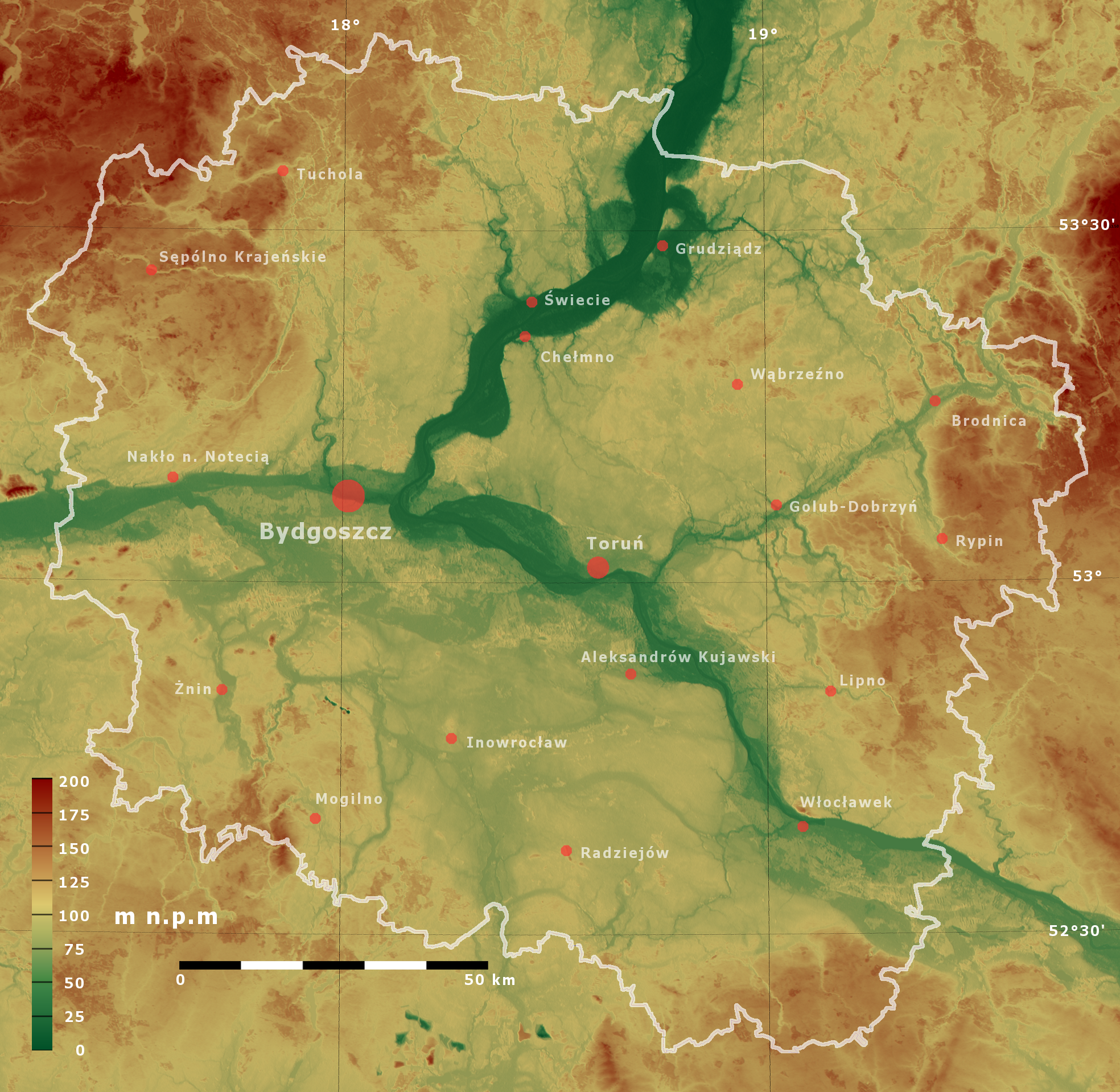
Topografia da voivodia

A voivodia cobre uma área de 17 971,34 km², o que corresponde a 5,7% do território da Polónia. A cidade localizada em maior altitude na voivodia é Dąbrówka, no condado de Sępólno (188 metros acima do nível do mar), a mais baixa é Rozgarty, no condado de Grudziądz (26 metros acima do nível do mar).

### Localização administrativa
A voivodia está localizada na parte norte da Polônia central e faz fronteira com as seguintes voivodias:
- Łódź ao longo de 28,8 km a sudeste
- Mazóvia ao longo de 187,4 km a leste
- Opole ao longo de 238,8 km ao norte
- Vármia-Masúria ao longo de 125,8 km a nordeste
- Grande Polônia ao longo de 393,0 km ao sul e oeste

### Localização física e geográfica
A região está localizada centralmente na parte norte da Polônia, em ambas as margens do rio Vístula, em seu curso inferior. Está localizada entre a Região dos lagos da Pomerânia e da Mazúria.
Toda a área da voivodia da Cujávia-Pomerânia está localizada na zona da paisagem glacial jovem, formada na glaciação do Báltico. O eixo da voivodia é o rio Vístula, fluindo dentro da macrorregião: Pradolina Toruńsko-Eberswaldzka, e abaixo da curva do baixo Vístula - no Vale do Baixo Vístula. A depressão ocupada pelo Vístula é cercada pelo planalto das moreias, caracterizado por uma grande variedade de terrenos, formas acidentadas e numerosos lagos glaciais. Eles estão localizados nas macrorregiões: Distrito dos Lagos da Pomerânia Meridional (noroeste), Distrito dos Lagos Chełmno-Dobrzyń (nordeste), Distrito dos Lagos da Grande Polônia (sul). Eles são divididos em várias mesorregiões menores - no sul: Região dos Lagos de Gniezno, Região dos Lagos da Cujávia, planície de Inowrocławska, no norte: planície de Tuchola, Região dos Lagos de Krajenskie, Bory Tucholskie, Vale do Brda, Wysoczyzna Świecka, Região dos Lagos de Chełmno, distrito do Lago de Brodnica, Vale do Drwęca, Distrito do Lago de Dobrzyń, planície de Urszulewska. No vale marginal de gelo, que é o eixo da voivodia, as mesorregiões podem ser distinguidas: Bacia do Płock, Bacia do Toruńska, Vale Médio do Noteć e no Vale do Baixo Vístula - Vale do Fordońska e Bacia de Grudziądz.

### Morfologia
Na Cujávia, existem planícies planas e onduladas com morenas, e no norte e leste da voivodia existem áreas montanhosas. A parte noroeste é a mais diversificada em termos de morfologia, onde existem denivelações de solo significativas, moreias frontais, eskers, kames e calhas subglaciais profundamente recortadas (incluindo a calha dos lagos Byszewskie). A parte norte da voivodia é ocupada pela planície arenosa de Bory Tucholskie, diversificada por numerosos lagos. Na voivodia existe uma das maiores áreas de dunas interiores da Polônia, ocupada pela Floresta de Bydgoszcz, e a leste da região, perto de Zbójno, encontra-se o parque natural mais magnífico da Polônia. Uma criação única da natureza é também o Vale do Baixo Vístula, que é uma espécie de desfiladeiro nas terras altas do distrito dos lagos. É iniciado perto de Bydgoszcz pela Garganta do vale do Vístula, e nas encostas do Vale existem cavernas (Bajka, Klonowa, Pod Wierzba).

### Topografia
No sentido norte-sul, a voivodia tem 161 km de comprimento, ou seja, 1°27′01″. No sentido leste-oeste, a estensão da voivodia é de 168 km, o que na medida angular representa 2°30′51″.
Coordenadas geográficas dos pontos extremos:
- Norte: 53°46′51″ lat. N - condado de Tuchola,
- Sul: 52°19′50″ lat. N - condado de Włocławski,
- Oeste: 17°14′50″ long. E - condado de Sępólno,
- Leste: 19°45′41″ long. E - condado de Brodnica.

O ponto mais alto é o cume da colina das Montanhas Obkaski, conhecida como Montanha Negra, 188,8 m acima do nível do mar.

### Recursos hídricos
80% da área da voivodia da Cujávia-Pomerânia está localizada na bacia do Vístula. Apenas a parte oeste e sudoeste da voivodia fica na bacia do rio Odra (bacia dos rios Noteć e Wełna). O eixo da voivodia é o rio Vístula, que flui por sua área por um comprimento de 206 km. Os maiores afluentes da região são: o rio que corre em Włocławek: Zgłowiączka (79 km), oposto a Nieszawa: o rio Mień, em Otłoczyna: o rio Tążyna, em Toruń: Drwęca (117 km na região), em Bydgoszcz: o Brda (111 km), em Śwecie: o Wda (62 km), perto de Grudziądz: o Osa (50 km), e em Nowe: o Mątawa (62 km). Outro rio importante na região é o Noteć (127 km na região), que flui pelos arredores de Inowrocław, Barcin e Nakło nad Notecią. Entre as artérias de água artificiais, o Canal Bydgoszcz que conecta o Brda com o Noteć é o mais importante - um elemento importante da hidrovia Vístula-Odra e o Canal Górnonotecki conectando Gopło e o sistema de lagos Pałuki com o Canal Bydgoszcz.
Área glacial jovem da voivodia da Kuyávia-Pomerânia é abundante em reservatórios naturais de água. A área total dos lagos é de 25 052 ha., o que representa 1,4% da área de voivodia e 9% de todos os lagos do país. Predominam pequenos lagos; de um total de 1 002 lagos com área superior a 1 ha., 614 não ultrapassam 10 ha. Todos os lagos foram formados como resultado da atividade erosiva das águas glaciais (lagos cintiformes) ou no fundo de derretimentos pós-glaciais (lagos de moreia). O maior reservatório natural é o Gopło (2 094 ha.), seguido pelo Lago Głuszyńskie (608,5 ha.) e pelo Lago Żnińskie Duże (431,6 ha.). 40 lagos são maiores que 100 hectares e 11 são maiores que 200 hectares. Cerca de 30% dos lagos têm pelo menos pureza de água de classe II, e quatro têm limpeza de classe I (Okonek, Stryszek, Stelchno, Piaseczno).
Os lagos estão distribuídos de forma muito desigual. A maioria deles ocorre em Região dos Lagos de Brodnica, Região dos Lagos de Gniezno, Região dos Lagos de Dobrzyń e na Bacia do Płock, enquanto a Bacia de Toruń, o Vale de Noteć e a planície de Inowrocławska são caracterizados pelos lagos mais razos.
Entre os reservatórios artificiais de água localizados na voivodia, os mais intensamente usados para a produção de energia ecologicamente limpa são: o Lago de Włocławek (no rio Vístula, 70,4 km²), o Lago Koronowskie (no rio Brda, 13,5 km²) e o Lago Żurskie (no rio Wda). Zalew Koronowski e o Reservatório de Żurski são desenvolvidos para turistas e usados para recreação.
Spośród sztucznych zbiorników wodnych znajdujących się na obszarze województwa najintensywniej wykorzystywane są dla produkcji czystej ekologicznie energii: Zbiornik Włocławski (na Wiśle, 70,4 km²), Zalew Koronowski (na Brdzie, 13,5 km²) i Jezioro Żurskie (na Wdzie). Zalew Koronowski i Zbiornik Żurski są zagospodarowane turystycznie i wykorzystywane na potrzeby rekreacji.

### Clima

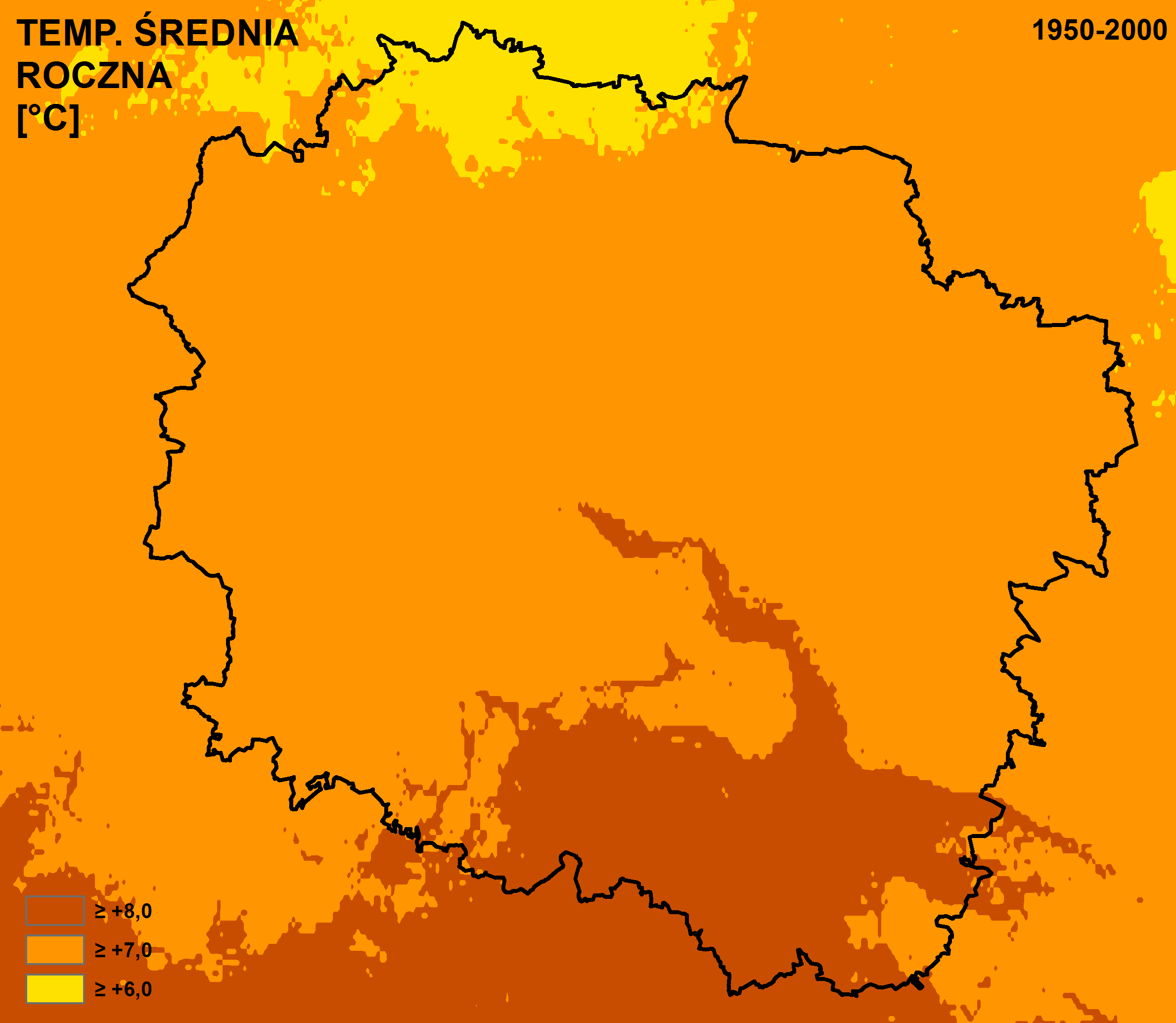
A temperatura média anual na voivodia da Cujávia-Pomerânia em 1950-2000

O clima da região é de transição, combinando os climas das Regiões dos Lagos Bálticas ao norte e dos Grandes Vales Centrais da Polônia no sul. A temperatura média de janeiro cai de oeste para leste de -2 para -3 graus, e em julho é em média de 18 graus. A região mais quente da voivodia é o vale do rio Vístula (especialmente em torno de Włocławek), onde a temperatura média anual do ar excede 8 °C, e a mais fria partes noroeste e leste (temperatura média 7 °C).
A parte centro-oeste e sul da voivodia é uma das áreas com menor precipitação na Polônia, às vezes chegando a menos de 500 mm. Isso está relacionado ao fenômeno de "pisada" da região e à perceptível escassez de água, principalmente na agricultura. Chuvas mais altas são registradas nas partes noroeste (mais de 575 mm) e leste (mais de 600 mm). A precipitação mínima ocorre em fevereiro, e a máxima - em julho e agosto. Os ventos das direções oeste e sudoeste prevalecem (mais de 40% da frequência).

### Recursos naturais
Os calcários jurássicos, extraídos na região de Barcin, Pakość e Piechcin, e os depósitos de sal-gema nas proximidades de Inowrocław, Góra e Mogilno, são recursos naturais significativos da voivodia. A exploração do sal (2,7 milhões de toneladas) na voivodia responde por mais de 84% da produção nacional desta matéria-prima. Depósitos documentados de sal também são encontrados no sudeste da região (Lubień Kujawski, Izbica Kujawska). Os depósitos de lignito nas proximidades de Szubin, Kcynia, Żnin, Łabiszyn e Radziejów não são explorados. Quatro depósitos de água mineral também foram documentados na voivodia: Ciechocinek (cura, termal), Inowrocław (cura, termal), Marusza, na comuna de Grudziądz (cura, termal) e Wieniec, na comuna de Brześć Kujawski (cura, mineral).
O grupo de minerais comuns são: agregados naturais, areias quartzosas, matérias-primas argilosas, calcários e margas, turfa e giz de lago.

### Solos

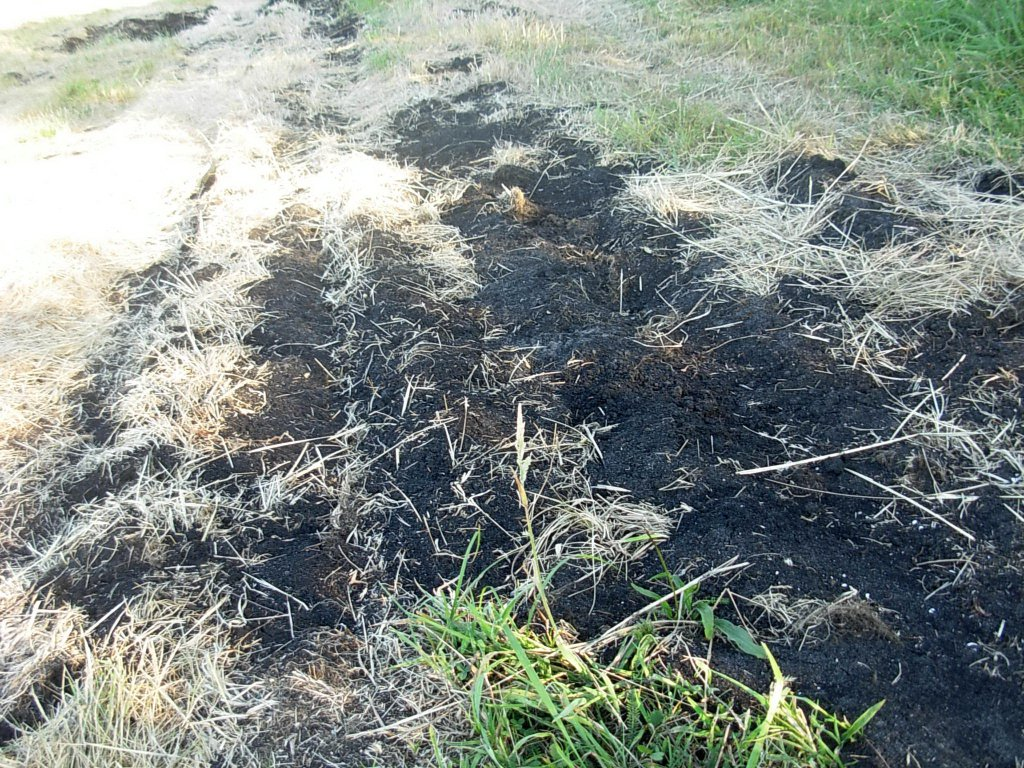
Turfeiras no vale do rio Noteć

O tipo de solo dominante na voivodia são os solos marrons, ou seja, os solos marrons e inferiores, cobrindo um total de cerca de 44% da área total da voivodia, e os solos podzol cobrindo cerca de 39% da área. Os solos médios em termos de agricultura (classe de avaliação IV) constituem 40% da área da região, e bons e muito bons (classes de avaliação I-III) - 35%. Os melhores solos são encontrados na Cujávia, Pałuki e Terra Chełmno. As terras agrícolas cobrem 57% da área, incluindo terras aráveis 51% e pastagens 6%.

### Vegetação
A vegetação da voivodia da Cujávia-Pomerânia é característica de áreas pós-glaciais. Existe a mais rica concentração de vegetação de estepe no norte e centro da Polônia. Essas plantas se estabeleceram e sobreviveram nas encostas íngremes e fortemente iluminadas pelo sol da Pradolina Toruńsko-Eberswaldzka, o vale do rio Vístula e seus afluentes. Os componentes mais antigos da flora incluem espécies da antiga tundra glacial e pós-glacial, mais frequentemente preservada em turfeiras, ocorrendo em grande número em Bory Tucholskie e na Região do lago de Brodnica. Plantas raras incluem plantas halófilas específicas em termos de condições de habitat, as chamadas halófitas. A área da voivodia é coberta pela área de abrangência da maioria das espécies de árvores nativas, porém os limites de distribuição nesta área são: abetos, faias, bordos, teixos e Sorbus torminalis.

### Florestas
De acordo com os dados de 31 de dezembro de 2012, na voivodia da Cujávia-Pomerânia as florestas cobriam uma área de 420,9 mil hectares, que constituía 23,4% de sua área. Em termos de porcentagem de florestas (23%), a voivodia da Cujávia-Pomerânia é uma das menos florestadas do país (13.ª posição). Os complexos florestais da voivodia, além da Floresta de Tuchola e do vale do Vístula, são pequenos e dispersos. Há uma grande variação na cobertura florestal nos condados (condado de Tuchola - 48% de cobertura florestal, condado de Bydgoszcz - 40%, condado de Chełmiński - 6%, condado de Radziejowski - 4%). As principais áreas de floresta compacta são: Bory Tucholskie na parte norte da região, Floresta de Bydgoszcz na parte central e Florestas Włocławsko-Gostynińskie na parte leste. As florestas do setor público cobrem 90% da área florestal total. As florestas da voivodia da Cujávia-Pomerânia, em comparação com o resto do país, são caracterizadas por uma pequena diversidade de espécies (60% são monoculturas de pinheiros), causada pela baixa fertilidade e umidade dos habitats. A maioria das florestas está protegida em unidades de proteção da natureza (reservas, parques paisagísticos, áreas paisagísticas protegidas).
Dois Complexos Promocionais Florestais foram criados na voivodia: PFC "Bory Tucholskie" e PFC "Lasy Gostynińsko-Włocławskie", onde o manejo florestal é realizado com base em princípios ecológicos.

## Divisão administrativa
A voivodia da Cujávia-Pomerânia está dividida em 19 condados e 4 cidades com direitos de condado.
Dados sobre os condados em 31 de dezembro de 2009, população em 30 de junho de 2019.

## Urbanização
Existem 52 cidades na voivodia, onde vivem 59% dos habitantes da região. A maior cidade é Bydgoszcz com 17% da população da região, incluindo 29% da população urbana. Depois, Toruń (10% da população da região), Włocławek, Grudziądz e Inowrocław. O grupo das cidades médias é composto por 16 centros com 10 a 30 mil habitantes. Em termos de tamanho, se destacam: Brodnica, Świecie e Chełmno. As restantes cidades desempenham o papel de centros centrais de importância supralocal. O grupo de pequenas cidades é composto por 30 centros. Eles são muito diversos, incluindo cidades médias e cidades muito pequenas com menos de 3 mil habitantes.
Bydgoszcz e Toruń são dois grandes centros regionais de indústria, negócios, ciência, cultura, arte, pesquisa e desenvolvimento, bem como a sede de autoridades locais e organizações econômicas importantes. A área de Bydgoszcz e Toruń, juntamente com os condados rurais (a chamada aglomeração de Bydgoszcz-Toruń) compreende 37% da população da voivodia, mais da metade das entidades econômicas e a grande maioria do potencial cultural e ensino superior. O potencial socioeconômico da aglomeração coloca-a na 6.ª ou 7.ª posição entre os centros regionais nacionais.
A população das cidades em 30 de junho de 2019. Os nomes das cidades com direitos de condado são distinguidos. A tabela pode ser classificada em ordem crescente ou decrescente por valor em cada uma das colunas pressionando o botão .

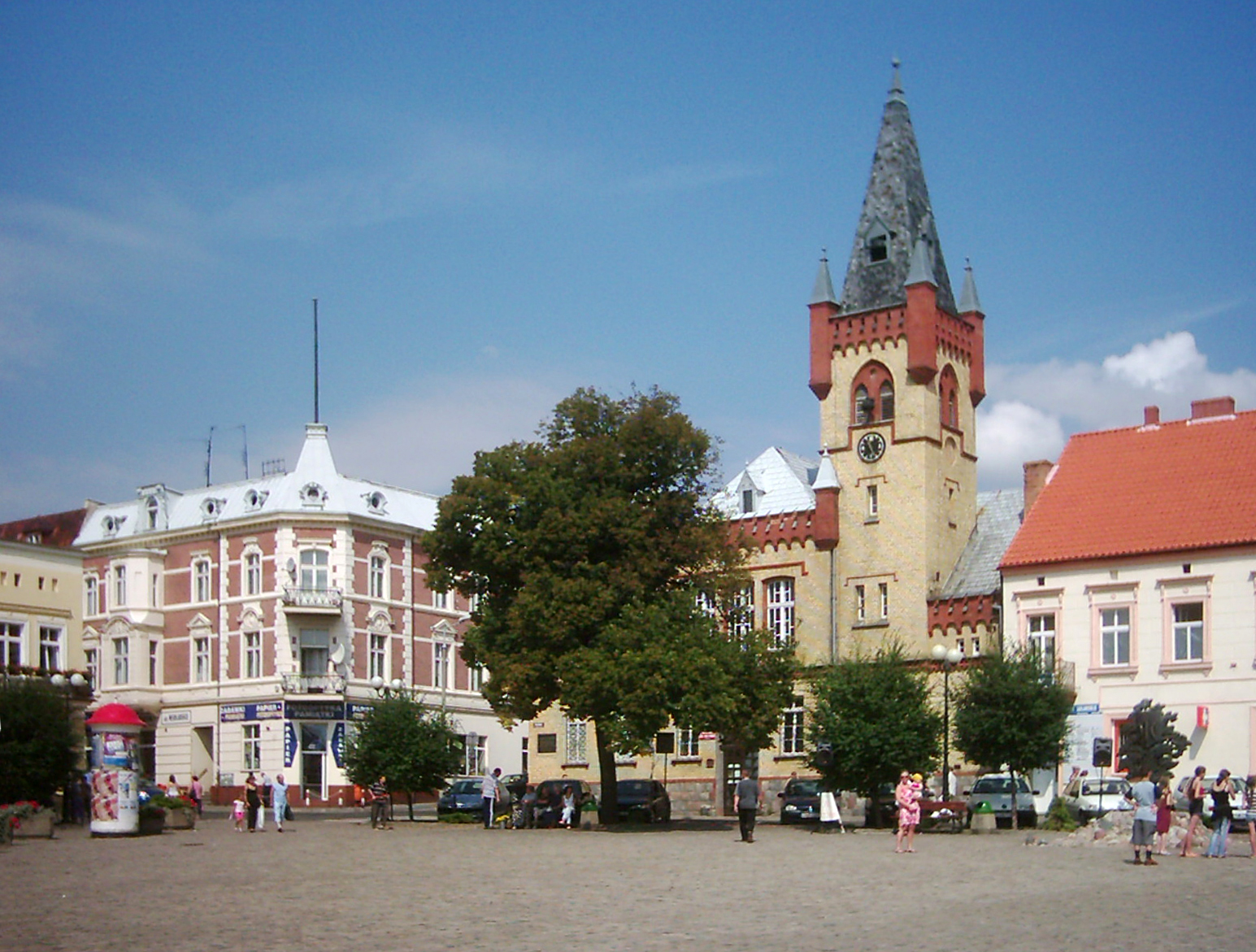
A praça principal com vista para a prefeitura em Świecie

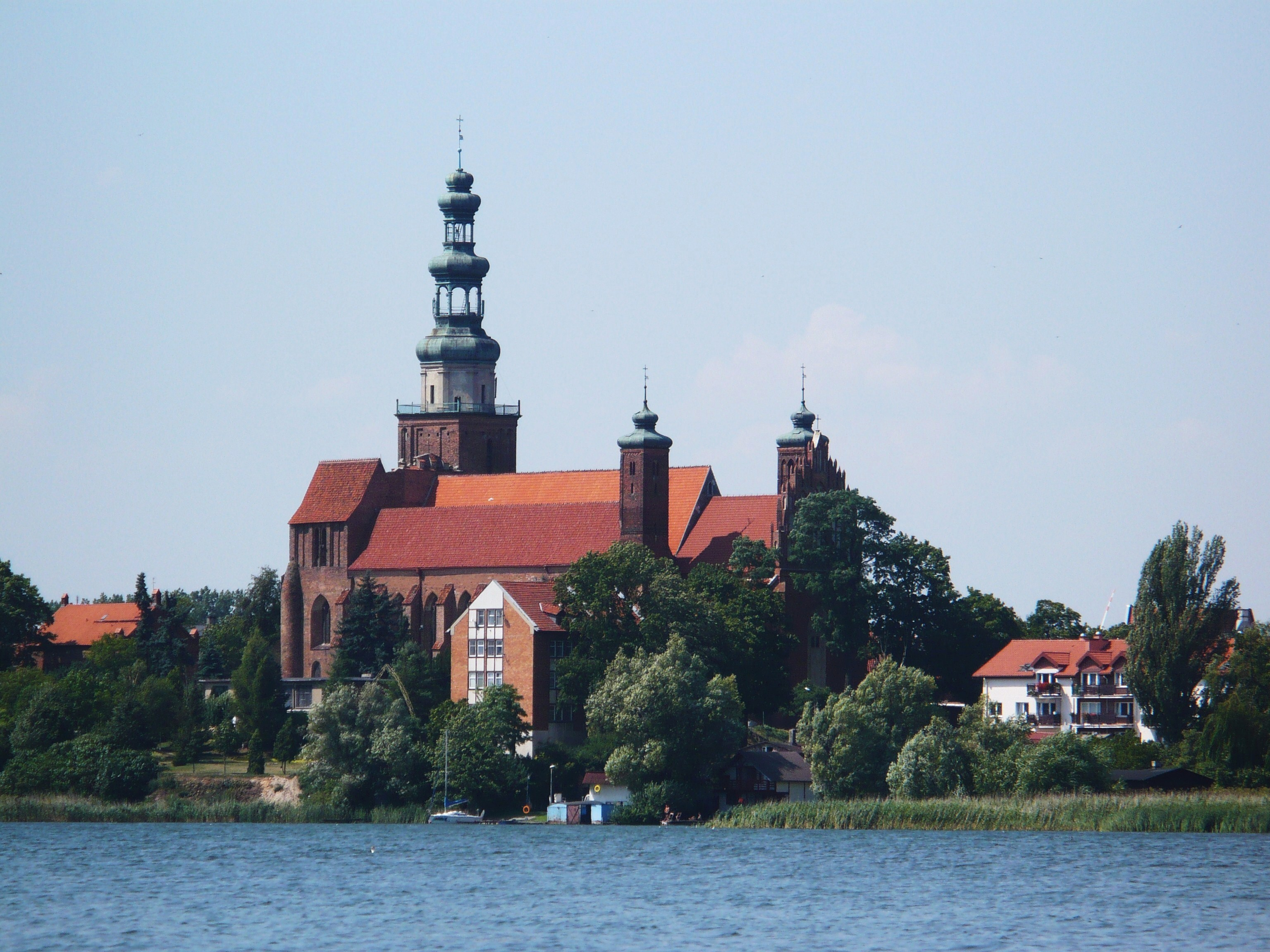
Basílica da co-catedral da Santíssima Trindade em Chełmża

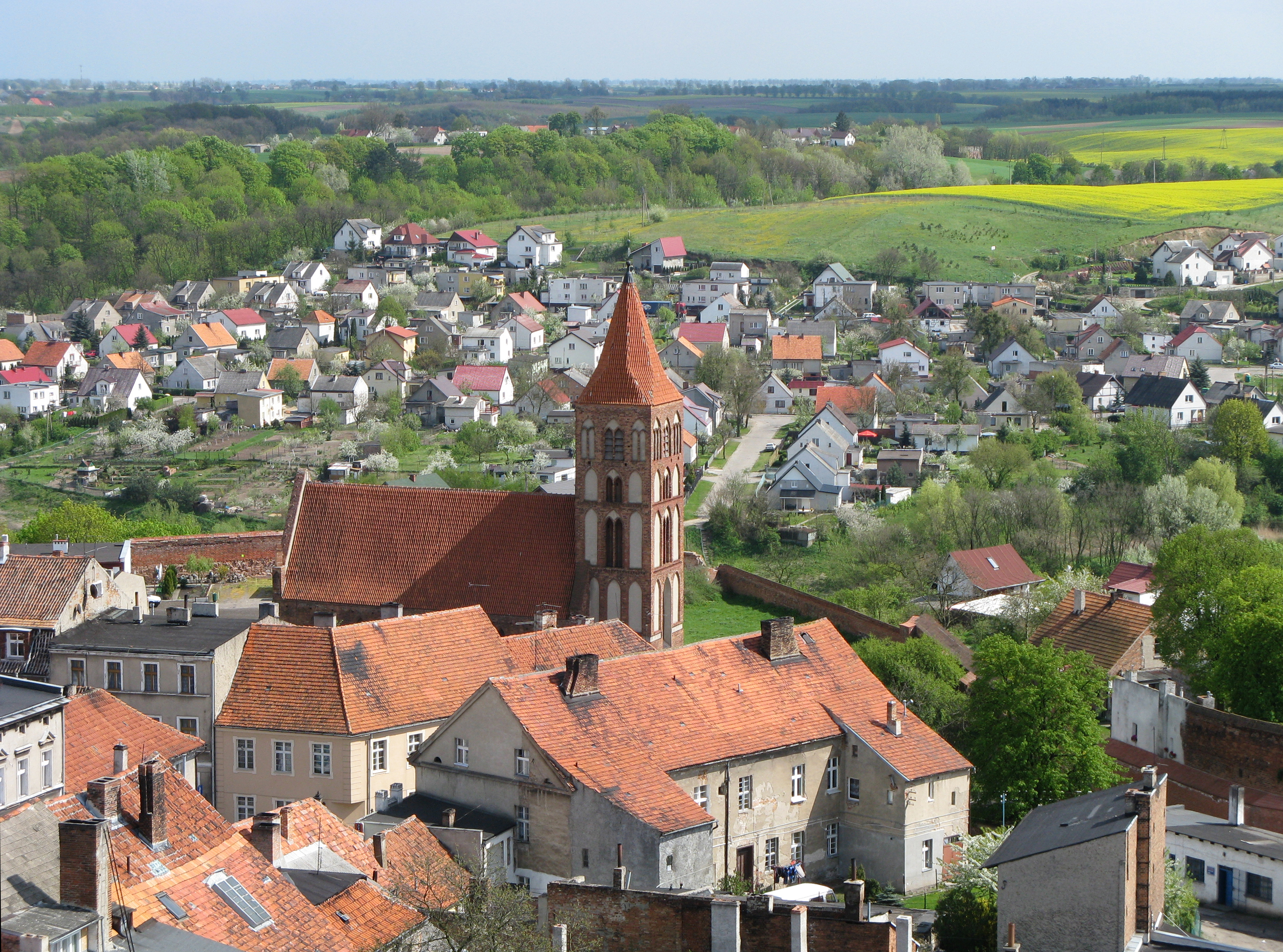
Chełmno

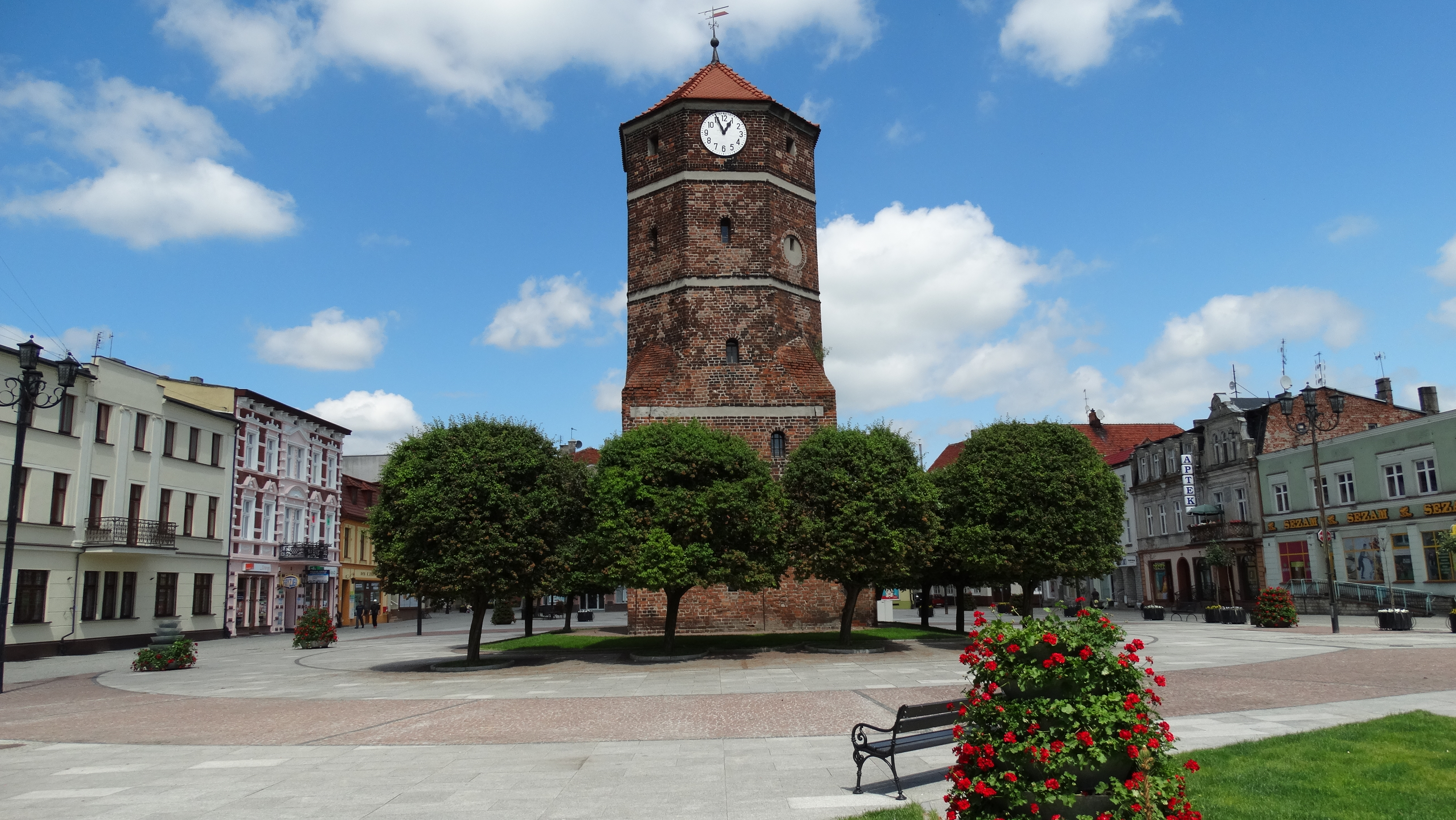
Torre da prefeitura em Żnin

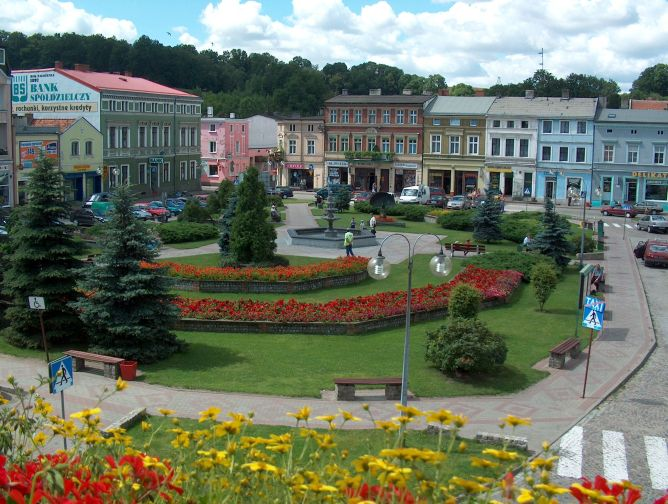
A praça principal em Koronowo

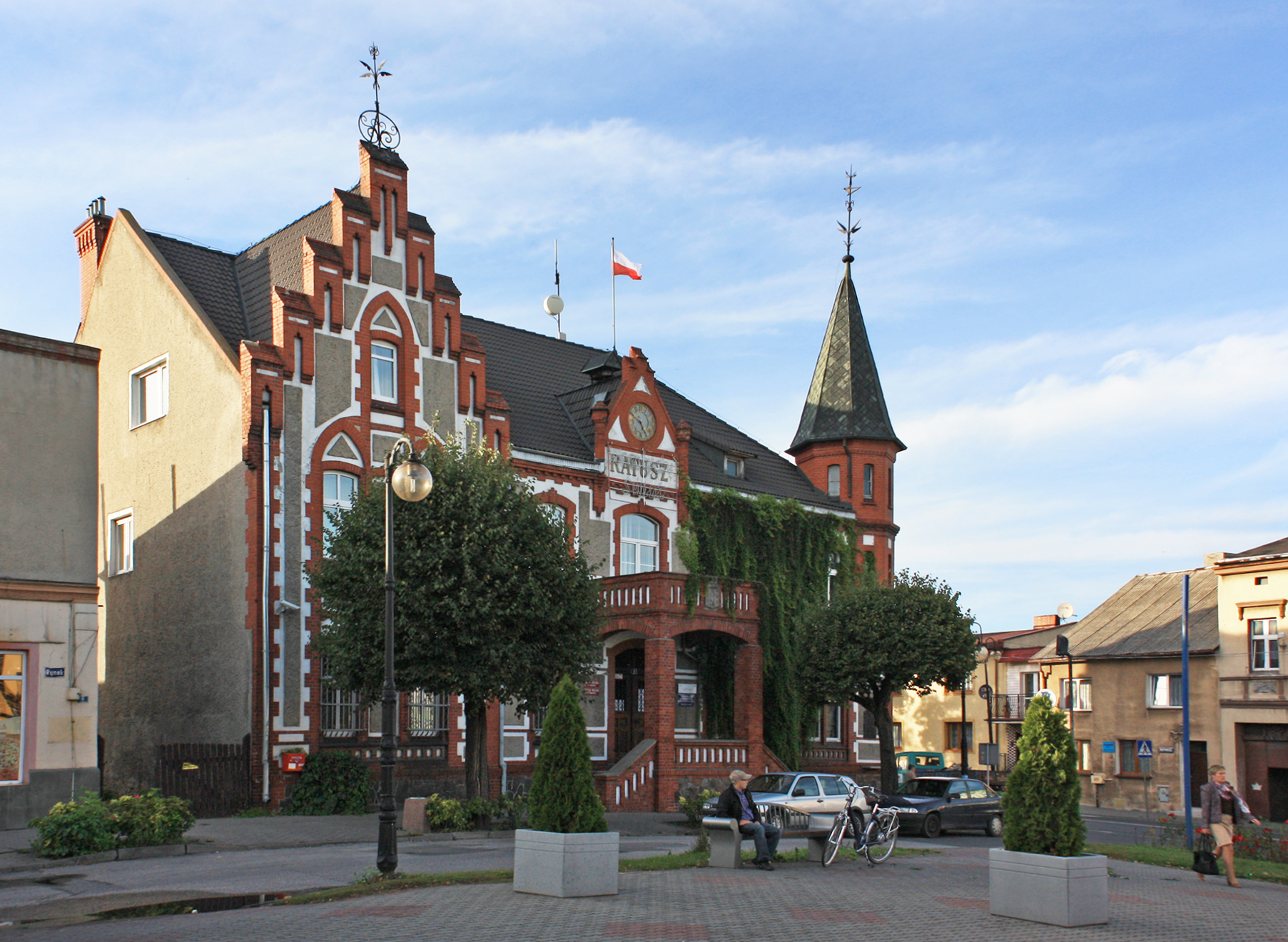
Prefeitura de Pakość

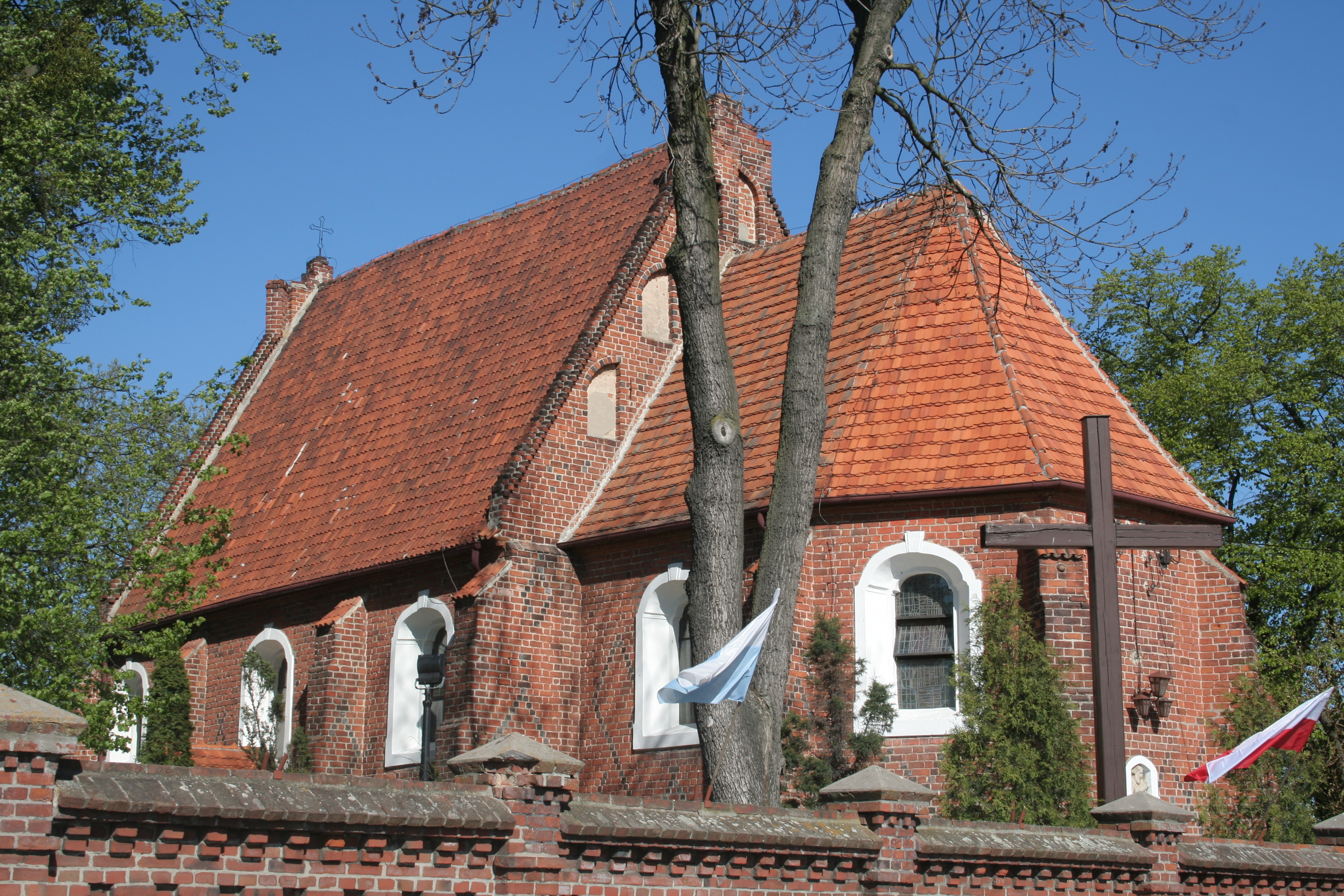
Igreja de São Tiago em Mogilno

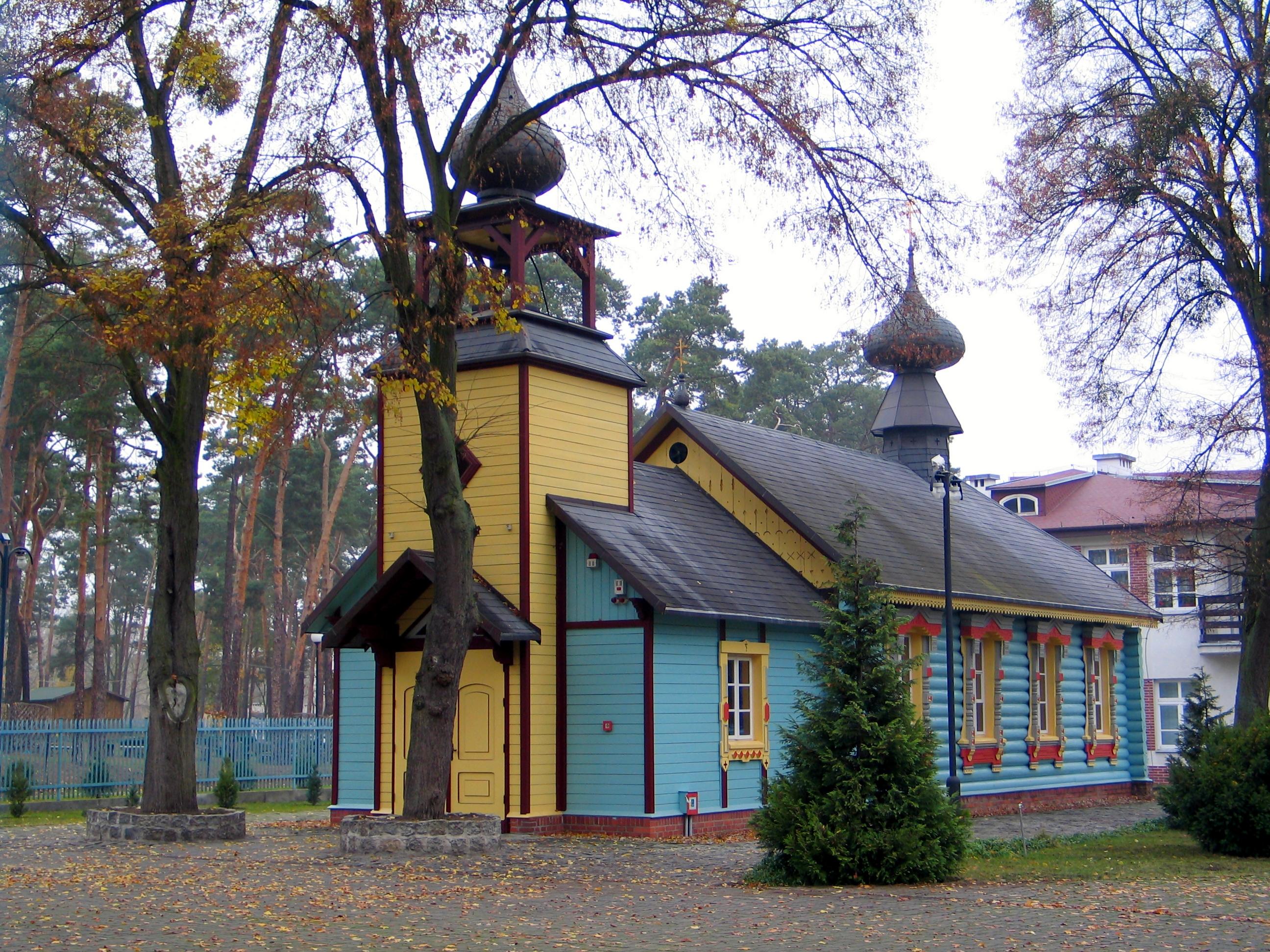
Igreja de São Miguel Arcanjo em Ciechocinek

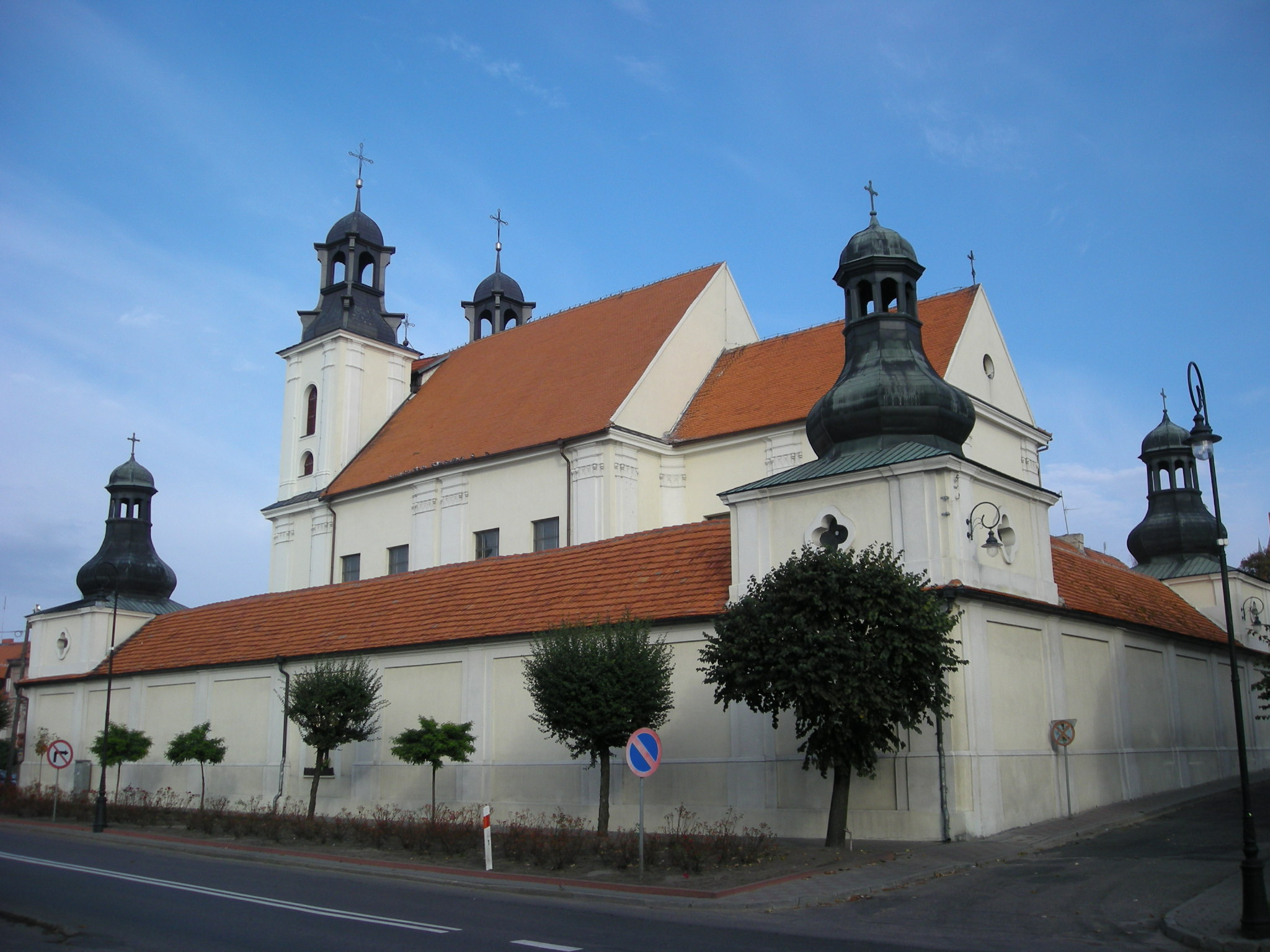
Complexo de mosteiro pós-carmelita em Kcynia

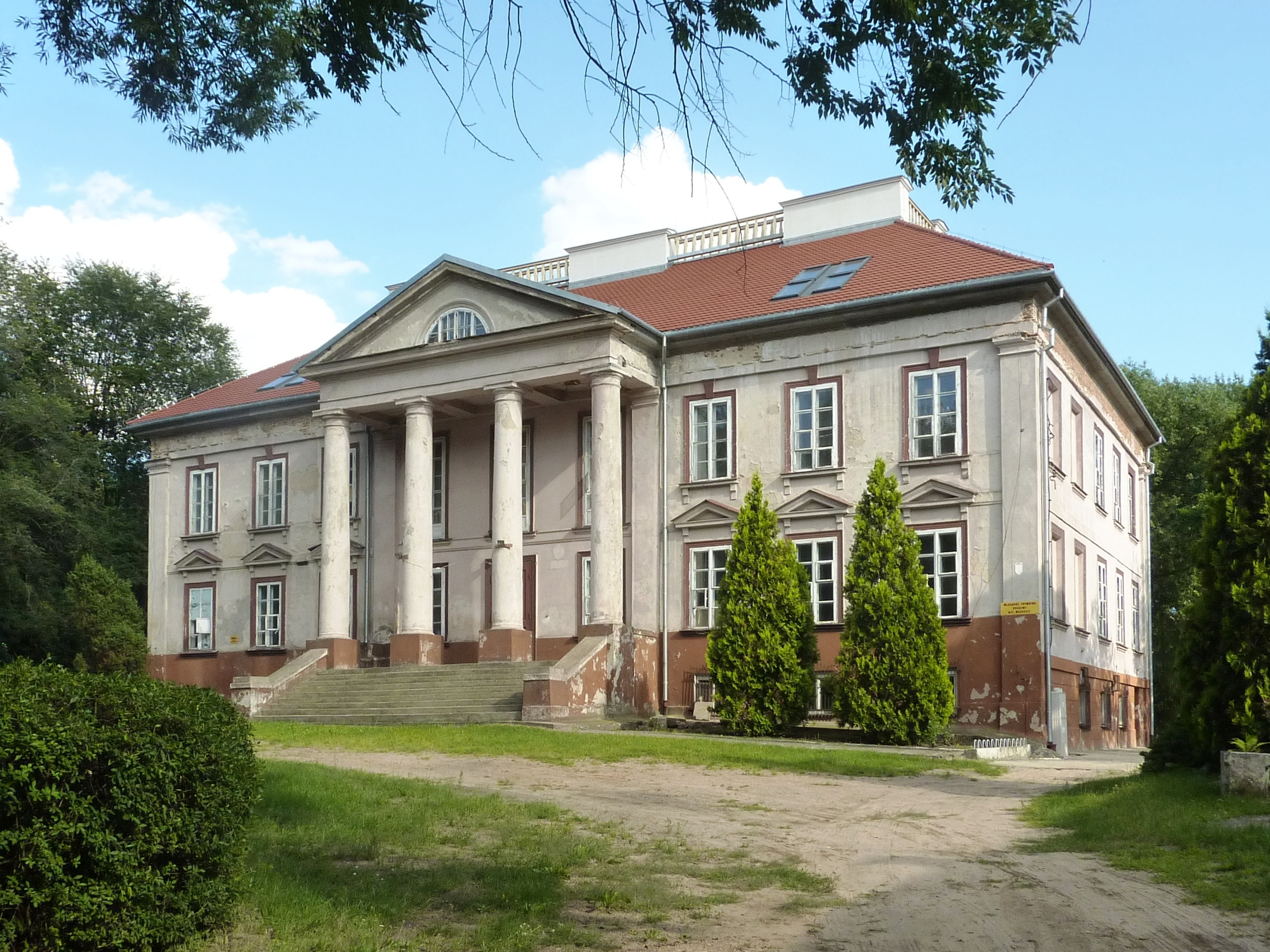
Palácio em Lubraniec

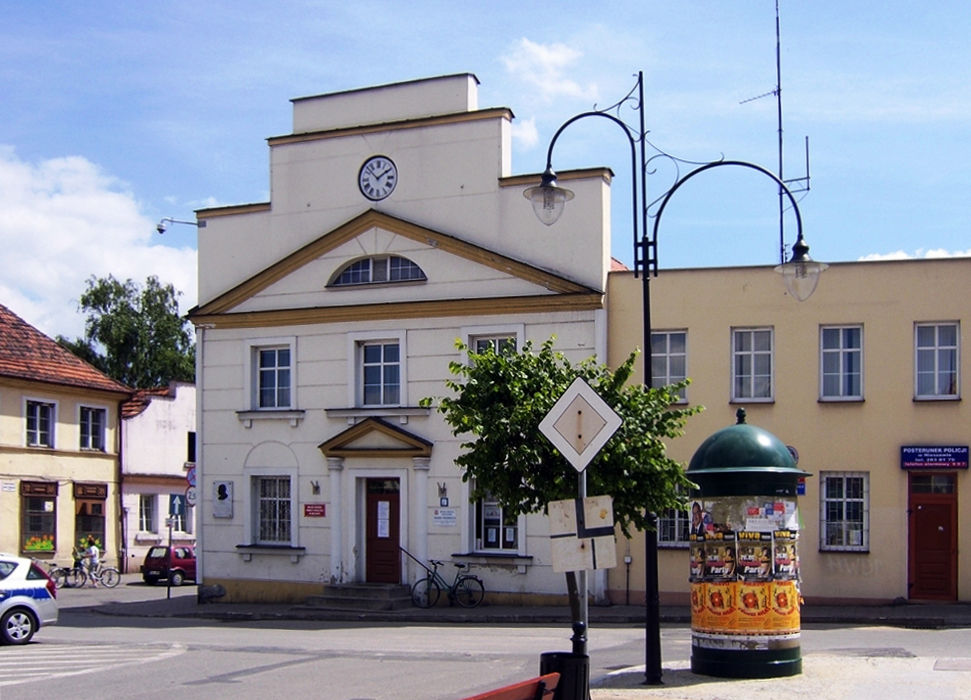
Prefeitura de Nieszawa

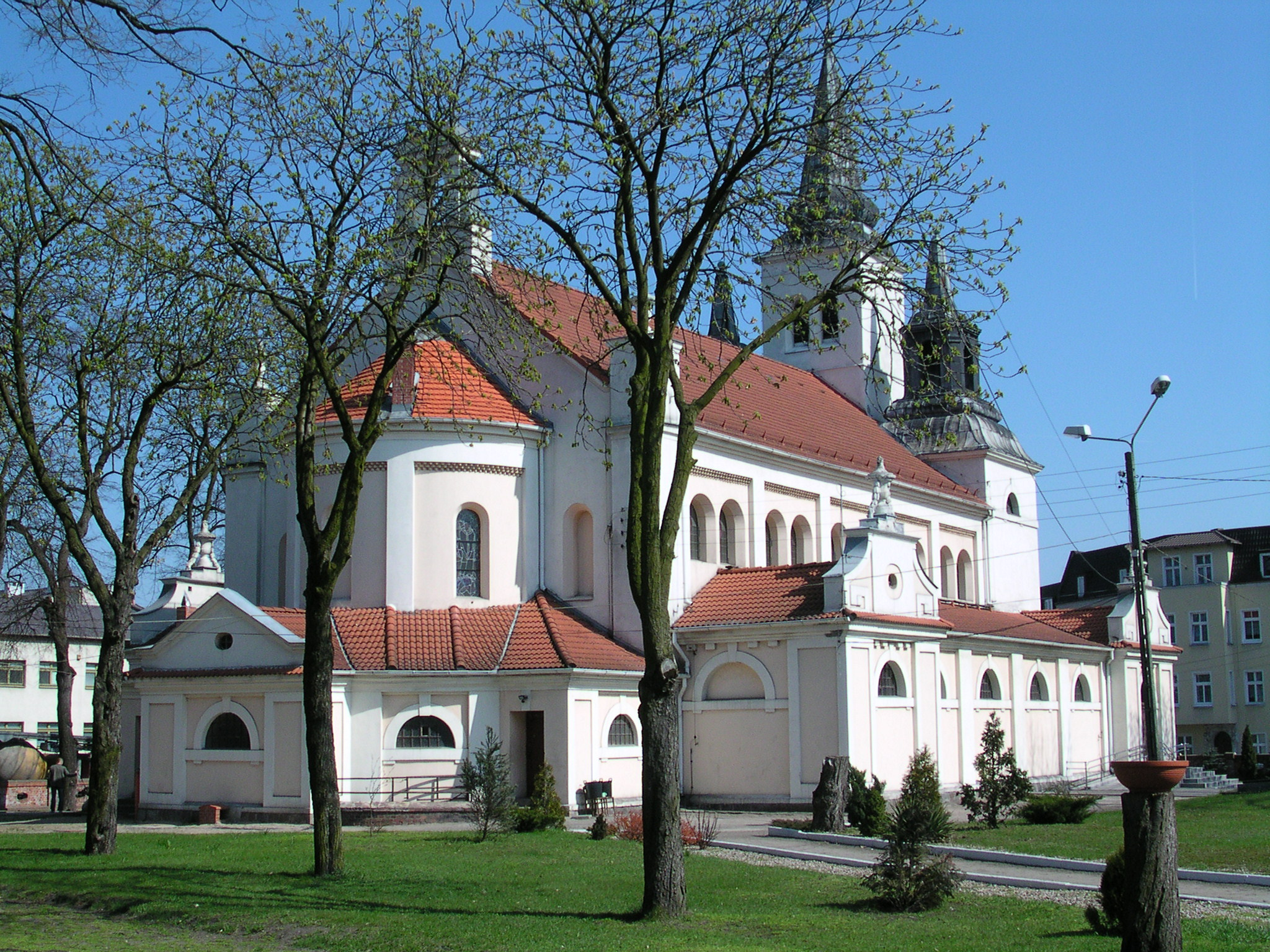
Igreja de São Lourenço em Nakło nad Notecią

| Cidade                | Condado       | Área (km²) | População (30 de julho de 2019) | Densidade populacional (hab./km²) |
| --------------------- | ------------- | ---------- | ------------------------------- | --------------------------------- |
| Aleksandrów Kujawski  | Aleksandrów   | 7,23       | 12 147                          | 1 680                             |
| Barcin                | Żnin          | 3,70       | 7 408                           | 2 002                             |
| Brodnica              | Brodnica      | 23,15      | 28 788                          | 1 244                             |
| Brześć Kujawski       | Włocławek     | 7,04       | 4 642                           | 659                               |
| Bydgoszcz             | Bydgoszcz     | 175,98     | 349 021                         | 1 983                             |
| Chełmno               | Inowrocław    | 13,56      | 19 605                          | 1 446                             |
| Chełmża               | Toruń         | 7,84       | 14 503                          | 1 850                             |
| Chodecz               | Włocławek     | 1,39       | 1 894                           | 1 363                             |
| Ciechocinek           | Aleksandrów   | 15,26      | 10 590                          | 694                               |
| Dobrzyń nad Wisłą     | Lipno         | 5,41       | 2 127                           | 393                               |
| Gniewkowo             | Inowrocław    | 9,18       | 7 110                           | 775                               |
| Golub-Dobrzyń         | Golub-Dobrzyń | 7,50       | 12 563                          | 1 675                             |
| Górzno                | Brodnica      | 3,43       | 1 366                           | 398                               |
| Grudziądz             | Grudziądz     | 57,76      | 94 732                          | 1 640                             |
| Inowrocław            | Inowrocław    | 30,42      | 72 786                          | 2 393                             |
| Izbica Kujawska       | Włocławek     | 2,24       | 2 609                           | 1 165                             |
| Jabłonowo Pomorskie   | Brodnica      | 3,35       | 3 754                           | 1 121                             |
| Janikowo              | Inowrocław    | 9,51       | 8 745                           | 920                               |
| Janowiec Wielkopolski | Żnin          | 3,04       | 3 953                           | 1 300                             |
| Kamień Krajeński      | Sępólno       | 3,65       | 2 390                           | 655                               |
| Kcynia                | Nakło         | 6,84       | 4 657                           | 681                               |
| Koronowo              | Bydgoszcz     | 28,15      | 11 162                          | 397                               |
| Kowal                 | Włocławek     | 4,68       | 3 479                           | 743                               |
| Kowalewo Pomorskie    | Golub-Dobrzyń | 4,45       | 4 130                           | 928                               |
| Kruszwica             | Inowrocław    | 6,64       | 8 809                           | 1 327                             |
| Lipno                 | Lipno         | 10,99      | 14 399                          | 1 310                             |
| Lubień Kujawski       | Włocławek     | 2,31       | 1 391                           | 602                               |
| Lubraniec             | Włocławek     | 1,97       | 2 999                           | 1 522                             |
| Łabiszyn              | Żnin          | 2,89       | 4 472                           | 1 547                             |
| Łasin                 | Grudziądz     | 4,79       | 3 254                           | 679                               |
| Mogilno               | Mogilno       | 8,32       | 11 836                          | 1 423                             |
| Mrocza                | Nakło         | 5.01       | 4.350                           | 868                               |
| Nakło nad Notecią     | Nakło         | 10,62      | 18 281                          | 1 721                             |
| Nieszawa              | Aleksandrów   | 9,79       | 1 853                           | 189                               |
| Nowe                  | Świecie       | 3,57       | 5 827                           | 1 632                             |
| Pakość                | Inowrocław    | 3,46       | 5 706                           | 1 649                             |
| Piotrków Kujawski     | Radziejów     | 9,76       | 4 456                           | 457                               |
| Radziejów             | Radziejów     | 5,69       | 5 578                           | 980                               |
| Radzyń Chełmiński     | Grudziądz     | 1,78       | 1 847                           | 1 038                             |
| Rypin                 | Rypin         | 10,96      | 16 227                          | 1 481                             |
| Sępólno Krajeńskie    | Sępólno       | 5,82       | 9 091                           | 1 562                             |
| Skępe                 | Lipno         | 7,48       | 3 620                           | 484                               |
| Solec Kujawski        | Bydgoszcz     | 18,68      | 15 652                          | 838                               |
| Strzelno              | Mogilno       | 4,46       | 5 631                           | 1 263                             |
| Szubin                | Nakło         | 7,65       | 9 556                           | 1 249                             |
| Świecie               | Świecie       | 17,55      | 25 723                          | 1 466                             |
| Toruń                 | Toruń         | 115,72     | 201 798                         | 1 744                             |
| Tuchola               | Tuchola       | 17,69      | 13 621                          | 770                               |
| Wąbrzeźno             | Wąbrzeźno     | 8,53       | 13 570                          | 1 591                             |
| Więcbork              | Sępólno       | 4,31       | 5 950                           | 1 381                             |
| Włocławek             | Włocławek     | 84,32      | 110 287                         | 1 308                             |
| Żnin                  | Żnin          | 8,35       | 13 864                          | 1 660                             |

## Demografia
Dados de 30 de junho de 2019:
| Descrição                         | Total         | Total         | Mulheres      | Mulheres      | Homens        | Homens        |
| --------------------------------- | ------------- | ------------- | ------------- | ------------- | ------------- | ------------- |
| unidade                           | pessoas       | %             | pessoas       | %             | pessoas       | %             |
| população                         | 2 074 517     | 100           | 1 069 156     | 52            | 1 005 361     | 48            |
| área                              | 17 971,34 km² | 17 971,34 km² | 17 971,34 km² | 17 971,34 km² | 17 971,34 km² | 17 971,34 km² |
| densidade populacional (hab./km²) | 115           | 115           | 59            | 59            | 57            | 57            |

## Religião
As seguintes denominações são ativas na voivodia: a Igreja Católica Romana, a Igreja Católica Grega na Polônia, a Igreja Católica Polonesa, a Igreja Ortodoxa Autocéfala Polonesa, a Igreja Evangélica-Augsburg, a Igreja Evangélico-Metodista, a Igreja Cristã Batista, a Igreja Pentecostal, a Igreja de Deus em Cristo, a Igreja "Cristo para todos" , Igreja de Cristo, Igreja Evangélica, Igreja Adventista do Sétimo Dia, Igreja Cristã do Sábado, Assembleias Cristãs do Sétimo Dia, Sociedade Religiosa de Amigos, Testemunhas de Jeová, Movimento Missionário Leigo Epifania, Igreja de Jesus Cristo dos Santos dos Últimos Dias, União Religiosa Muçulmana, A Ordem Sufi na Polônia e a Associação Budista Karma Kagyu Diamond Way.

## Proteção da natureza
O Sistema Ecológico de Áreas Protegidas na voivodia consiste em monumentos naturais, reservas naturais, parques paisagísticos, parques naturais, terras ecológicas, complexos naturais e paisagísticos e redes Natura 2000. Corredores ecológicos de importância internacional percorrem a região: Pradolina Toruńsko-Eberswaldzka e Dolina Dolnej Wisły e uma série de corredores de importância nacional formados pelos vales de rios e lagos maiores.
No total, as áreas protegidas cobrem um terço da área da voivodia da Cujávia-Pomerânia. A maior porcentagem da área sob proteção legal está nos condados do norte: Sępólno (66%), Tuchola (57%), Brodnica (53%) e Świecie (48%).

### Poluição ambiental
A Cujávia-Pomerânia é uma das áreas com nível médio de poluição atmosférica do país (9.º lugar). Devido à presença da indústria, as cidades de Bydgoszcz, Toruń, Włocławek, Janikowo, Inowrocław, Świecie, Grudziądz e Kruszwica têm uma escala ligeiramente maior de poluição do ar. Os rios mais poluídos são: Noteć, Vístula, Osa, Gąsawka, e os mais limpos são: Brda e Wda. Os solos da região são geralmente caracterizados por um baixo grau de poluição.

### Parques paisagísticos
Existem 10 parques paisagísticos na região: 2 na área de Bory Tucholskie, 2 na Região dos lagos Chełmińsko-Dobrzyński, 3 no Vale do Baixo Vístula e na Região dos lagos Krajeńskie e 2 na parte sul da região.
| Nome                                                                                            | Ano de criação | Área [ha.] | Sede      | Observação |
| Parque Paisagístico de Brodnica                                                                 | 1985           | 12 349     | Grzmięca  | Mais de 60% da área é coberta por florestas e 12% por corpos d'água; Nele existem cerca de 60 lagos, a maioria deles em vales em túnel subglaciais. |
| Parque paisagístico de Gostynin e Włocławek                                                     | 1979           | 22 200     | Kowal     | Está localizado na Bacia do Płock e na Região dos Lagos Gostyniński; são ricas formas morfológicas: vales subglaciais em túnel, eskeres, terraços e um complexo de dunas interiores.                                                                             |
| Parque paisagístico Górznieńsko-Lidzbarski                                                      | 1990           | 13 901     | Górzno    | A peculiaridade do parque é a topografia extremamente variada, especialmente no vale do Brynica, nas proximidades de Górzno, e os extensos complexos florestais.                                                                                                 |
| Parque paisagístico de Krajeński                                                                | 1998           | 73 850     | Więcbork  | Ele está localizado na parte central da Região dos lagos Krajeńskie; cobre uma área de topografia variada: altas morenas, eskeres, drumlins, kames e vales em túnel.                                                                                             |
| Parque paisagístico Nadgoplański Tysiąclecia                                                    | 1992           | 9 983      | Kruszwica | O parque e a reserva, ao mesmo tempo, incluem o vasto lago Gopło; o ambiente natural é rico em espécies de pássaros, incluindo muitas outras protegidas; espécies raras de vegetação de várzea, incluindo halófitas, têm seus estandes nas proximidades do lago. |
| Parque paisagístico de Tuchola                                                                  | 1985           | 25 660     | Tuchola   | Ele está localizado no complexo Bory Tucholskie; 72% da área é coberta por florestas e 3% por águas; o eixo do sistema hidrográfico do parque é o rio Brda com seus afluentes: Czerska Struga, Bielska Struga, Ruda, Szumionka, Kicza e Raciąska Struga.         |
| Parque paisagístico de Wdecki                                                                   | 1993           | 19 177     | Osie      | Ele está localizado no norte da voivodia no complexo Bory Tucholskie; 59% da área é coberta por florestas; o eixo do sistema hidrográfico é o rio Wda com seus afluentes: os rios Prusina, Sobińska Struga e Ryszka.                                             |
| Complexo de Parques Paisagísticos do Baixo Vístula: Chełmno, Nadwiślański, Montanhas de Łosiowe | 1993           | 60 502     | Świecie   | Cobre uma parte do Vale do Baixo Vístula de Bydgoszcz à comuna de Nowe, bem como Rogóźno e Grudziądz; protege a atraente paisagem e paisagem natural do vale do Vístula com prados, lagoas marginais, matas ciliares, encostas, vales de erosão e ravinas.       |

### Reservas naturais
Em 2018, havia 92 reservas naturais na voivodia com uma área total de 9 604 ha, que representavam aproximadamente 1% da área. Entre elas, existem 48 reservas florestais, 16 turfeiras, 7 reservas florísticas, 8 reservas de fauna, 7 reservas de paisagem, 3 reservas de água, 3 reservas de estepe, 1 reserva natural inanimada e reservas de floresta salobra. A maioria das reservas está localizada no vale do Vístula, em Bory Tucholskie e na Região dos Lagos de Brodnicka.
As reservas com maior área são:
- Reserva natural paisagística do Parque Nadgoplański Tysiąclecia (2 313,76 ha;)
- Reserva natural paisagística do Vale do rio Brda (1 681,50 ha.)
- Reserva natural faunística do rio Drwęca (543,47 ha.)
- Reserva natural de turfeiras Bagna nad Stążką (478,45 ha.)
- Reserva natural faunística do lago Rakutowskie (414,07 ha.)

As reservas naturais restritas incluem: Cisy Staropolskie Leon Wyczółkowski, Osiny, Linje, Szumny Zdrój, Płutowo, Monte São Lourenço, Stręszek, Czarny Bryńsk.

### Áreas de paisagem protegidas
Dentro da voivodia, existem 31 áreas de paisagem protegida designadas, onde 334 228 hectares estão sob proteção, o que constitui 32,4% da área da voivodia. O maior número dessas formas pode ser encontrado nos vales dos rios: Vístula, Brda, Drwęca e Osa, e em Bory Tucholskie. Nelas, os elementos naturais e culturais da paisagem são protegidos.

### Monumentos da natureza

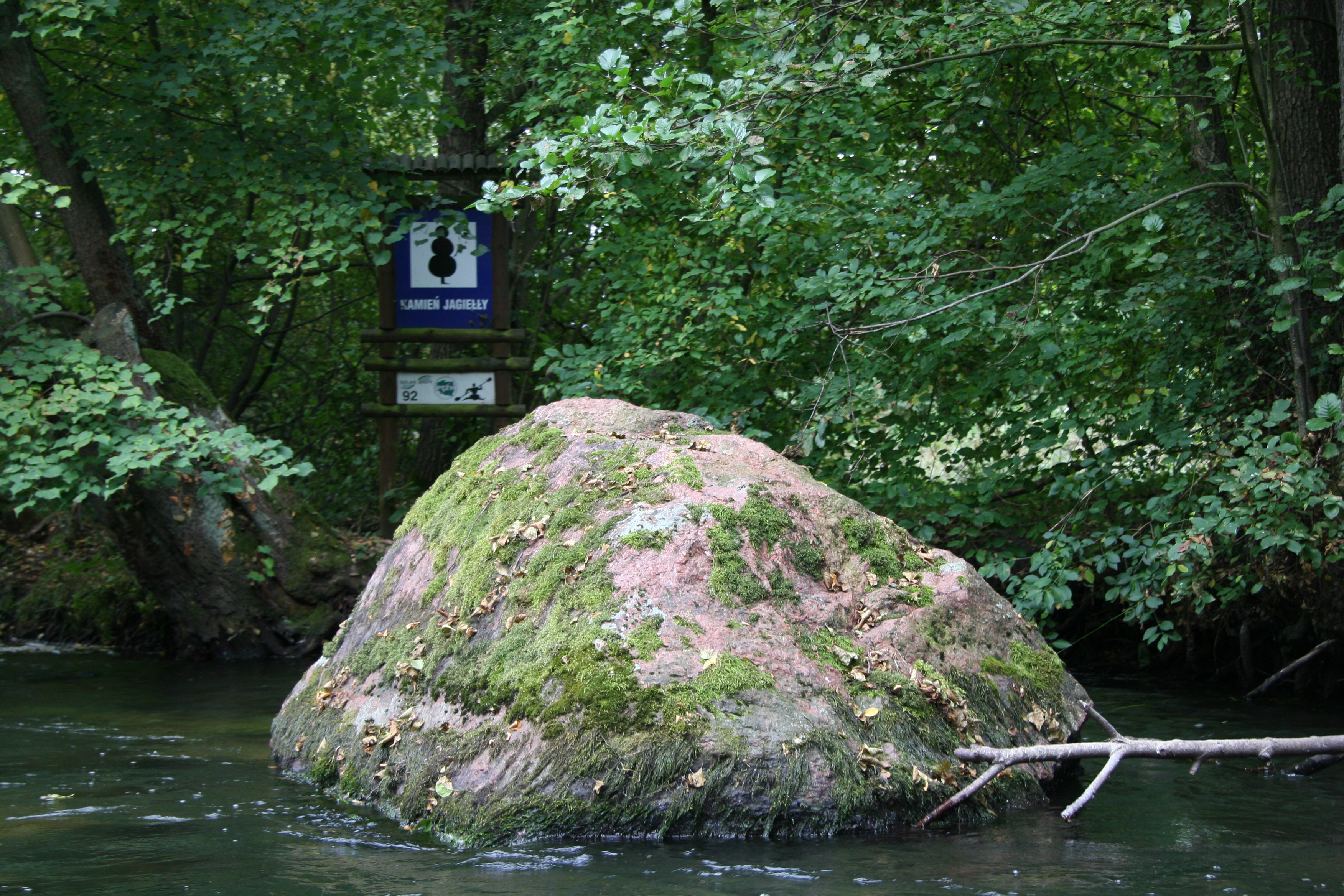
Pedra de Jagiełło em Bory Tucholskie

Em 2018, havia 2 492 monumentos naturais na voivodia. Entre eles, o grupo mais numeroso eram árvores isoladas (1 769), grupos de árvores (542), blocos erráticos (83), becos à beira de estradas (59) e 39 outros objetos. Os mais magníficos monumentos da natureza incluídos são: a Caverna de Bajka, perto de Gądecz, a Pedra de São Wojciech, em Leosia, com uma circunferência de 24,5 m, o carvalho "Jan Kazimierz" em Bąków com uma circunferência de 953 cm, o carvalho "Chrobry" na aldeia de Nogat perto de Łasin, com uma circunferência de 886 cm, o "Carvalho Bartek" em Bydzcz com uma circunferência de 656 cm, o "Oakgos Rzeczpospolitej” perto de Górzno com uma circunferência de 632 cm, beco de faias perto de Radomin. A cidade mais rica em monumentos naturais é Bydgoszcz (95 locais). Muitas árvores monumentais e grupos de árvores são encontrados em palácios rurais e parques senhoriais.

### Rede Natura 2000
Até 2011, 7 Zonas de Proteção Especial para aves foram designadas na voivodia: Błota Rakutowskie, Bagienna Dolina Drwęca, Dolina Dolnej Wisły, Ostoja Nadgoplańska, Żwirownia Skoki, Bory Tucholskie, Vale do Noteć Central e do Canal Bydgoszcz e 34 Sítios de Importância Comunitária. A maioria da Rede Natura 2000 está localizada em áreas já protegidas como parques paisagísticos e áreas paisagísticas protegidas.

### Outras formas de proteção da natureza
Em 2018, existiam 2 123 terras ecológicas na região, cobrindo uma área de 5 165 hectares (principalmente pântanos, turfeiras, prados, ravinas, encostas, aglomerados de árvores e lagoas) e 35 complexos naturais e paisagísticos com uma área de 3 335 hectares (ravinas, vales de rios, margens de lagos, turfeiras). A parte nordeste da voivodia (33 comunas) está localizada dentro da área funcional "Pulmões Verdes da Polônia", e 13 comunas na parte norte da região incluem a Reserva da Biosfera Bory Tucholskie.

## Centros acadêmicos
Em 2010, havia 33 instituições de ensino superior na Cujávia-Pomerânia. As mais importantes delas - aquelas que, além de educar os alunos, podem se orgulhar de realizações científicas significativas - são a Universidade Nicolau Copérnico de Toruń junto com o Collegium Medicum em funcionamento em Bydgoszcz, a Universidade Casimiro, o Grande em Bydgoszcz e a Universidade de Tecnologia e Ciências da Vida Jan e Jędrzej Śniadeckich em Bydgoszcz. Em 2010, 85 mil estudavam na região (incluindo 45 mil em Bydgoszcz, 33 mil em Toruń e 5 mil em Włocławek), e o corpo docente consistia em 4,6 mil pessoas (incluindo 1 160 professores).

### Bydgoszcz
- Universidade Casimiro, o Grande em Bydgoszcz
- Universidade de Tecnologia e Ciências da Vida Jan e Jędrzej Śniadeckich em Bydgoszcz
- Collegium Medicum Ludwik Rydygier em Bydgoszcz, Universidade Nicolaus Copernicus em Toruń
- Academia de música Feliks Nowowiejski em Bydgoszcz
- Universidade de Economia em Bydgoszcz
- Escola de Educação Superior Cujávia-Pomerânia em Bydgoszcz
- Universidade do Meio Ambiente em Bydgoszcz
- Universidade de Bydgoszcz
- Universidade de Ciências da Saúde em Bydgoszcz
- Universidade WSB em Toruń, Faculdade de Finanças e Gestão em Bydgoszcz

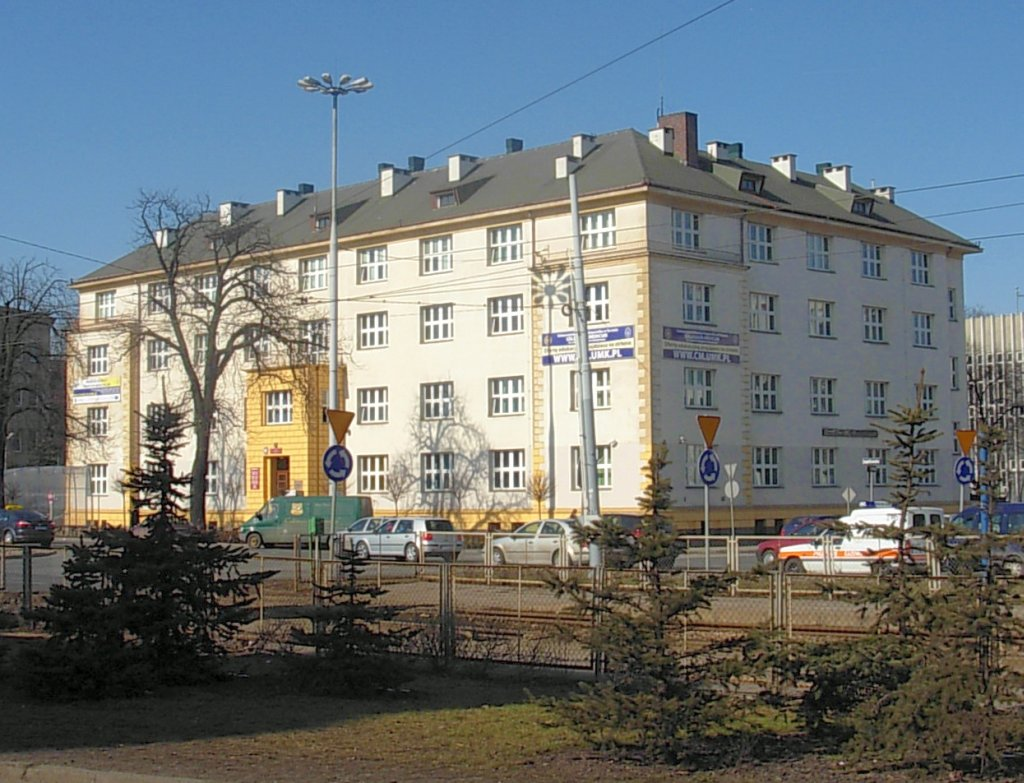
Collegium Medicum Ludwik Rydygier em Bydgoszcz, Universidade Nicolaus Copernicus em Toruń

- Instituto de Cultura Cristã do Primaz
- Seminário Teológico Superior da Diocese de Bydgoszcz Bispo Michał Kozal
- Seminário Teológico Superior da Congregação do Espírito Santo Padre Jakub Laval
- Universidade de Adama Mickiewicza em Poznań - Centro educacional fora do campus em Bydgoszcz
- Universidade de Tecnologia da Informação em Łódź - Faculdade em Bydgoszcz
- Universidade de Humanidades e Economia em Łódź - Centro Educacional não local em Bydgoszcz
- Universidade de Administração e Bancos em Poznań - Departamento de Recrutamento em Bydgoszcz
- Universidade de Economia de Poznań - Centro de Estudos Superiores em Bydgoszcz
- Escola de Professores de Línguas Estrangeiras em Bydgoszcz
- Escola particular de formação de professores de línguas estrangeiras em Bydgoszcz

### Toruń
- Universidade Nicolau Copérnico de Toruń
- Universidade da Varmia-Masúria - Centro Educacional fora do campus em Toruń
- Colégio de funcionários de serviços sociais em Toruń
- Escola Pública de Professores de Línguas Estrangeiras em Toruń
- Colégio da Moda da Academia de Belas Artes de Toruń
- Universidade WSB em Toruń
- Faculdade de Filologia Hebraica
- Universidade de Cultura Social e de Mídia em Toruń
- Seminário Teológico Superior Frei Stefan W. Frelichowski em Toruń
- Escola Superior de Empreendedorismo de Toruń
- Colégio de Toruń
- Universidade de Economia em Bydgoszcz - Faculdade de Tecnologia de Toruń

### Włocławek
- Escola Profissional Superior Estadual em Włocławek
- Universidade de Humanidades e Economia em Włocławek
- Universidade de Tecnologia da Informação em Łódź - Filial em Włocławek
- Seminário Teológico Superior em Włocławek

### Grudziądz
- Universidade de Tecnologia de Gdańsk - Centro Educacional Externo em Grudziądz
- Academia de Humanidades e Economia em Łódź - Centro de Ensino em Grudziądz
- Universidade de Grudziądz
- Escola Superior de Democracia

### Inowrocław
- Universidade de Economia em Bydgoszcz, corpo docente em Inowrocław

### Świecie
- Escola Superior de Administração em Świecie
- Faculdade de Línguas Estrangeiras em Świecie

### Tuchola
- Escola Superior de Gestão Ambiental em Tuchola

### Brodnica
- Universidade de Ciências Sociais em Łódź - Faculdade em Brodnica

### Atividades de pesquisa e desenvolvimento
Existem muitos institutos departamentais na região, especialmente do Ministério da Agricultura, e em Toruń existem centros de pesquisa e implementação que operam dentro da estrutura da Academia Polonesa de Ciências. O desenvolvimento da economia inovadora na região é apoiado por instituições como: Centro Regional de Inovação em Bydgoszcz, Centro de Transferência de Tecnologia em Toruń, Agência de Desenvolvimento Regional de Toruń S.A. em Toruń e nas unidades da Organização Técnica Suprema (Bydgoszcz, Toruń, Włocławek, Grudziądz, Inowrocław).
As atividades científicas e de pesquisa, especialmente estudos regionais e históricos, também são realizadas por sociedades científicas, incluindo: Sociedade Científica de Bydgoszcz, Sociedade Científica de Toruń, Sociedade Científica de Włocławek e várias associações socioculturais.

## Educação

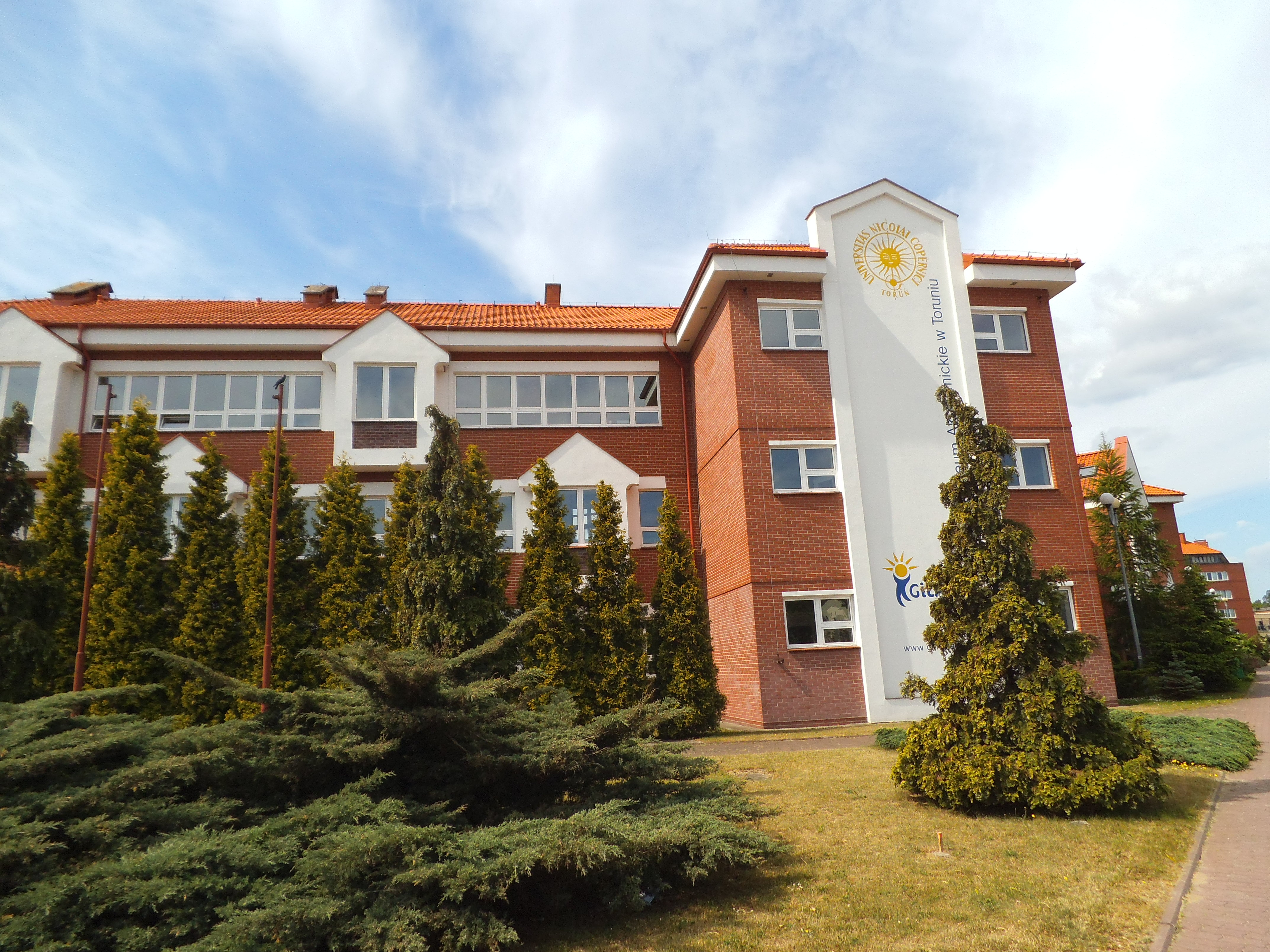
Escola secundária e escola secundária acadêmica em Toruń

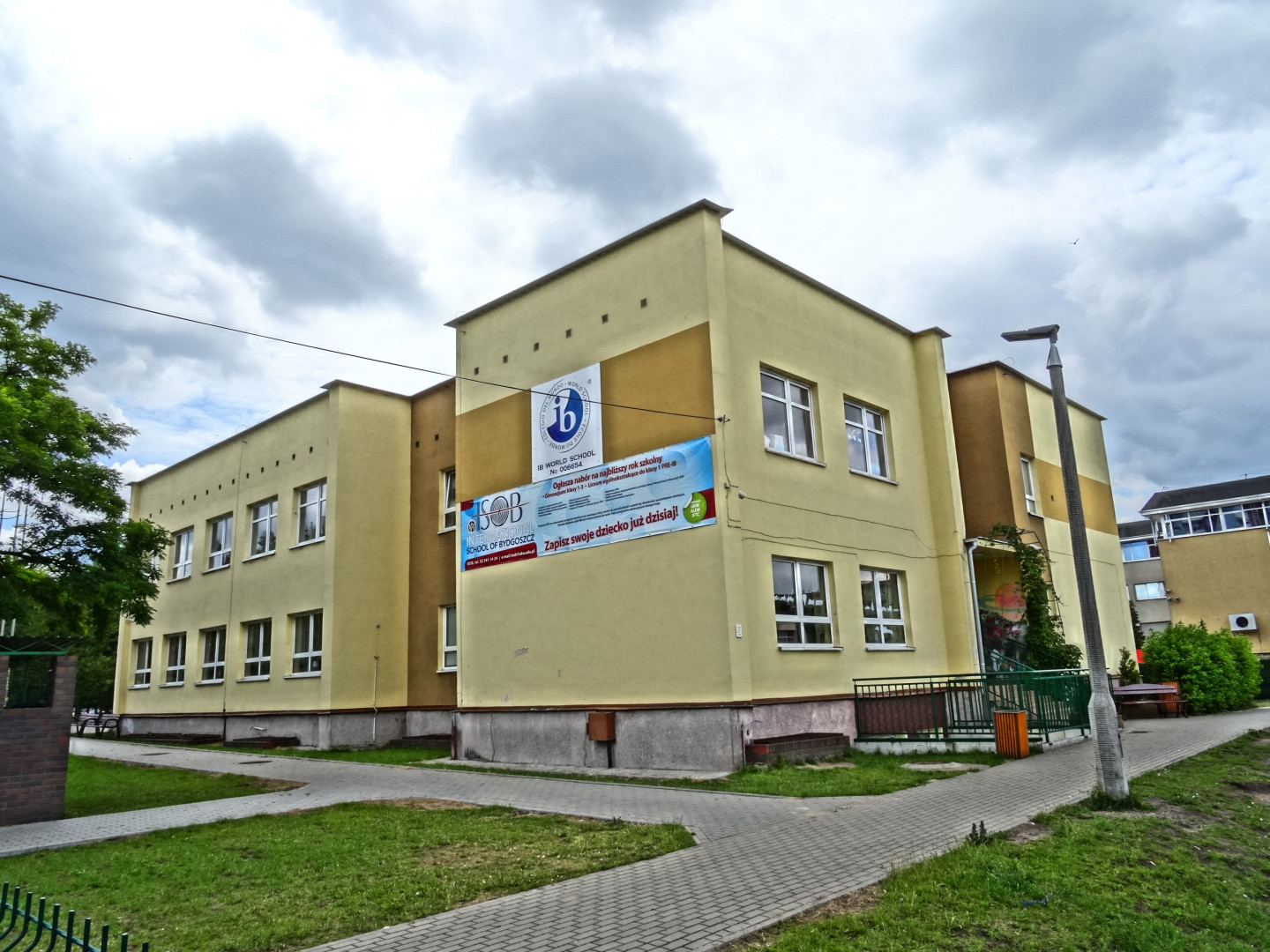
International School de Bydgoszcz

Em 2010, 705 escolas primárias, 397 escolas secundárias, 149 escolas profissionais básicas, 124 escolas secundárias gerais, 28 escolas secundárias especializadas, 153 escolas secundárias técnicas, 7 escolas secundárias de arte e 187 escolas pós-secundárias operavam na região. A supervisão é realizada pelo Conselho de Educação da Cujávia-Pomerânia, localizado em Bydgoszcz, e os centros de formação de professores estão localizados, entre outros em Bydgoszcz, Toruń, Włocławek, Inowrocław, Szubin e Nakło.
Toruń é a sede do único Ginásio Acadêmico e Escola Secundária na voivodia e no país. A instalação foi inaugurada em 1998, mas suas raízes remontam ao início dos anos 1990, quando começaram os trabalhos sobre a forma e a função da escola. GiLA é uma escola administrada pela Universidade Nicolau Copérnico de Toruń. Por sua vez, em Bydgoszcz, existe uma escola internacional, a Escola Internacional de Bydgoszcz, gerida pela Universidade Casimiro, o Grande, com o inglês como língua de ensino, autorizada a emitir certificados e bacharelado internacionalmente reconhecidos, estabelecido para filhos de oficiais militares da OTAN, aceitando também crianças e jovens poloneses.
Em 2011, o governo local da voivodia da Cujávia-Pomerânia administrou as seguintes escolas e instituições educacionais:
- Escola de Professores de Línguas Estrangeiras em Bydgoszcz (até 2011),[29]
- Escola Especial e Centro Educacional para Crianças e Jovens com Deficiência Visual e Cegos L. Braille em Bydgoszcz,[30]
- Escola especial e centro educacional para crianças e jovens com deficiência auditiva general S. Maczek em Bydgoszcz,
- Centro Cujávia-Pomerânia de Formação de Professores em Bydgoszcz,[31]
- Biblioteca Pedagógica Provincial em Bydgoszcz,[32]
- Centro Distrital de Treinamento Vocacional em Bydgoszcz,[33]
- Complexo de Escolas Especiais n.º 33 para Crianças e Adolescentes Chronle Chorej em Bydgoszcz,[34]
- Colégio de professores públicos de línguas estrangeiras em Toruń (até 2011),
- Centro Cujávia-Pomerânia de Formação de Professores em Toruń,[35]
- Biblioteca Pedagógica Elżbieta Zawacka em Toruń,[36]
- Escola especial e centro educacional J. Korczak em Toruń,
- Centro Médico e Social para Educação Profissional e Continuada em Toruń,[37]
- Complexo Social Escolar em Toruń,[38]
- Centro Cujávia-Pomerânia de Formação de Professores em Włocławek,[39]
- Escola Médica e Social Pós-Secundária em Inowrocław,[40]
- Escolas Especiais N.º 1 em Ciechocinek.[41]

## Transportes

### Transporte rodoviário
A voivodia está localizada na parte central do país, onde passam importantes corredores de transporte pan-europeus, especialmente na direção longitudinal:
- Corredor de transporte n.º VI, ao longo da autoestrada A1 E75, conectando Gdańsk, Grudziądz, Toruń, Włocławek, Łódź, Katowice;
- Corredor de transportes n.º VIa, onde está prevista a construção da via expressa S5 E261, ligando Grudziądz, Bydgoszcz, Poznań e Breslávia;
- A estrada nacional n.º 10 segue na direção latitudinal, basicamente a estrada expressa S10, conectando Varsóvia, Toruń, Bydgoszcz e Szczecin.

Estradas nacionais que passam pela voivodia:
- A1 (Gdańsk – Grudziądz – Toruń – Włocławek – Łódź – Katowice – Gorzyczki - fronteira nacional
- S5 5 (Nowe Marzy – Świecie – Bydgoszcz – Poznań – Breslávia – Lubawka fronteira nacional
- 10 (Lubieszyn fronteira nacional  – Szczecin – Stargard – Piła – Bydgoszcz – Toruń – Lipno – Płońsk)
- (Trzebnica – Jarocin – Gniezno – Inowrocław – Toruń – Brodnica – Ostróda)
- 16 (Dolna Grupa – Grudziądz – Łasin – Iława – Olsztyn – Ełk – Augustów – Ogrodniki fronteira nacional
- (Bobolice – Człuchów – Bydgoszcz – Inowrocław – Konin – Kalisz – Gęsia Górka)
- (Stolno – Grudziądz – Kwidzyn – Malbork – Nowy Dwór Gdański)
- (Trzeciewiec – Koronowo)
- (Strzelno – Włocławek – Płock – Nowy Dwór Mazowiecki – Siemiatycze)
- (Lipno – Włocławek)
- (Pawłówek – Bydgoszcz – Zławieś Wielka – Toruń – Lubicz)
- (Gdańsk – Tczew – Nowe – Świecie – Toruń – Włocławek – Łódź – Częstochowa)
- Rota de ciclismo internacional R1

### Transporte ferroviário

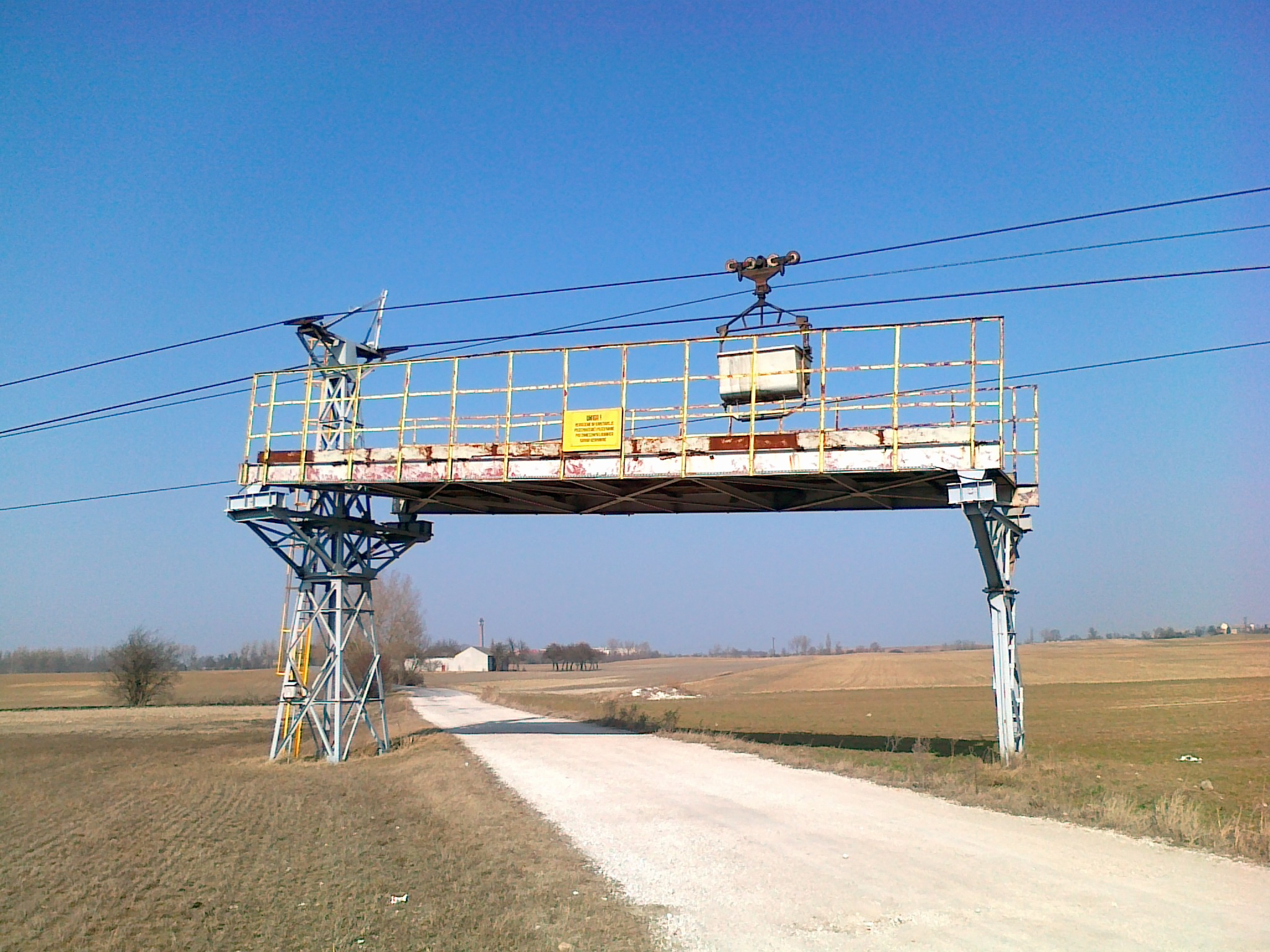
Teleférico Piechcin usado por JZS "Janikosoda" em Janikowo

A ferrovia foi trazida para a região em 1851. Tratava-se da Ferrovia Oriental da Prússia, cuja gestão nos anos 1849-1895 estava localizada em Bydgoszcz. Em 1862, a Ferrovia Varsóvia-Bydgoszcz foi comissionada, a qual ligou as terras sob a partição da Prússia e da Rússia. Na segunda metade do século XIX, três magníficas pontes ferroviárias sobre o rio Vístula (Toruń, Grudziądz, Fordon) foram erguidas, das quais a ponte Fordon (1,33 km de comprimento) foi a mais longa travessia do Império Alemão, e até sua destruição em 1945 - a mais longa da Polônia. Nos anos 1926-1933, um adutor de carvão foi construído em toda a região, constituindo a linha de carga mais importante da Polônia entre as guerras, permitindo a exportação de carvão polonês através do porto de Gdynia. Atualmente, a linha ferroviária n.º 131 (linha principal de carvão), localizada no Corredor de Transporte C-E65 (Tczew - Bydgoszcz - Inowrocław - Zduńska Wola - Tarnowskie Góry - Pszczyna) atravessa a voivodia na direção longitudinal. As rotas ferroviárias mais importantes também incluem a linha n.º 353 (Poznań - Inowrocław - Toruń - Olsztyn - Korsze) e a linha 18 (Piła - Bydgoszcz - Toruń - Włocławek - Kutno). Os entroncamentos ferroviários regionais mais importantes são Bydgoszcz, Toruń e Inowrocław.
Na voivodia existe a Ferrovia Industrial de Janikowo-Piechcin, pertencente à Janikowskie Zakłady Soda "Janikosoda" - Soda Polska Ciech em Janikowo.

### Transporte aéreo
Na voivodia está situado o Aeroporto Internacional Ignacego Jana Paderewskiego em Bydgoszcz, que em 2011 ofereceu conexões domésticas com Varsóvia, conexões internacionais com aeroportos no Reino Unido, Irlanda e Alemanha e conexões sazonais com resorts na Turquia, Grécia, Bulgária, Espanha, Tunísia e Egito.
Existem também aeroportos civis e esportivos, bem como pistas de pouso na região. Os mais populares deles são: Aeroporto Bydgoszcz-Biedaszkowo, Aeroporto Toruń-Bielany, Aeroporto Włocławek-Kruszyn, Aeroporto Grudziądz-Lisie Kąty e Aeroporto Inowrocław-Latkowo.

### Navegação fluvial
A região possui tradições relacionadas à navegação fluvial. Nos tempos da Polônia antiga, a principal artéria para o transporte de mercadorias era o rio Vístula e, no século XIX, também a via navegável Vístula-Odra, através do Canal de Bydgoszcz. Atualmente, o transporte marítimo é principalmente de importância turística.
Duas de cada três vias navegáveis internacionais (MDW) passam pela Polônia:
- E40 - conectando o Mar Báltico com o Mar Negro; na região que coincide com o rio Vístula;
- E70 - conectando Antuérpia na Bélgica com Klaipėda na Lituânia, na região é a hidrovia Vistula-Odra, que segue ao longo do Canal do Noteć e Bydgoszcz, e então desce o rio Vístula.

Desde 2000, está sendo realizada a revitalização da hidrovia E70, com a construção de várias marinas no rio Noteć e a revitalização da Junção de Água de Bydgoszcz (BWW). Em Bydgoszcz, há um porto comercial fluvial e o bonde aquático Bydgoszcz passa pelo rio Brda.

## Economia

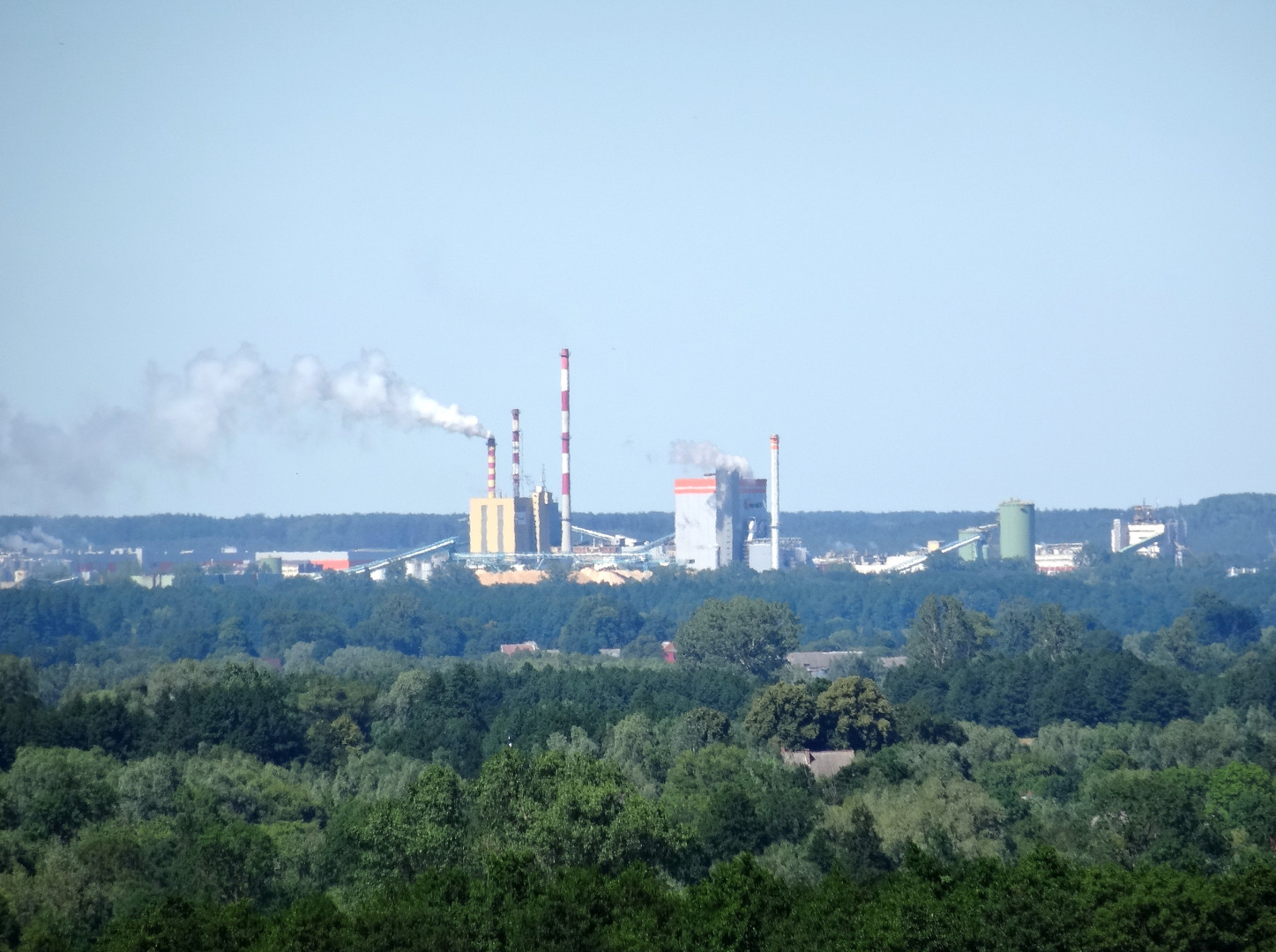
Mondi Świecie - uma das principais produtoras de papel da Polônia

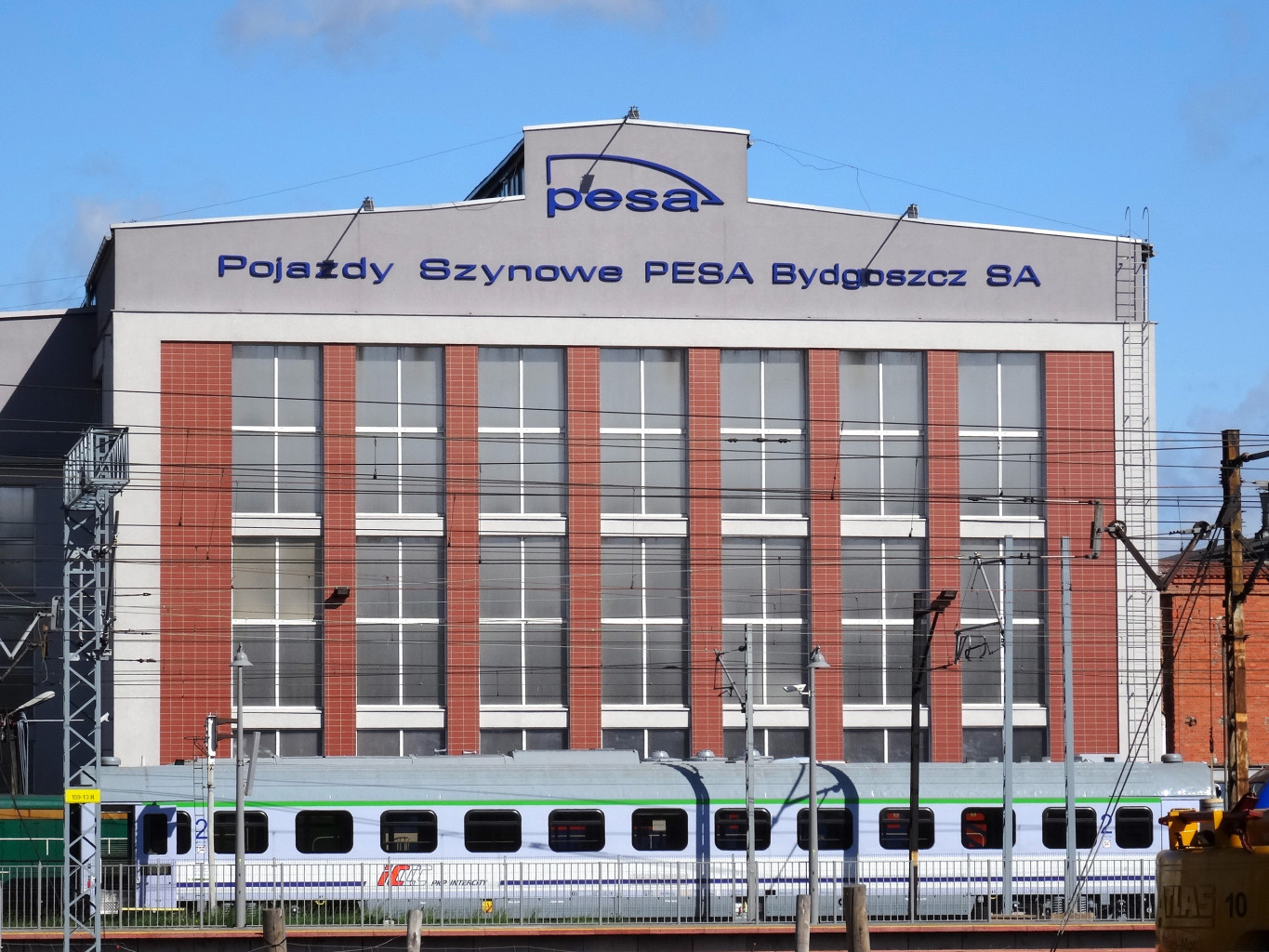
Pojazdy Szynowe PESA Bydgoszcz – fabricante de bondes, ônibus ferroviários, ferrovias (incluindo de alta velocidade)

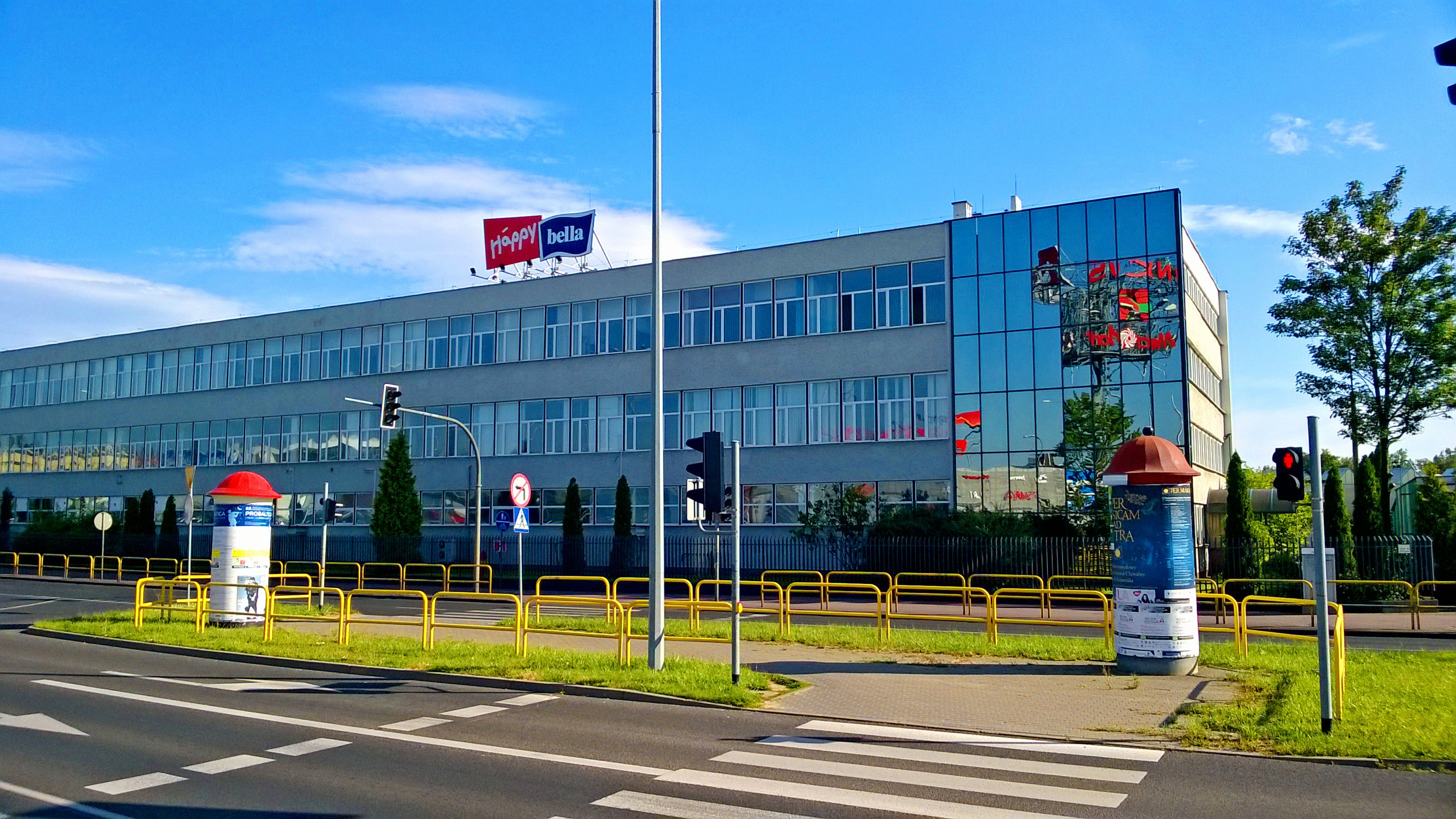
Fábrica de materiais para curativos em Toruń

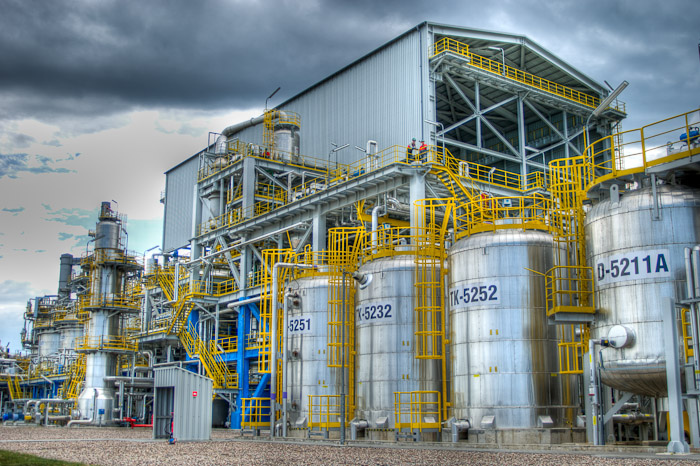
Complexo petroquímico Orlen em Włocławek

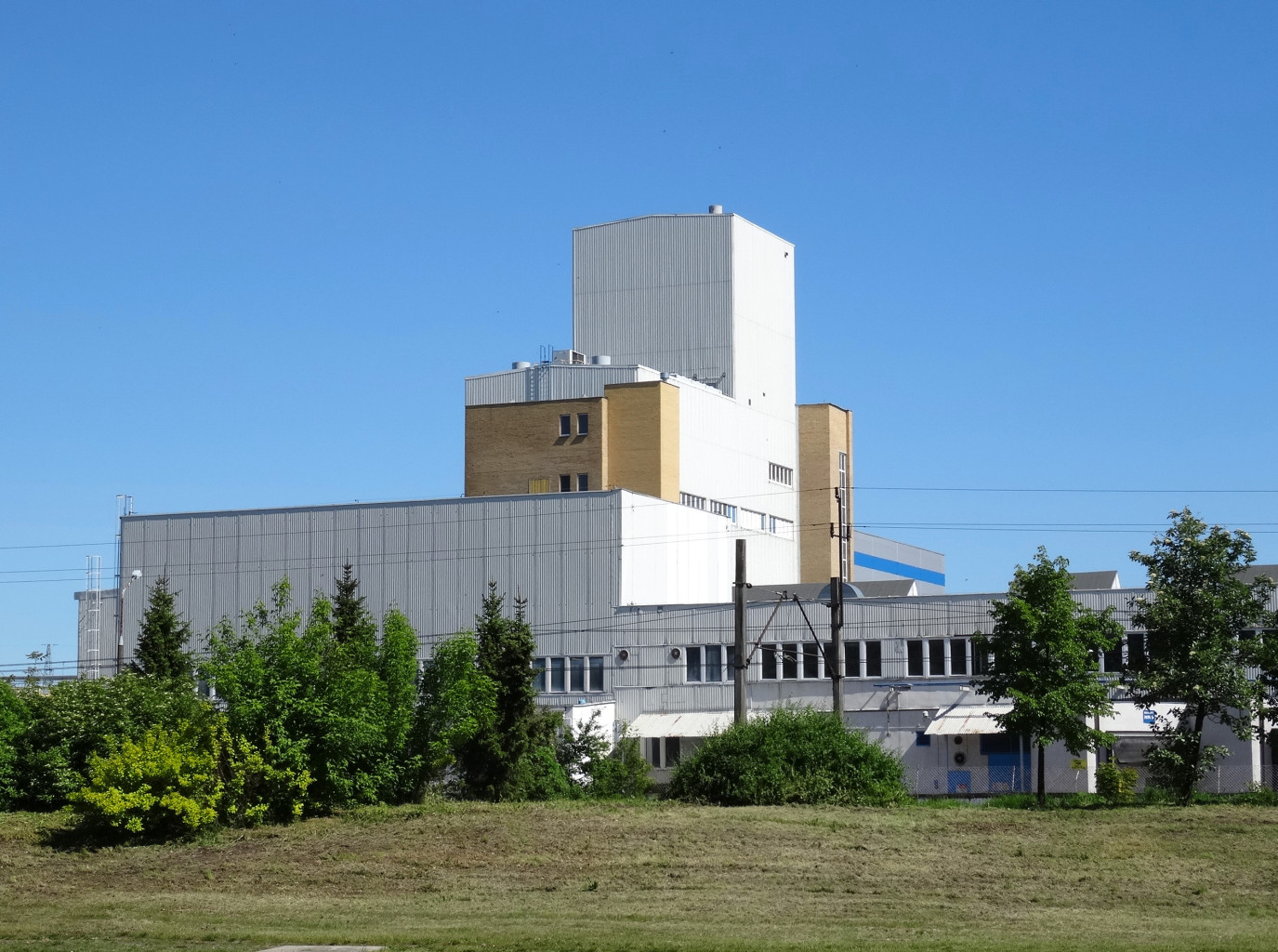
Fábrica da Unilever em Bydgoszcz

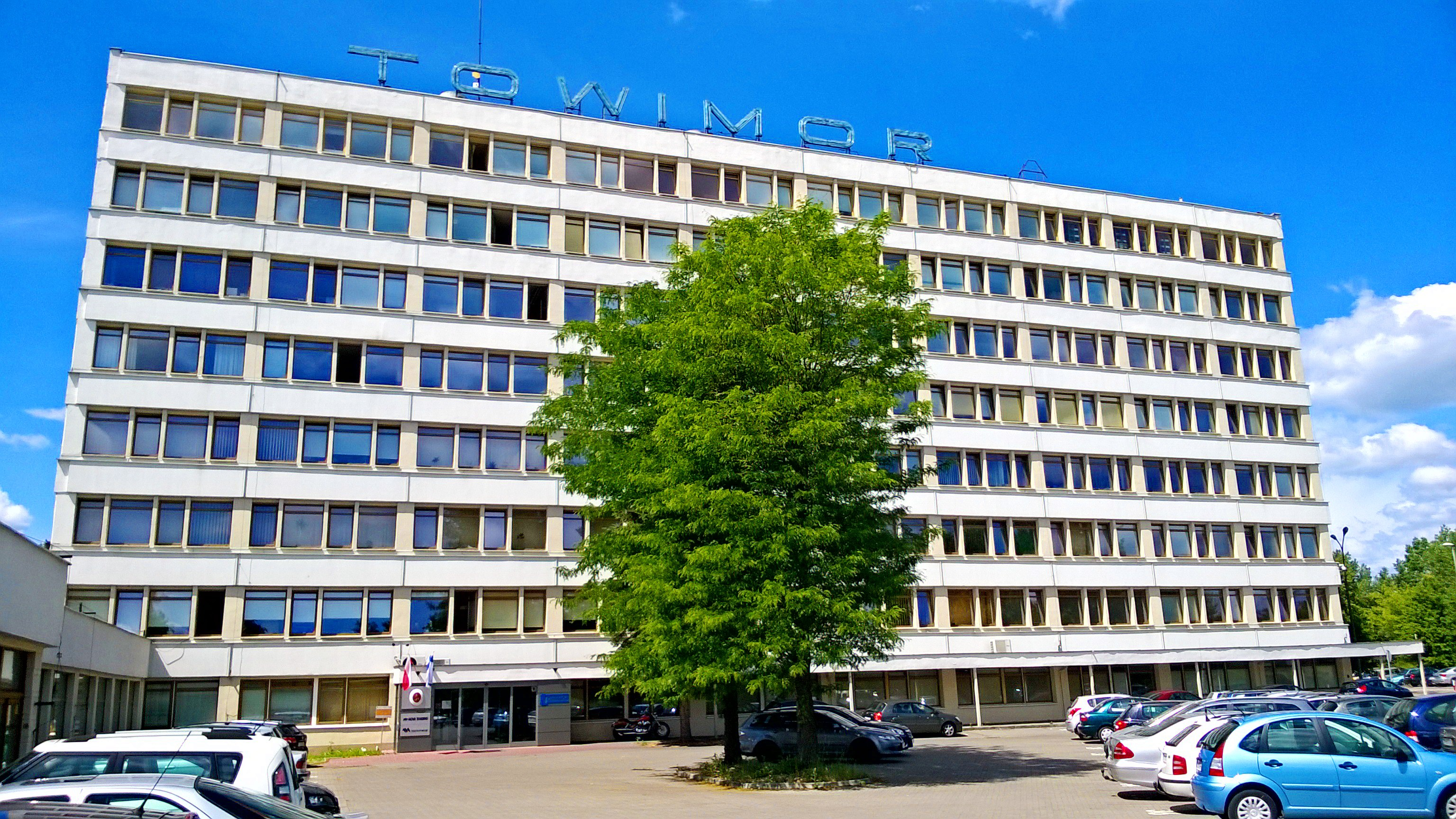
Centro de serviços de aço inoxidável e alumínio Nova Trading em Toruń

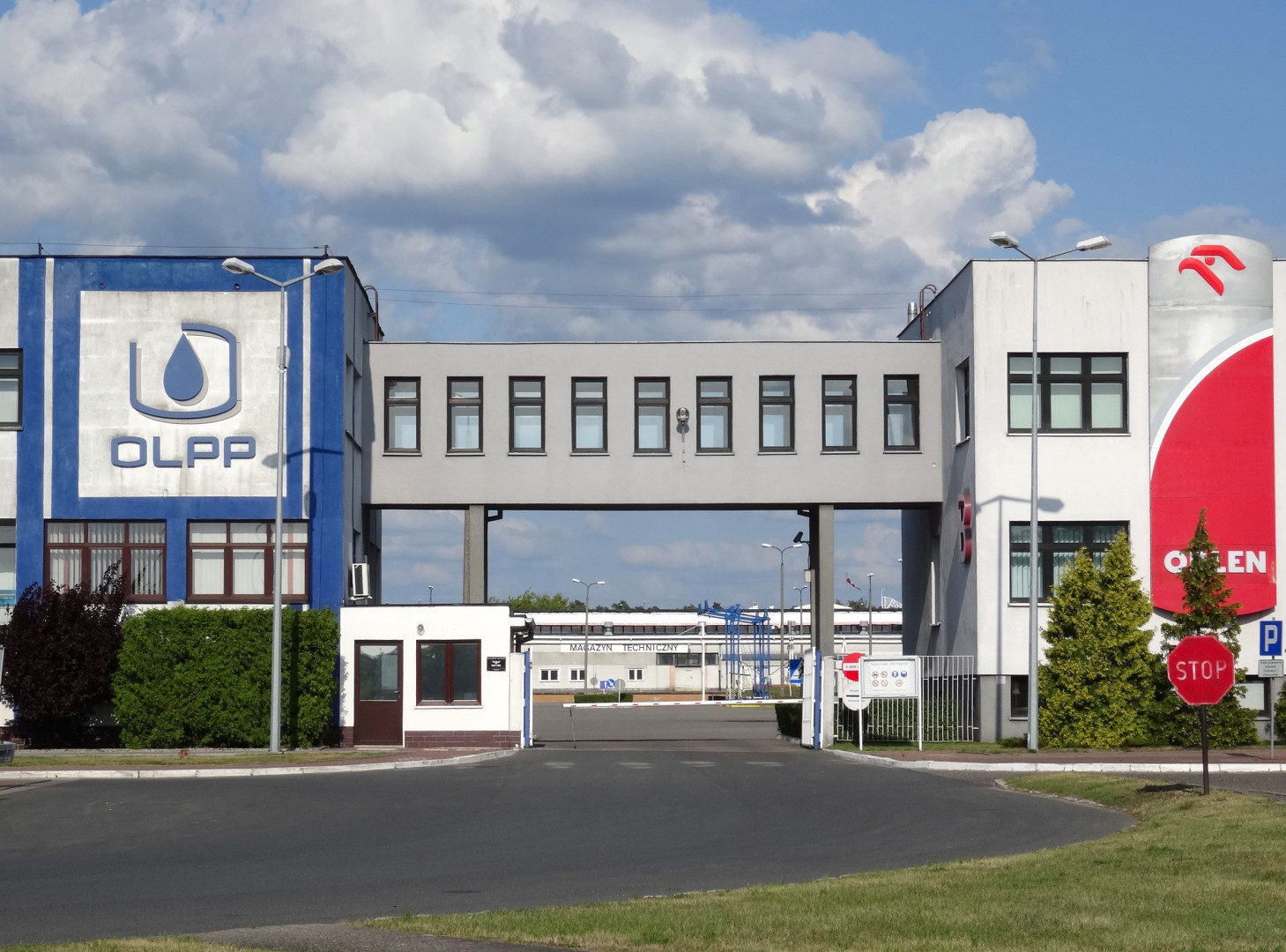
Terminal de combustível OLPP em Nowa Wieś Wielka

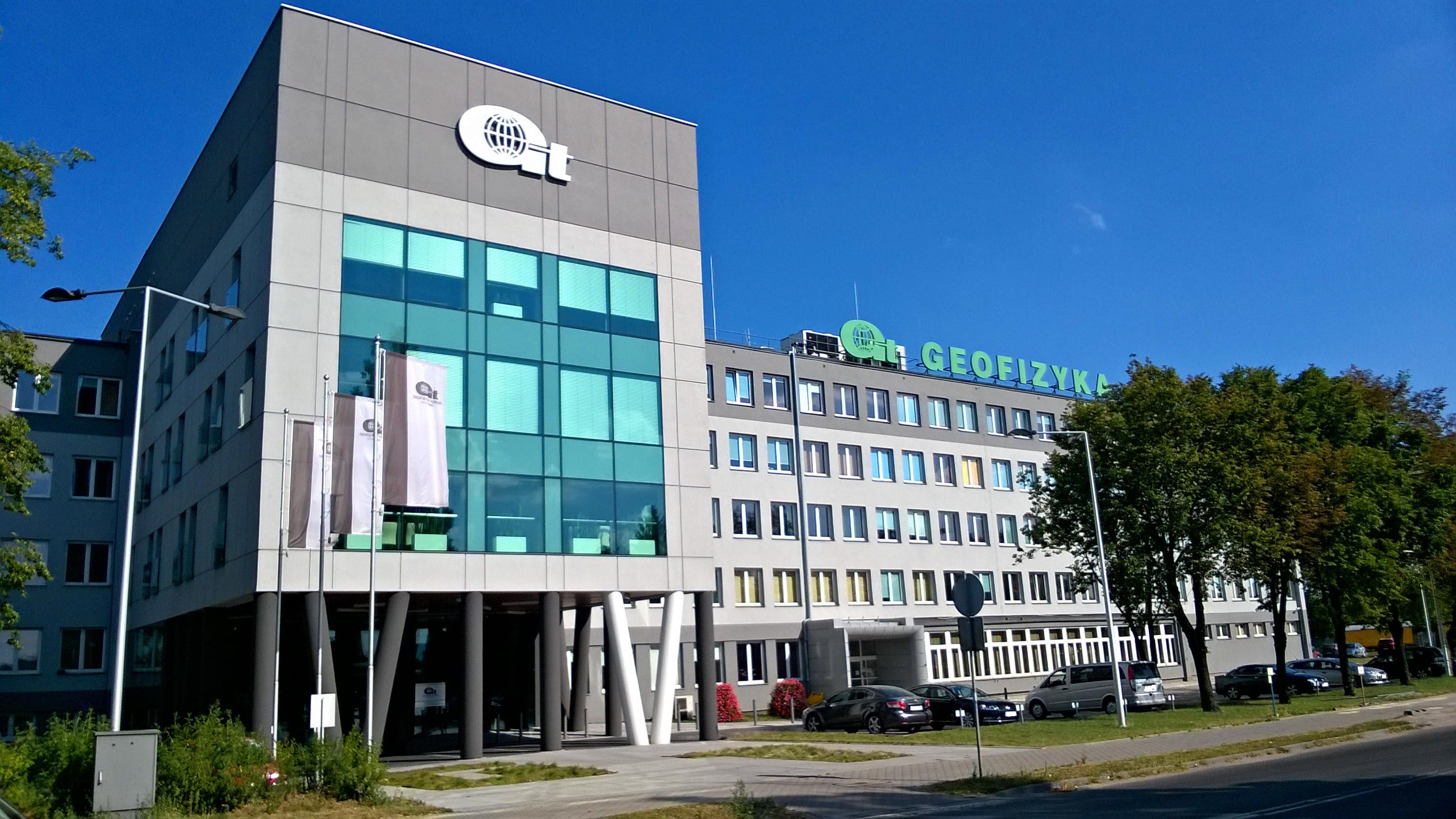
Geofísica Toruń

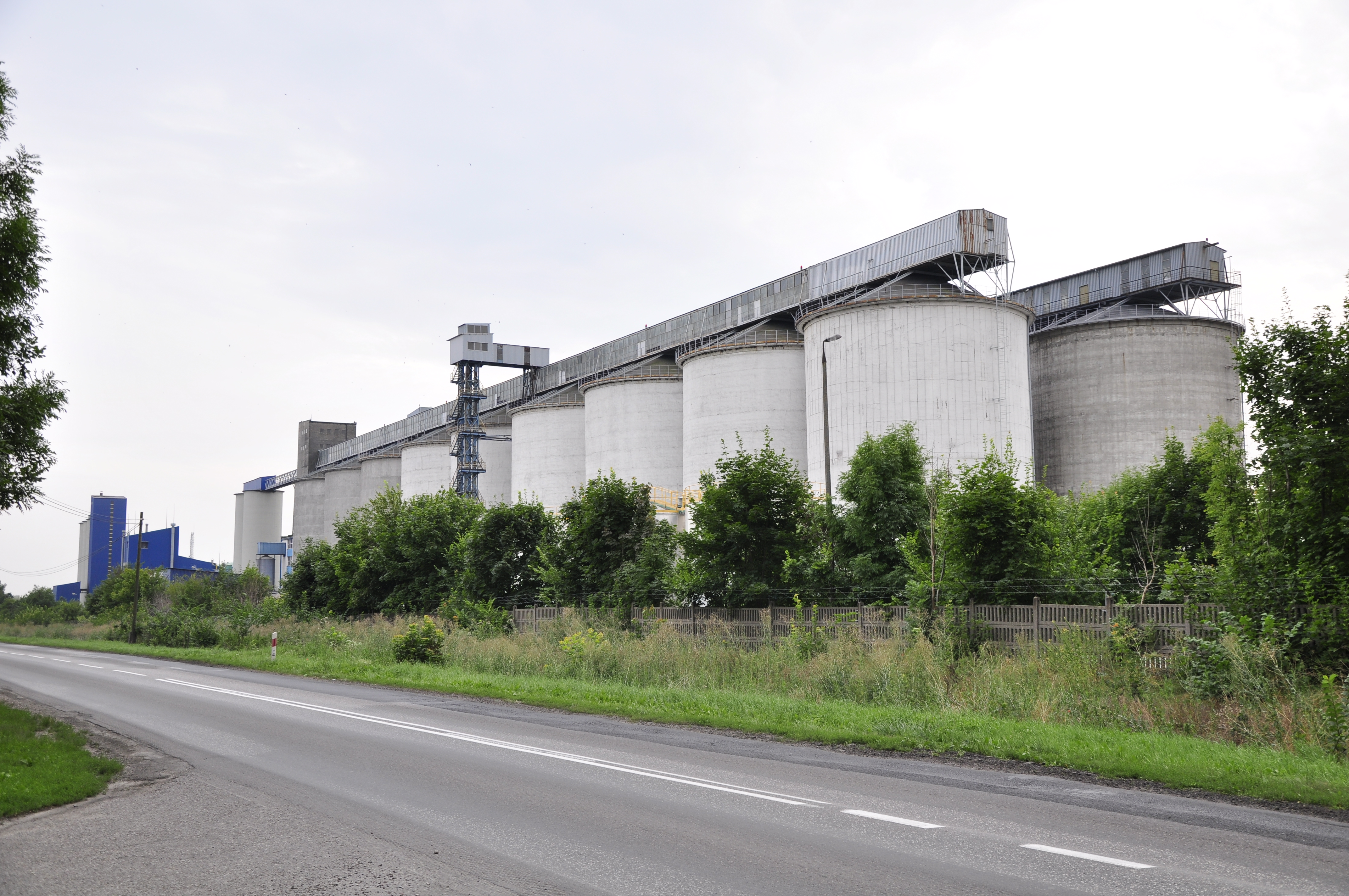
Indústria de alimentos em Kruszwica

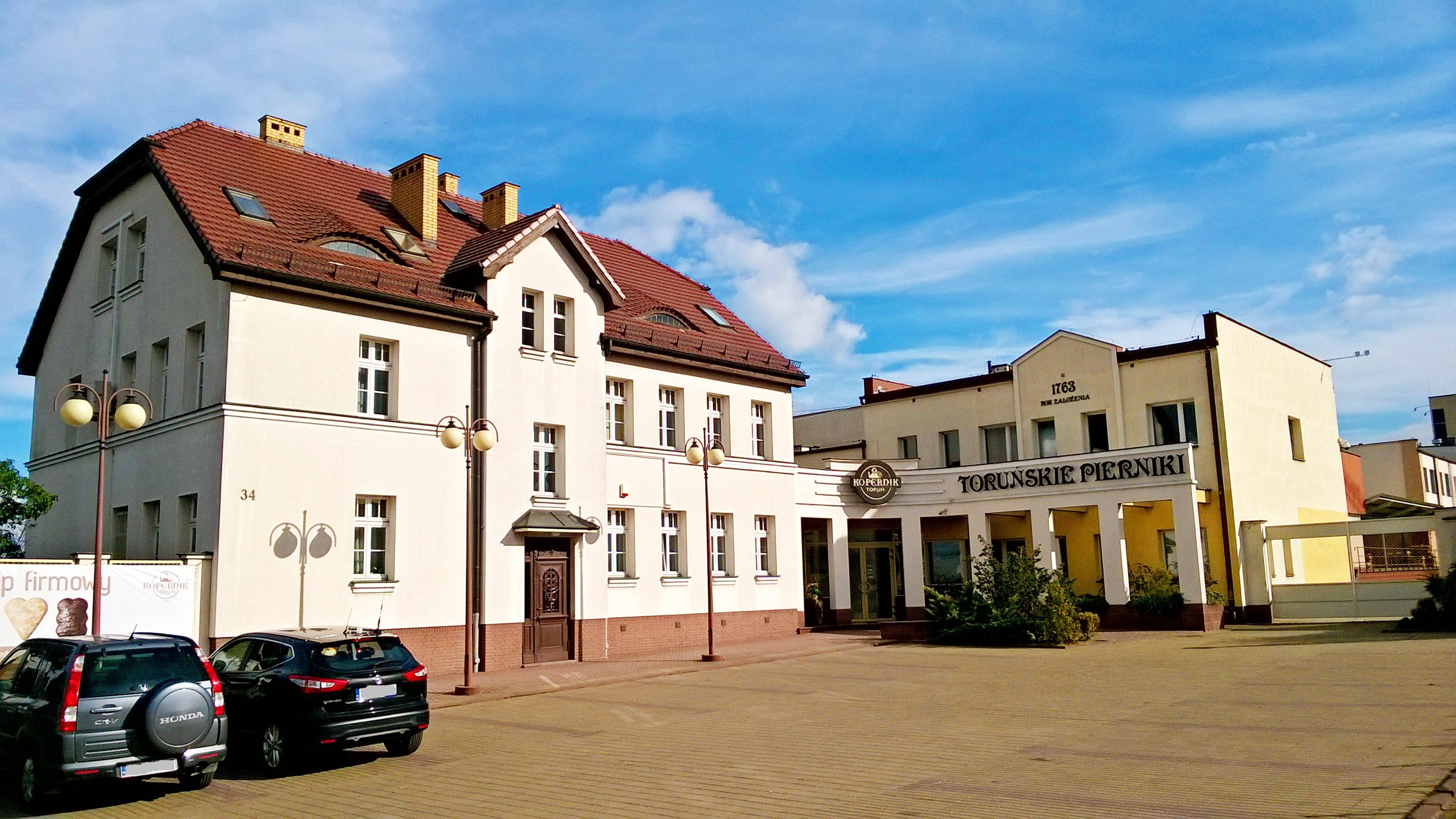
Fábrica de confeitaria Copernicus em Toruń

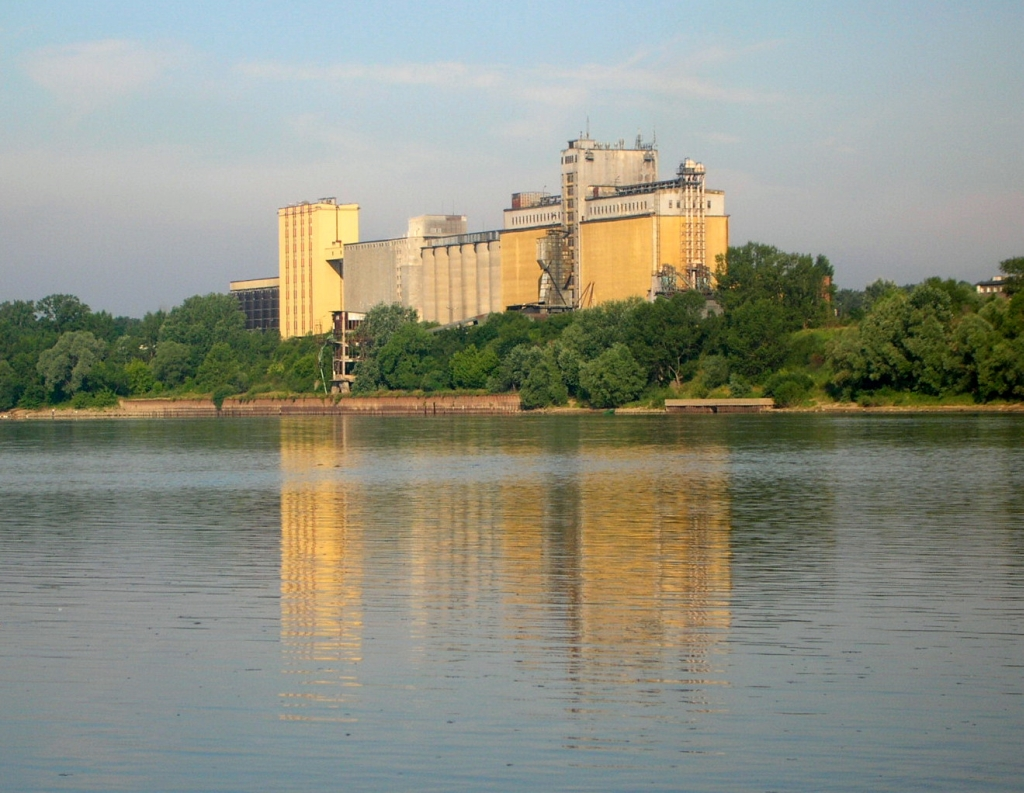
Global Malt Polska em Bydgoszcz - um dos principais produtores poloneses de malte para cerveja

Os centros econômicos da voivodia são: Bydgoszcz, Toruń, Włocławek, junto com Grudziądz e Inowrocław. O núcleo econômico da região é o Distrito Industrial de Bydgoszcz-Toruń. Em 2011, 246,4 mil pessoas trabalhavam no setor empresarial, enquanto o número de entidades econômicas era de 185 mil, o que representava 4,6% de todas as entidades do país. A maioria delas está registrada em cidades (cerca de 75%), incluindo mais de 50% nas quatro maiores cidades da região (25% em Bydgoszcz). As comunas com as taxas mais elevadas de empreendedorismo são Bydgoszcz com o condado de Bydgoszcz e o condado de Toruń. São 1,7 mil empresas com capital estrangeiro (10.º lugar no país).
As grandes corporações globais com seus empreendimentos na região incluem: Lafarge (Piechcin), Sharp Corporation, Orion, Sumika (Łysomice), Alcatel-Lucent, Atos Orgin, Coca-Cola, Frosta, JPMorgan Chase, Can-Pack, Unilever (Bydgoszcz ), Jabil Global Services (Bydgoszcz), Teleplan (Bydgoszcz), Nestlé (Toruń), Mondi Group (Świecie), Klose (Nowe).
Desde 2006, existem áreas na voivodia incluídas na Zona Econômica Especial da Pomerânia (até 30 de novembro de 2020):
- "Crystal Park" Łysomice perto de Toruń (177,6 ha.) - abriga um complexo de empresas eletrônicas japonesas
- Subzona Świecie (166 ha.) - o principal investidor é a Mondi Świecie S.A.
- Subzona Grudziądz (115,9 ha.) - os investidores incluem, entre outros Polpak Papier Sp. z o.o.
- Subzona Barcin (100 ha.) - os principais investidores são: Lafarge e Mapei
- Subzona de Bydgoszcz (35,9 ha.)
- Subzona Kowalewo Pomorskie (7,8 ha.)
- Subzona de Toruń (7,2 ha.)
- Subzona Rypin (3,7 ha.)

Os principais parques industriais da voivodia são:
- Parque Industrial e Tecnológico de Bydgoszcz,
- Parque Tecnológico de Toruń,
- Parque Industrial e Tecnológico da Zona de Desenvolvimento Econômico Włocławek,
- Parque Industrial em Solec Kujawski,
- Parque Industrial Grudziądz,
- Vístula Park Świecie.

O empreendedorismo na região é apoiado por inúmeras instituições econômicas e associações, entre elas, agências de desenvolvimento regional (Toruń), câmaras de indústria e comércio (Bydgoszcz, Toruń, Włocławek, Grudziądz) e agricultura (Przysiek), fundos de empréstimo (Bydgoszcz, Toruń), associações e sindicatos de empregadores e artesãos (Bydgoszcz), centros de exportação e clubes (Bydgoszcz, Toruń), Business Center Club (Bydgoszcz, Toruń). Entre as instituições que combinam economia com ciência, destacam-se: o Centro Regional de Inovação de Bydgoszcz e o Centro Interdisciplinar de Tecnologias Modernas da Universidade Nicolau Copérnico de Toruń.

### Estatísticas econômicas
Em 2012, o produto interno bruto da voivodia da Cujávia-Pomerânia totalizou 71,5 bilhões de złotys, o que representou 4,4% do PIB da Polônia. O produto interno bruto per capita totalizou 34,1 milhões de złotys (81,3% da média nacional), o que colocou a voivodia em 10.º lugar no país. Salário médio mensal de um habitante na voivodia da Cujávia-Pomerânia no terceiro trimestre de 2011 ascendeu a 3 141,02 złotys, o que os colocou em 13.º lugar em relação a todas as voivodias. No final de março de 2012, o número de desempregados inscritos na voivodia ascendia a cerca de 149,5 mil. habitantes, o que representa uma taxa de desemprego de 17,8% para os economicamente ativos.
Segundo dados de 2011, 7,4% dos habitantes em domicílios da voivodia tinha despesas abaixo da linha de pobreza extrema (ou seja, abaixo do mínimo de subsistência).
Em 2011, as empresas com maiores receitas na voivodia incluíam, entre outras: Polski Cukier (conselho de administração em Toruń), Neuca, ThyssenKrupp Energostal, Grupa TZMO S.A. (Toruń), Mondi Świecie S.A., Grupo Polomarket (sede em Giebnia perto de Pakość), Zakłady Tłuszczowe Kruszwica, PESA Bydgoszcz, Jutrzenka, GK Lewiatan e Anwil S.A. (Włocławek), bem como Zakłady Chemiczne Zachem em Bydgoszcz, Cereal Partners Poland Toruń-Pacific, Chemirol Mogilno e outros. Na região, as empresas nacionais e internacionais também têm suas fábricas ou empresas, que são classificadas como empresas com as receitas mais elevadas, entre elas, Enea, Telefonika Kable, Unilever, Mlekpol, Can-Pack, Pilkington, Atlas Group, Schenker (Bydgoszcz), Boryszew Capital Group, OSM Łowicz (Toruń), Jabil Global Services (Bydzcz), Teleplan (Bydgoszcz), Pesa (Bydgoszcz), Pesa (Bydgoszcz) Ciech (Bydgoszcz, Inowrocław, Janikowo), Lafarge (Piechcin), Bonduelle (Gniewkowo).

### Agricultura
A base da agricultura na voivodia são as condições naturais favoráveis ao seu desenvolvimento, em particular a elevada proporção de terras aráveis (57% em comparação com 45% da média nacional) e a alta cultura agrícola. A região tem uma parcela significativa de terras aráveis de classes de alta valorização - 76% da área total, incluindo 36,7% de solos particularmente produtivos e protegidos, classes de I a IIIb inclusive (solos pretos em Kujawy). A agricultura da região é dominada pelo setor privado (95%), que é representado, inter alia, por cerca de 90 mil fazendas individuais com área de pelo menos 1 hectare.
Em termos de valor da produção comercial por 1 ha. de terra arável, a economia agrícola da voivodia da Cujávia-Pomerânia está em segundo lugar no país. A participação da agricultura da região na geração do produto agrícola bruto é superior à média nacional e atinge aproximadamente 10%. Destaca-se a produção de Beterraba-sacarina (17% da produção nacional), canola (13%) e cereais (9%), enquanto na produção animal: suinocultura e produção de carne (2.º lugar no país).

### Indústria
Em 2010, a vende da produção da indústria na voivodia subiu a 44,8 milhões de złotys, o que representou 4,5% da produção da indústria polonesa. A venda da produção de construção e montagem na região da Cujávia-Pomerânia ascendeu a 6,1 milhões de złotys, o que representou 3,8% desta venda na Polônia.
A indústria da voivodia responde por 5,5% do emprego nacional (6.ª posição no país) e fornece 5,1% do valor total da produção industrial vendida (7.ª posição no país). Cerca de um quinto da produção vendida da região é exportada. 75% das exportações são destinadas ao mercado da União Europeia, metade das quais para a Alemanha e os países do Benelux. A participação da voivodia nas exportações nacionais é de 4,4%.
Em termos de valor da produção industrial, a indústria alimentar ocupa a posição dominante (contribuição de 26% para o rendimento interno da indústria alimentar). A indústria química (13% de insumos), papel e celulose (8% de insumos) e a indústria eletromecânica também desempenha um papel importante. A voivodia é a primeira do país na produção de: carbonato de sódio (100%), halita (79%), fibras sintéticas (58%), gorduras vegetais (22%) e açúcar (17%). Também tem grande participação na produção de papel (30%) e papelão (15%), produtos plásticos (25%), produtos químicos domésticos (20%) e fertilizantes nitrogenados. A Cujávia-Pomerânia também se caracteriza por um desenvolvimento acima da média de investimentos no campo das fontes de energia renováveis (em 2010, havia 39% de todos os parques eólicos poloneses, que geraram 143 MW de eletricidade e 54 usinas hidrelétricas com uma capacidade total de 211 MW).

#### Setor alimentício
A indústria de alimentos na voivodia está bem relacionada à base de matéria-prima. Numerosas empresas de capital estrangeiro estão localizadas neste setor. As empresas mais importantes nesta indústria incluem: Polski Cukier (Toruń), Kopernik Toruń, Nestlé Toruń, Vinpol (Toruń), OSM Łowicz (Toruń), Bonduelle Gniewkowo, Cykoria S.A. Wierzchosławice, Zakłady Tłuszczowe Kruszwica, Jutrzenka, Mlekpol, Drobex, Frosta SA, Vobro (Brodnica), Polmass, Abramczyk, Domat, Globalmalt (Bydgoszcz), Bydgoskie Zakławianekies (Cujaławocęs (Wakławiankie) (Wakławianekęs (Wakławianek) (Wakławianekęs (Wakławianekęs) (Wakławianekęs) (Cujaławocęs) (Wakadyławocęsne) (Wakławiankiekie) Mijaławocęsne (Wakławiankiekie) (Cujaławocęsne) (Wakławiałkie) Miyaviankiekne) Ostromecko, Zakłady Mięsne em Nowe e Osiu, GM Polonesa da Indústria de Carne e Aves MAT SA (Grudziądz), Brodnickie Zakłady Żelatyny, ROTR Rypin, Oerlemans Foods (Strzelno), Hage Polska (Osielsko) e outras.

#### Setor químico
Há uma série de grandes empresas da indústria química na voivodia devido aos recursos naturais (halita, calcário) e às condições hidrográficas favoráveis para a indústria intensiva em água (rio Vístula). A Cujávia-Pomerânia produz 13% da indústria química nacional. [2]. As empresas mais importantes nesta indústria incluem, entre outras: [15]: Anwil S.A. e Kujawska Fabryka Farb i Lakierów Nobiles (Włocławek), Nitrochem (Bydgoszcz), Linde AG (Eurogaz), Stomil Bydgoszcz e Unilever (Bydgoszcz), Soda Polska Ciwech (Inowrocław, Solikóławi, Solikowo), Inowrocław, Solikóławi SA, Solikowo Poliestrowych Trokotex (Toruń), Mondi Świecie SA e Kemira (Świecie), bem como várias empresas da indústria de processamento de plásticos, produção de embalagens e formas para a sua produção, que estão associadas ao Cluster Industrial de Bydgoszcz.

#### Setor madeireiro, de papel e móveis
A indústria da madeira, do papel e moveleiro tem tradição na região devido à presença de grandes complexos florestais fornecedores de matérias-primas (Bory Tucholskie, Floresta Bydgoszcz), bem como às tradições do transporte de madeiras pelo rio Vístula e Canal de Bydgoszcz. Algumas das empresas neste setor são: Mondi Świecie SA, Bydgoskie Fabryki Mebli, Bydgoskie Zakłady Sklejek, Klose - Pomorska Fabryka Mebli (Nowe), Sits (Brodnica), REJS Acessórios para móveis (Rypin), HF Helia Furniture (Bydgoszcz) Gamet SA (Toruń), ETAP Meble (Bydgoszcz) e outras.

#### Setor eletromecânico
Na região, existe a holding Pojazdy Szynowe PESA Bydgoszcz, fornecedora polonesa de várias unidades de bondes. Outras empresas neste setor incluem, entre outras: Apator, Towimor (Toruń), Makrum, Fabryka Obrabiarek do Drewna, Bydgoskie Zakłady Elektromechaniczne Belma, Obras de Aviação Militar n.º 2, Bydgoszcz Tools Factory "Befana", Zakład DoszONzdzeń -ALFA, Byfauch SA, Tectro Polska (Bydgoszcz), Hydrotor SA (Tuchola), KFMR Krukowiak (Brześć Kuj.), Kujawska Fabryka Manometrów (Włocławek), Inofama (Inowrocław), Hydro-Vacuum S.A. (Grudziądz), Kohler + Bovenkamp Polska (Żnin), Istrail (Golub-Dobrzyń), Budkrusz (Aleksandrów Kuj.), Fabryka Obrabiarek do Drewna, Famor (Bydgoszcz) e outras.

#### Setor eletrotécnico e de telecomunicações
As empresas regionais da indústria eletrotécnica e de telecomunicações estão localizadas principalmente em Bydgoszcz e no "Crystal Park" em Ostaszewo, perto de Toruń. Os representantes deste tipo de empresas em Bydgoszcz incluem: Bydgoska Fabryka Kabli, Tyco Electronics, APW Polónia, Eltra, Slican, Prettl Molding Polska, Volex Polónia, Kolejowe Zakłady Łączności. Nos anos de 2006-2009, um complexo de uma dúzia de empresas japonesas - fábricas de montagem de equipamentos eletrônicos foi construído no "Crystal Park". Eles pertencem às corporações: Sharp Corporation, Orion Electric, Tenscho Electric Indistries, Sumitomo Chemical Co. Ltd, Tokai Pressing Co. Ltd e outras.

#### Setor de construção e materiais de construção
As maiores empresas da construção na voivodia são: Budopol S.A., Projprzem S.A., Eltor (Bydgoszcz), Erbud, Marbud e Budlex (Toruń), Hydrobudowa (Włocławek), Melbud (Grudziądz), Alstal (Inowroc). As empresas mais importantes que produzem materiais de construção incluem: Fábrica de cimento Kujawy (Bielawy), Solbet (Solec Kujawski), Grupo Atlas, Polbet e Kamal (Bydgoszcz), Prefabet Białe Błota, Baumat e Betor (Toruń), G + P Izomont (Włocławek), Kolejowe Zakłady Nawierzchnicze Cogifer Polska, Żegluga Bydgoska (Bydgoszcz).

### Terceirização de processos de negócios
Existem empresas internacionais como Business Process Outsourcing (BPO) e Share Service Center (SSC) na região. De acordo com o estudo do Kujawsko-Pomorskie Investor Assistance Centre, os representantes mais importantes desta indústria na região da Cujávia-Pomerânia são:
- Atos Origin (Bydgoszcz), consultoria, integração de sistemas e gerenciamento de infraestrutura de TI
- Alcatel-Lucent Polska Sp. z o.o. (Bydgoszcz), consultoria e suporte operacional na área de sistemas de TI
- JPMorgan Chase LTD (Bydgoszcz), gestão financeira na área de comércio internacional e logística[55]
- Teleplan Polska Sp. z o.o. (Bydgoszcz), serviços de manutenção de equipamentos eletrônicos, informáticos e de telecomunicações[56]
- Jabil Global Services (Bydgoszcz), o maior serviço pós-venda na Europa, conserto de equipamentos eletrônicos e de informática, por exemplo, Apple, Hp, Lenovo. Em Bydgoszcz, emprega 810 profissionais.[57]

### Empresas listadas da região
Em 2011, as seguintes empresas da região foram listadas na Bolsa de Valores de Varsóvia: Drozapol Profil, Oponeo.pl, Makrum, Projprzem (Bydgoszcz), Apator, Neuca, NFI Krezus (Toruń), Mondi Świecie SA, Hydrotor Przedsiębiorstwo Hydrauliki Silowa (Tuchola), Zakłady Tłuszczowe Kruszwica e Trion (Inowrocław).

## Cultura
Em 2009, existiam 450 bibliotecas, 14 casas e 43 centros culturais, diversas galerias de arte, 16 cinemas, 29 museus, 8 teatros e instituições musicais e 233 grupos artísticos de 3,6 mil membros.
As maiores instituições culturais na voivodia incluem as instituições musicais: Opera Nova em Bydgoszcz, Pomeranian Philharmonic e a Academia de Música Feliks Nowowiejski em Bydgoszcz. Os palcos do Teatro Polski Hieronim Konieczka em Bydgoszcz, Teatro Wilam Horzyca e Baj Pomorski em Toruń, bem como o Centro Chopin em Szafarnia. As maiores cidades da região abrigam teatros, galerias e museus. As maiores instituições com numerosas filiais incluem museus regionais: em Toruń e em Bydgoszcz. Em Bydgoszcz, também há The Land Forces Museum e o Explosionum baseado nas relíquias de Fábrica DAG Bromberg e em Toruń, entre outros, o Museu de Literatura e Impressão, Museu de Artilharia, Planetário e outros. Desde 2008, o Centro de Arte Contemporânea Znaki Czasu opera em Toruń, bem como o Centro de Modernidade Młyn Wiedzy desde 2013.

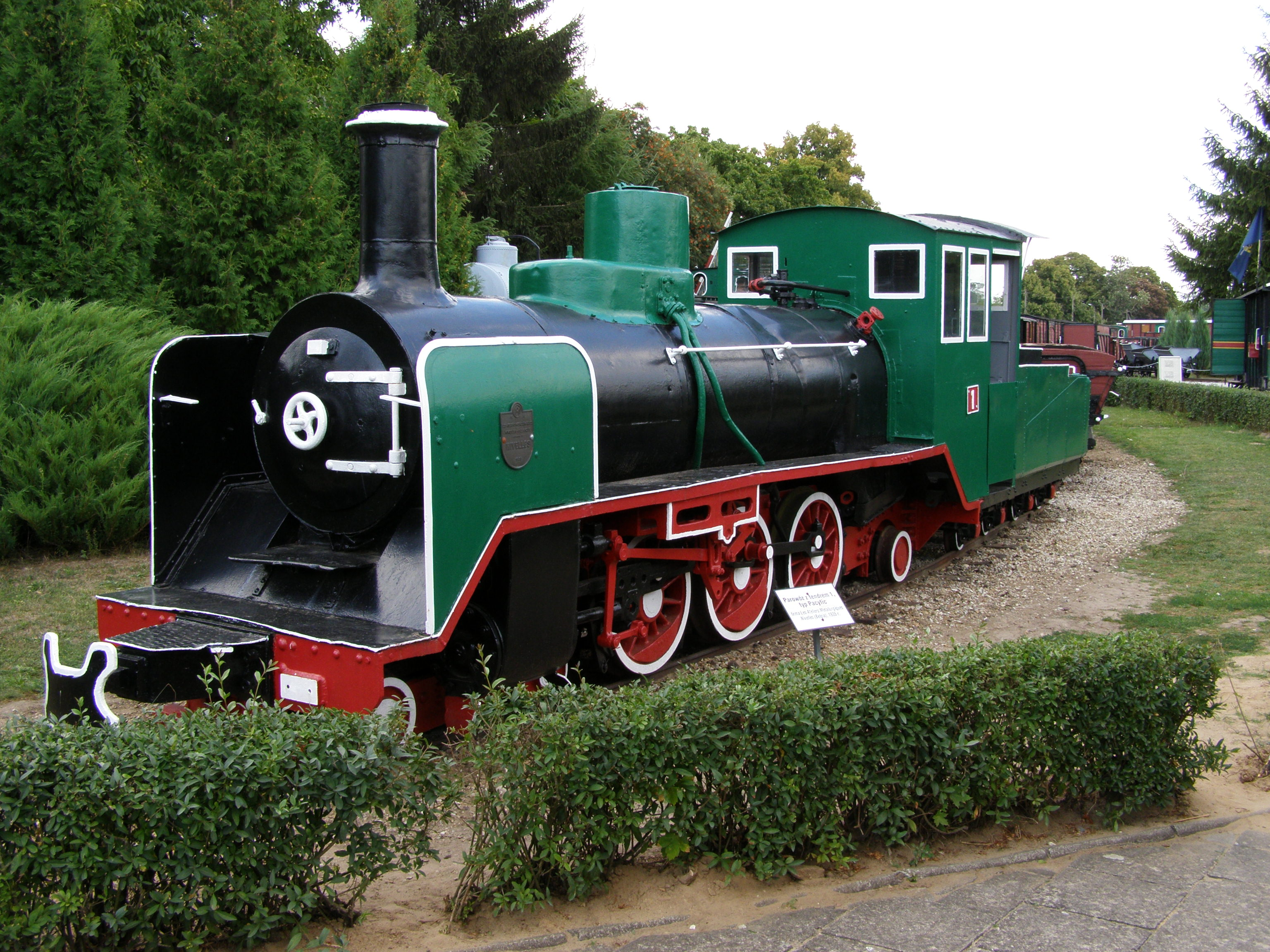
Museu ferroviário de bitola estreita em Wenecji

O governo local da voivodia da Cujávia-Pomerânia é o órgão que financia as seguintes instituições culturais na voivodia:
- Opera Nova em Bydgoszcz
- Pomeranian Philharmonic Ignacy Jan Paderewski em Bydgoszcz
- Teatro Wilam Horzyca em Toruń
- Kujawsko-Pomorski Impresaryjny Musical Theatre em Toruń
- Biblioteca Copérnico em Toruń
- Biblioteca pública provincial e municipal em Bydgoszcz
- Centro de Cultura e Arte da Voivodia "Stara Opieka" em Bydgoszcz
- Centro Provincial de Animação Cultural em Toruń
- Galeria de arte Wozownia em Toruń
- Galeria e Centro de Arte Infantil em Toruń
- Museu Arqueológico de Biskupin
- Museu Etnográfico Maria Znamierowska-Prüfferowa em Toruń
- Museu da Terra Kujawy e Dobrzyń em Włocławek
- Centro Chopin em Szafarnia
- Museu do palácio em Lubostroń

### Eventos culturais

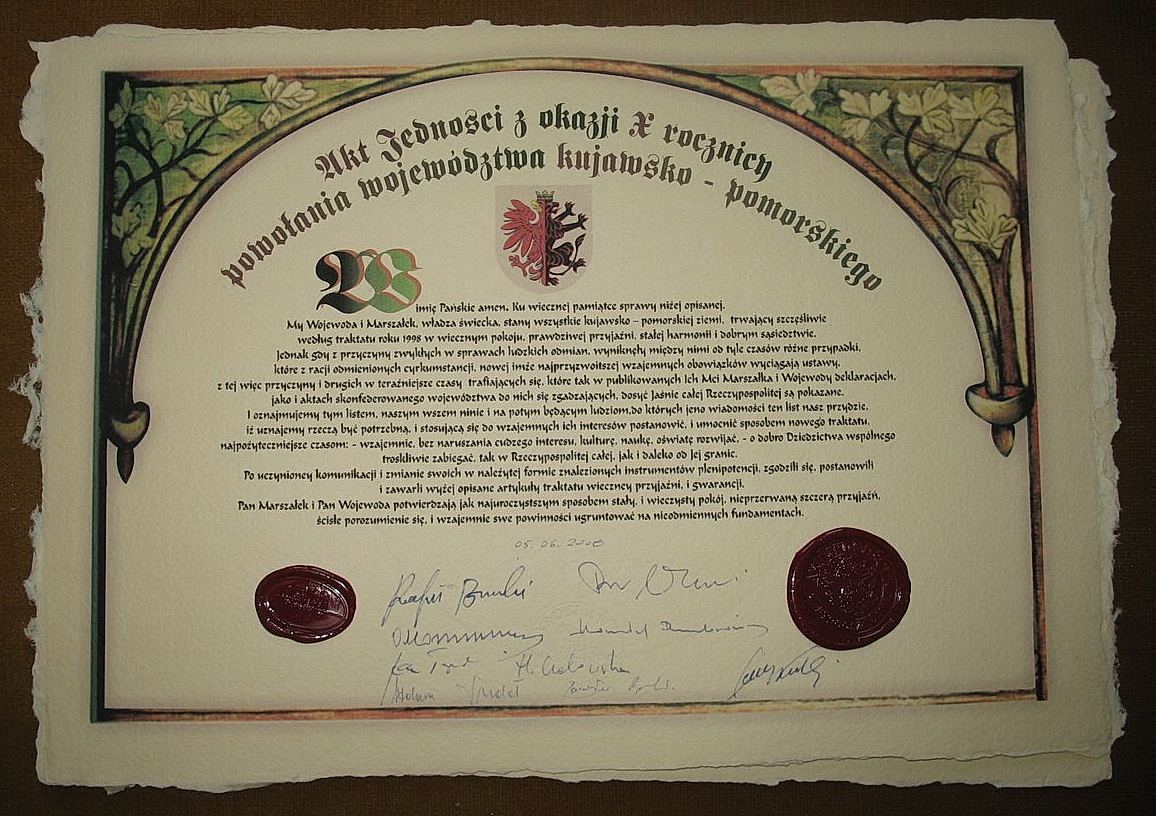
O Ato de Unidade assinado durante a AutografExpo, por ocasião do 10.º aniversário da criação da voivodia da Cujávia-Pomerânia

Eventos culturais cíclicos e concertos acontecem em todas as grandes cidades da região, mas os maiores e mais prestigiados deles são realizados em Bydgoszcz e Toruń. Os festivais mais antigos incluem: O Festival de Teatros do Norte da Polônia em Toruń (1959, desde 1990 o Festival Internacional de Teatro "Kontakt"), o Concurso Internacional de Piano Ignacy Jan Paderewski em Bydgoszcz (1961), o Bydgoszcz Music Festival (1962) e o congresso Musica Antiqua Europae Orientalis em Bydgoszcz (1966). Um dos mais prestigiados é o Festival Internacional de Cinema da Arte Cinematográfica Plus Camerimage, realizado em Toruń (1993-1999 e a partir de 2019). Outros mais conhecidos são: Festival de Ópera de Bydgoszcz, Festival de Estreias, Impressões Musicais de Bydgoszcz, Camera Obscura, Festival Artpop Złote Przeboje Bydgoszcz, Encontros Internacionais de Teatro de Marionetes em Toruń, Festival de Música e Arte dos Estados Bálticos Probaltica em Toruń, Tofifest. A Ponte Toruń-Bydgoszcz Harmonica, AutografExpo é um empreendimento conjunto das elites culturais de ambas as cidades. O monopólio das duas maiores cidades da região é quebrado por eventos como: o Festival Arqueológico de Biskupin, o Festival de Ópera e Opereta em Ciechocinek ou o Festival Nacional de Bandas de Música da Juventude em Inowrocław.

### Mídia
Na voivodia da Cujávia-Pomerânia, os principais centros de concentração de mídia são: Bydgoszcz, onde a mídia pública domina, e Toruń, onde a mídia não pública está localizada. Em Bydgoszcz, há centros regionais da televisão polonesa (TVP Bydgoszcz) e da rádio pública polonesa (Polskie Radio Pomorza e Kujawy). A Bydgoszcz Television tem uma redação local e um estúdio de TV em Toruń e um correspondente em Włocławek, a Polskie Radio PiK tem sua própria redação com um estúdio em Toruń e Włocławek e um correspondente em Grudziądz.
A voivodia tem um jornal publicado em Bydgoszcz: a "Gazeta Pomorska" (tiragem diária em 2014, 54 mil exemplares). Um diário local que cobre a área da antiga voivodia de Bydgoszcz é o "Express Bydgoski" (tiragem de 18 mil exemplares). Há também a redação local da "Gazeta Wyborcza", uma filial da Agência de Imprensa Polonesa, e correspondentes de outras agências de mídia residem aqui, como a Agência Católica de Informação. Em 2012, foram publicados 91 títulos de jornais e revistas em Bydgoszcz, com uma tiragem global de 36,7 milhões de exemplares, o que representa 79% da circulação na voivodia da Cujávia-Pomerânia.
Em Toruń, o jornal diário mais popular, cobrindo a área das antigas voivodias de Toruń e Włocławskie, é o "Nowości" (tiragem diária de 19 mil exemplares), na cidade as redações locais têm "Gazeta Wyborcza" e "Gazeta Pomorska", escritórios correspondentes têm: "Rzeczpospolia ”, A Agência de Imprensa Polonesa e a Agência de Informação Católica. Em Toruń, é a sede da mídia nacional dirigida pelos Redentoristas: Rádio Maryja e Telewizja Trwam. Além disso, existe uma sucursal regional da TVN e da TVN24, a estação local é a TV Toruń.
Tanto em Bydgoszcz como em Toruń, e em menor grau também em Włocławek, Grudziądz e Inowrocław, existem numerosos escritórios editoriais de estações de rádio e sedes de portais de informação na Internet. Os periódicos regionais são publicados em cidades e povoados, como o semanal "Pałuki" em Żnin, "Wiadomości Krajeńskie", "Tygodnik Tucholski", "Czas Brodnicy" e muitos outros.

## Turismo e lazer

### Valores turísticos e culturais

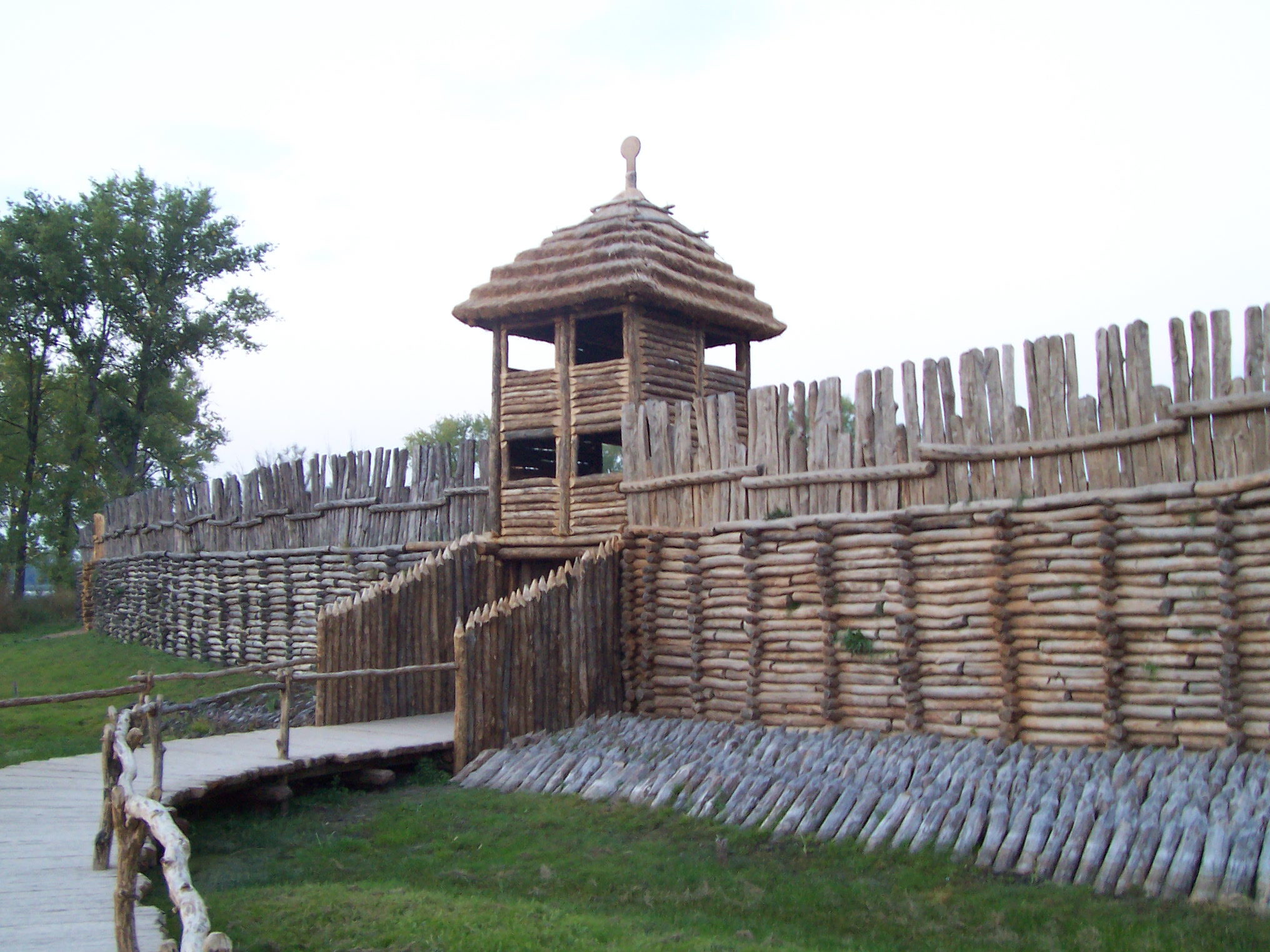
O estabelecimento da Cultura lusaciana em Biskupin

A voivodia é caracterizada pela riqueza do patrimônio material e cultural. Os objetos sob proteção de conservação incluem: edifícios e arquitetura (23 145 objetos), cemitérios (1 752), vegetação histórica (1 200), monumentos arqueológicos (41 425 sítios arqueológicos, 188 fortalezas). A partir de 2007, 2 742 objetos imóveis da voivodia foram inscritos no registro de monumentos.
Existem várias áreas culturalmente específicas na região:
- Terra Chełmno - famosa por sua arquitetura gótica, representada pelos inúmeros castelos defensivos de tijolos vermelhos deixados pelos Cavaleiros Teutônicos, fortificações da cidade (Chełmno, Toruń, Grudziądz), edifícios religiosos e prefeituras. Os castelos teutônicos mais bem preservados podem ser admirados em Golube (virada do século XIII/XIV), Radzyń Chełmiński (início do século XIV), Bierzgłów (século XIII) e Bispos de Papowo (final do século XIII) em Brodnica e Świecie. Os edifícios seculares mais representativos incluem a Antiga Câmara Municipal da Cidade Velha em Toruń (final do século XIV) e a Câmara Municipal Renascentista em Chełmno. Os lugares com a marca mais forte do gótico dos tempos teutônicos são as cidades antigas de Chełmno e Toruń. Uma peculiaridade desta área são os complexos de fortificação prussiana preservados do século XIX de fortalezas em Grudziądz, Chełmno e Toruń.
- Cujávia e Pałuki - uma área conectada com o patrimônio da dinastia piasta e monumentos da arquitetura românica; existem, por exemplo cemitérios neolíticos, incluindo túmulos megalíticos na Cujávia (reservas arqueológicas em Sarnów e Wietrzychowice) e um assentamento defensivo do povo lusaciano em Biskupin reconhecido como Monumento Histórico; dos monumentos românicos, os mosteiros dos beneditinos, norbertinos e cânegos regulares, em Mogilno (fundação de 1065), Kruszwica (igreja colegiada 1120-1140), Strzelno (rotunda de São Prokop, mosteiro norbertino 1180-1193), que desempenhou um papel civilizatório muito importante na época da formação do Estado polonês e igrejas paroquiais em Inowrocław Kościelec Kujawski; a região de Cujávia e Pałuki, devido ao cultivo de costumes e rituais, é percebida como um enclave com identidade local tradicional preservada. A Trilha Piasta atravessa a Cujávia Ocidental e Pałuki.
- Vale do rio Vístula - área de colonização holandesa (menonita) dos séculos XVII e XVIII; inclui elementos da paisagem cultural com um sistema de canais de drenagem, instalações hidrotécnicas e edifícios do tipo "Olęder"; as relíquias mais bem preservadas deste tipo de edifícios foram preservadas nas aldeias do Vístula: Wielka Nieszawka, Przyłubie, Otorowo, Łęgnowo, Chrystkowo, Wielkie Stwolno, Wielki Lubie, Wielkie Zajączkowo, Myłkie Zajączkowo, Małkie Zajskcórzekowo, Małkie Zajcórzekowo e outras.

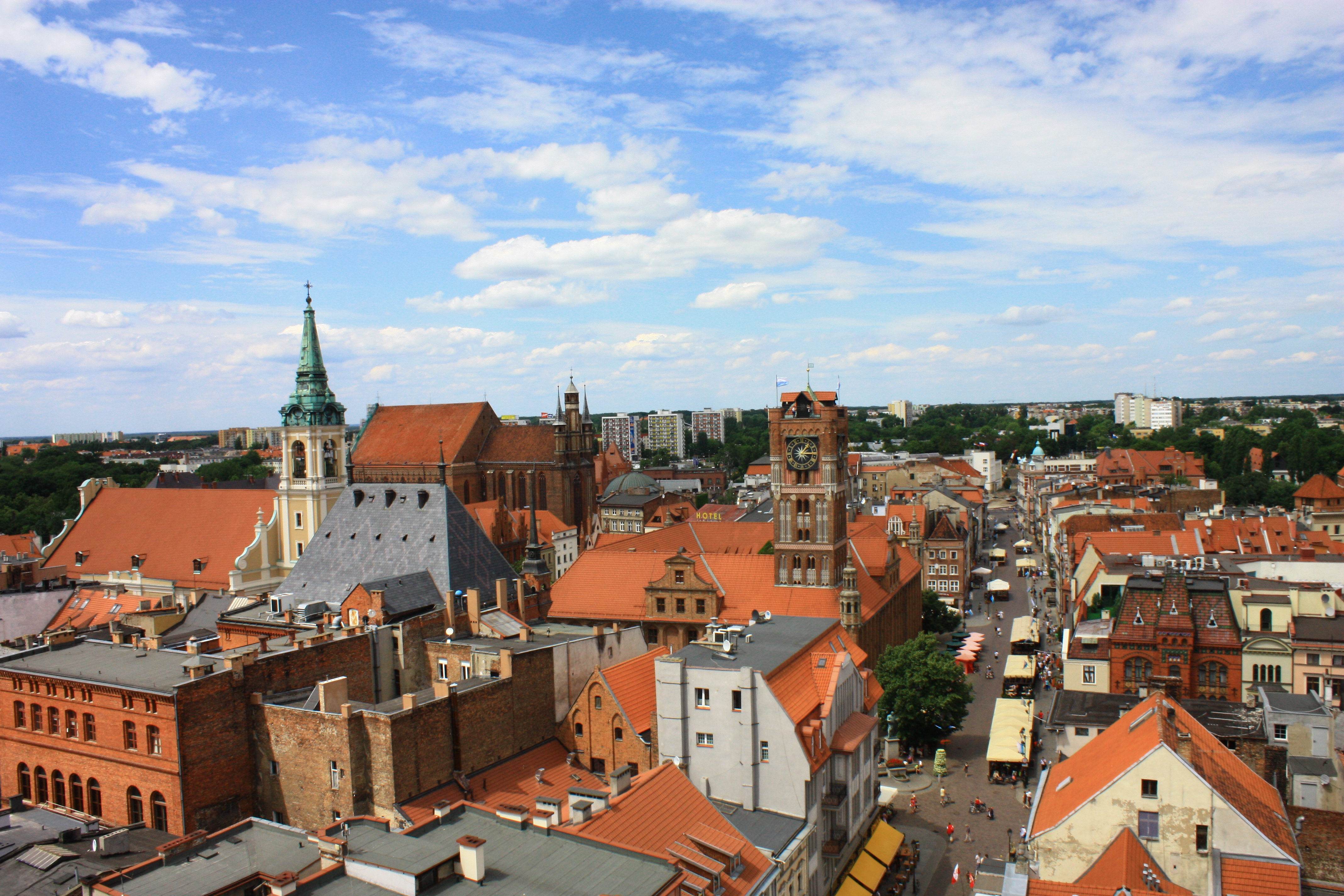
Parte do centro histórico de Toruń, inscrito em 1997 na Lista do Patrimônio Mundial da UNESCO

Os seguintes objetos foram reconhecidos como monumentos históricos:
1. Biskupin (1994) - um assentamento defensivo reconstruído da Cultura lusaciana do período Hallstatt (700-400 aC)
2. Cidade antiga e nova de Toruń (1994) - uma cidade medieval, uma das cidades polonesas mais ricas em monumentos históricos, incluída na Lista do Patrimônio Mundial da UNESCO em 1997; os monumentos incluem a antiga Câmara Municipal, três igrejas góticas, muralhas, celeiros e casas e as ruínas do castelo teutônico; além da Cidade Velha, o complexo de fortes da Fortaleza de Toruń e Bydgoskie Przedmieście com edifícios de estilo neo do século XIX também merecem uma visita;
3. Chełmno (2005) - a cidade fundada no século XIII, preservada quase inalterada, cercada por muralhas defensivas, com sete igrejas góticas e uma prefeitura renascentista.

Os parques culturais na voivodia são:
1. Parque Cultural Wietrzychowice (2006) - tumbas megalíticas cujavianas;
2. Parque Cultural Kalwaria Pakoska (2008);
3. Parque Cultural Igreja de Santo Osvaldo em Płonków (2009);
4. Parque Cultural Sarnowo (2010) - um cemitério de túmulos da cultura cujávia de vasos funil.

Outras cidades históricas:
- Bydgoszcz - uma cidade fundada no século XIV, famosa pela simbiose dos edifícios da Cidade Velha com o rio Brda e o vasto distrito de Śródmieście com edifícios de estilo neoclássico da virada dos séculos XIX e XX; o registro de monumentos inclui 223 objetos, incluindo toda a Cidade Velha, a Ilha Młyńska e o Canal Bydgoszcz; o símbolo da cidade é o grupo de celeiros no rio Brda, Bydgoszcz Wenecja e a estátua da Arqueira de 1910.
- Grudziądz - uma cidade medieval simbolizada por celeiros no rio Vístula;
- Włocławek - uma cidade no rio Vístula com edifícios ecléticos; o principal monumento é a basílica catedral da Assunção da Bem-Aventurada Virgem Maria;
- Ciechocinek - é uma das mais antigas estâncias termais polonesas; o principal monumento são as torres de graduação erguidas em meados do século XIX, enquanto os ecléticos edifícios do resort são cercados pelo Parque Manancial.
- Inowrocław - uma cidade termal, cujo destaque é o Parque Brine e as torres de graduação;
- Golub-Dobrzyń - o principal monumento é o Castelo Teutônico, no século XVII foi a residência da irmã do rei Sigismundo III - Anna Wazówna.

Os representantes da arquitetura gótica fora da Terra Chełmno incluem: a catedral em Włocławek, a catedral em Bydgoszcz, igrejas paroquiais em Inowrocław, Brześć Kujawski, o complexo cisterciense em Koronowo e outros. Também há monumentos de arquitetura barroca na região: mosteiros beneditinos em Bysław, mosteiros bernardinos em Skępe, Świecie e Trutów, de carmelitas descalços em Kcynia e Obory, de franciscanos reformados em Brodnica, Grudziądz, Łabiszyn, Pakości, Podgórze e Włocławek, bem como faculdades jesuítas em Bydgoszcz, Grudziądz e Toruń. A arquitetura neoclássica é representada, entre outros, por palácios de nobres: Mostowski em Ostromecko, Zboiński em Kikół, Skórzewski em Lubostroń e grupos de palácios em Nawra, Okalewa e Lubraniec.
Existem relativamente numerosos centros de culto religioso na Cujávia: o santuário de Nossa Senhora da Paz em Markowice, o santuário de Nossa Senhora da Cujávia em Ostrowąs, de Nossa Senhora das Graças em Pieranie, Nossa Senhora da Graciosa Esperança em Włocławek e o Calvário de Pakoska (inclui 23 capelas e a igreja barroca da Crucificação de 1661). Outros santuários católicos incluem: o Santuário de Nossa Senhora do Belo Amor em Bydgoszcz, a Santa Cruz em Kcynia, Nossa Senhora Rainha de Krajna em Byszewo, Nossa Senhora da Cura dos Doentes em Topolno, Nossa Senhora de Częstochowa em Świecie, Nossa Senhora das Dores em Cheziłmzno, St. Juty em Bielczyn, Santuário Mariano em Rywałd, Nossa Senhora da Gravidez em Wąbrzeźno, carmelita em Obory, Nossa Senhora do Perpétuo Socorro em Toruń, Nossa Senhora de Skępska na Mazóvia e Cujávia, bem como Santuários dos Novos Mártires em Bydgoszcz, Santuário de Królwaria bydgoska - Gólgota do século XX e a Divina Misericórdia em Toruń. Em Gąsawa, Straszewo, Wylatowo, Łowiczek, Włóki, Kozielec e Żołędów, existem igrejas históricas de madeira dos séculos XVI-XVIII.
As ruínas dos castelos teutônicos e poloneses disponíveis para visita estão localizadas nas seguintes cidades: Bobrowniki, Brodnica, Golub, Dybów, Kruszwica, Lipienek, Nowe, Radzyń Chełm, Rogóźno, Papowo Biskupie, Pokrzywno, Raciążek, Radziki Duże, Radziki Duże, Toruń, Wąbrzeźno, Wenecja, Castelo Bierzgłowski e os mais importantes complexos de palácios e parques senhoriais em: Lubostroń, Ostromecko, Pluskowęsy, Runów Krajeński, Szafarnia, Sokołów. Os monumentos técnicos incluem: o Canal Bydgoszcz (1774), o Canal Notecki e Górnonotecki (1882) com um sistema de eclusas, o aqueduto Fojutowo (1848), a Ferrovia Żnińska Poviat (1893-1911), usinas hidrelétricas do início de século XX (Gródek, Żur) e pontes das antigas ferrovias de bitola estreita (Koronowo, Buszkowo).
Existem três balneários na voivodia: Ciechocinek, Inowrocław e Wieniec Zdrój. Os eventos relacionados a fatos históricos, reconstruções de batalhas polaco-teutônicas são organizadas todos os anos: em Płowce (1331) e em Koronowo (1410).
A Organização de Turismo da Cujávia-Pomerânia é responsável por criar e divulgar a imagem da voivodia como uma região turística atraente. Uma lista detalhada de atrações turísticas e monumentos está disponível no site turístico oficial da voivodia da Cujávia-Pomerânia.

### Valores naturais e paisagísticos
Além dos monumentos culturais, a natureza é um atrativo da região. O segundo, depois da Floresta Primitiva de Białowieża, na Polônia, é Bory Tucholskie com 900 lagos. As rotas atraentes de canoagem são: rio Brda, rio Wda e rio Drwęca. O distrito do lago da voivodia é abundante em reservatórios de água naturais e artificiais. Nestas áreas existem vários centros recreativos, parques de campismo, zonas balneares, bem como marinas (Zalew Koronowski, Gopło, Reservatório Włocławski).
Em 2003, o Escritório Cujávia-Pomerânia de Planejamento Espacial e Regional em Włocławek selecionou as oito áreas mais atraentes da voivodia:
1. A região de Bory Tucholskie com o rio Brda e seus afluentes, bem como a lagoa Koronowski, o rio Wda com a lagoa Żurski e vários lagos - esta área inclui o condado de Tuchola e partes de Świecie e Bydgoszcz; o número total de leitos chega a 7 mil, e são utilizados por cerca de 60 mil turistas anualmente; é a região mais importante da voivodia em termos de estado e investimento em equipamentos turísticos.
2. A Região do lago de Brodnica e o adjacente Vale do rio Drwęca - cobre uma parte do condado de Brodnica com vários lagos e complexos florestais; o número de leitos chega a 2,5 mil, e são utilizados por cerca de 18 mil turistas a cada ano.
3. Região do Lago Żnińskie Duże - inclui as comunas de Żnin e Gąsawa em Pałuki; o tráfego turístico está concentrado no museu arqueológico em Biskupin e na ferrovia de bitola estreita em Wenecji, que é conectada pela Ferrovia do Condado de Żnińska; independentemente disso, a região tem 1,5 mil leitos utilizados por 21 mil turistas a cada ano.
4. Przyjezierze e Lago Gopło - cobre a parte oriental do condado de Mogilno e a parte sul do condado de Inowrocław; a permanência de turistas na temporada de verão chega a 23 mil pessoas em 2,2 mil leitos; 50 mil pessoas a cada ano visitam a Torre Mysią em Kruszwica.
5. A área suburbana de Bydgoszcz - cobre o condado de Bydgoszcz, a Floresta Bydgoszcz, as proximidades do Lago Jezuickie e Borówno, a Lagoa Koronowski e os lagos byszewskie; o verão e a base turística permitem umas férias de aproximadamente 100 mil pessoas; é uma área de recreação e descanso natalino em Bydgoszcz.
6. A área do Lago de Włocławek - inclui os arredores do rio Vístula e o complexo da Floresta Gostynińsko-Włocławskie; tem uma base de acomodação mal desenvolvida, é uma área de recreação suburbana de Włocławek.
7. Região do Baixo Vale do Vístula - uma área com uma paisagem variada com relevo de encosta e rica vegetação, bem como numerosos povoados fortificados e centros turísticos; tem uma base de acomodação modesta, mas uma rica rede de reservas naturais para caminhadas e passeios de bicicleta.
8. Região do Lago Krajeńskie - uma área com um terreno ricamente modelado com vários lagos; 5 mil turistas anualmente usam modestas instalações de acomodação.

Além disso, Escritório Cujávia-Pomerânia de Planejamento Espacial e Regional em Włocławek incluiu outras 8 áreas como as áreas turísticas atraentes da voivodia:
- Um complexo de lagos nas proximidades de Rogów, conectados pelo rio Wełna (incluindo Grochowiskie, Kaczkowskie, Kołdrąbskie, Lubieckie, Niedźwiady, Reckie, Rogowskie, Tonowskie, Wolskie, Zioło, lagos Żernickie).
- O vale do rio Vístula.
- O vale do rio Drwęca.
- Os arredores de Górzno com inúmeras colinas, montes e bosques lacustres.
- O Lago Głuszyńskie com o complexo florestal circundante.
- Zbójno ao redor com um campo de drumlins.
- Extremo sul da voivodia - área montanhosa com lagos em fita: Kromszewskie, Chodeckie, Ługowskie, Borzymowskie
- Planície de Urszulewska - a área de vários lagos cercados por florestas.

### Produtos turísticos certificados

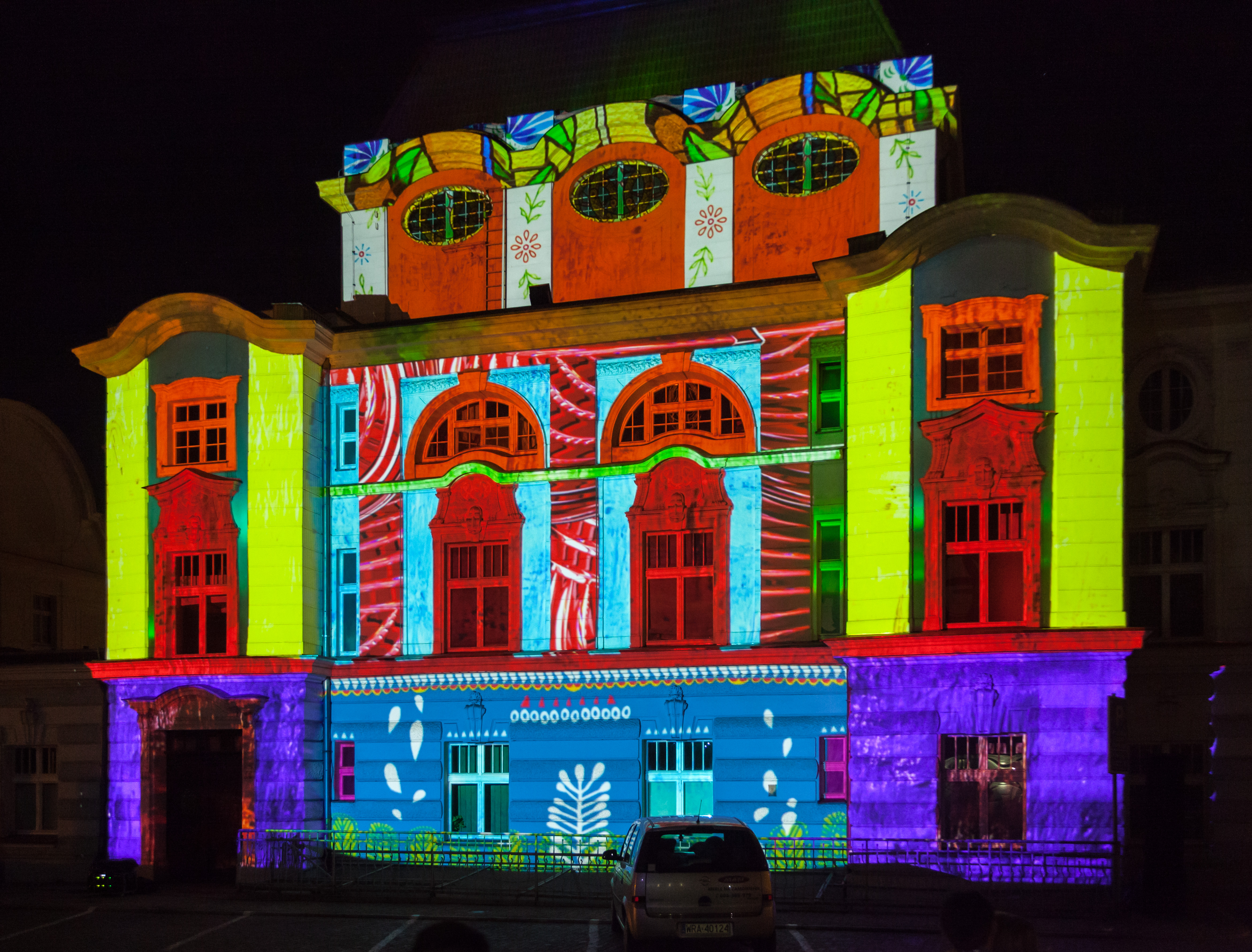
Espetáculos de luzes durante o Bella Skyway Festival em Toruń

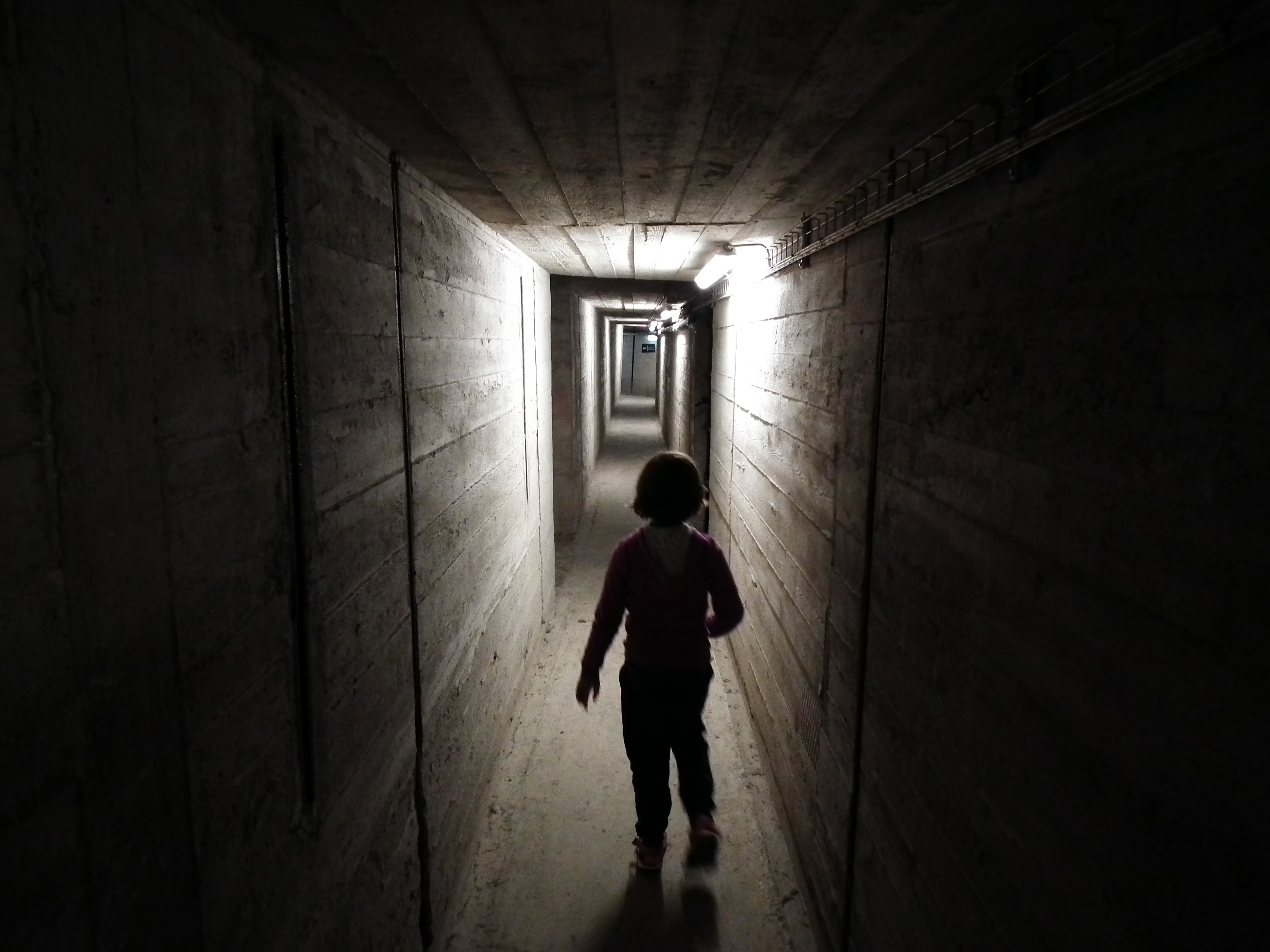
Rota turística subterrânea no Exploseum em Bydgoszcz

Os certificados atribuídos pela Organização de Turismo da Polônia desde 2003 (10 locais por ano) garantem um produto turístico da mais alta qualidade, abrangente e inovador. Na Polônia, este título tem cerca de 100 atrações relacionadas com monumentos, cultura, lazer, recreação, diversão e ciência. Até 2017, os Certificados POT (os chamados Oscars do Turista) foram concedidos aos seguintes produtos turísticos da voivodia da Cujávia-Pomerânia:
- Festival Arqueológico de Biskupin (2004 e 2015)[79] - festival realizado anualmente na terceira semana de setembro no Museu Arqueológico de Biskupin com a participação de grupos históricos, combinada com oficinas, espectáculos e concursos.
- Chełmno (2008) - uma cidade medieval extremamente valiosa em termos de arquitetura, conhecida como a cidade dos amantes graças às relíquias de São Valentim na igreja da Assunção da Bem-Aventurada Virgem Maria e, principalmente desde 2002, Dia dos Namorados.
- O Museu Vivo do Pão de Mel em Toruń (2008, e o Certificado de Ouro em 2017) - um museu interativo que se destaca na Europa, onde os visitantes participam ativamente nas apresentações de cozimento do pão de mel medieval de Toruń.
- Camerimage (2009) - Festival Internacional de Cinema da Arte da Cinematografia, dedicado à arte dos cineastas; nos anos 1993-1999 ocorreu em Toruń, em 2000–2009 em Łódź e, desde 2010, em Bydgoszcz.
- Forte IV da Fortaleza de Toruń (2009) - o forte prussiano de Fortaleza de Toruń, denominado "Yorck Żółkiewski", equipado com uma rota turística, um local para a organização de eventos e eventos culturais.
- Wenecka Noc z Parowozami (2009) - visita ao Museu Ferroviário de Bitola Estreita de Wenecja (o maior museu a céu aberto desse tipo na Europa) à noite, em um cenário de locomotivas esfumaçadas e iluminadas; a histórica ferrovia do condado de Żnin vai de Wenecja a Żnin e Biskupin.
- Planetário Władysława Dziewulski em Toruń (2010) - um centro atraente para popularizar o universo em termos de ciência e cultura populares, localizado no Complexo da Cidade Velha de Toruń; muito visitado por entusiastas da astronomia de todo o país e do exterior.
- Ilha do Moinho em Bydgoszcz (2012) - o coração espacial e turístico de Bydgoszcz, um enclave verde cheio de museus, rodeado por avenidas, açudes e cascatas, conectado por passarelas ao Centro Histórico e à Ópera Nova.
- A trilha dos piastas (2012) - uma rota turística que passa por cidades relacionadas com os primórdios do Estado polonês: Ostrów Lednicki, Gniezno, Poznań e na região Cujávia-Pomerânia, entre outras: Biskupin, Strzelno, Mogilno, Kruszwica, Płowce, Włocławek.
- Bella Skyway Festival (2014) - um festival de luz cíclica que acontece em agosto em Toruń, apresentando seus monumentos, ligações com a astronomia e realizações da arte audiovisual; o atendimento de telespectadores ultrapassa 300 mil anualmente.
- Wielka Pętla Wielkopolski (2015) - uma rota turística aquática com uma extensão de 688 km, que conduz ao longo do Warta, Notecia, Lago Gopło e através dos canais Ślesińskie, Górnonotecki e Bydgoskie, oferecendo atrações naturais e culturais de Wielkopolska, região de Lubuskiego e região de Inowroczcaw, e Bydgoskie; ao longo do percurso existem dois parques nacionais e oito parques paisagísticos, bem como 35 marinas e portos.
- Exploseum em Bydgoszcz (2016)[80] - um museu inovador de uma fábrica de explosivos do Terceiro Reich com uma rota turística subterrânea em bunkers mascarados na Floresta de Bydgoszcz.
- Museu do Sabonete e História da Sujeira em Bydgoszcz (2017) - um museu interativo que apresenta como a humanidade lidou com a higiene e limpeza; os hóspedes podem criar composições de sabão eles próprios.

O prêmio na competição POT foi concedido a:
- Brine Park em Inowrocław (2013) - famoso por suas torres de graduação de salmoura e tapetes de flores, um extenso parque da estação termal localizado no centro do Inowrocław Health Resort.

### Rede hoteleira
A rede hoteleira na voivodia consiste em cerca de 500 instalações, incluindo cerca de 150 centros de férias localizados principalmente nas proximidades da Lagoa Koronowski e na região dos lagos Brodnickie. As cidades mais bem equipadas com hotéis e outras instalações de acomodação são: Bydgoszcz, Toruń e os seguintes condados: Aleksandrowski (Ciechocinek), Bydgoszcz (ao redor da lagoa Koronowo), Brodnica (distrito dos lagos de Brodnica), Tuchola e Świecie (Bory Tucholskie). O serviço de férias de verão está concentrado em três regiões: Bory Tucholskie e Vale do rio Brda (40%), Pałuki (15%) e o distrito dos lagos de Brodnica (13%), enquanto o maior número de pernoites em hotéis é fornecido em Toruń e Bydgoszcz.

## Segurança Pública
Na voivodia da Cujávia-Pomerânia, há um centro de notificação de emergência com sede em Bydgoszcz e uma filial deste centro em Toruń, que lida com pedidos de emergência para os números 112, 997, 998 e 999.

### Cuidados de saúde
Em 2009, havia 663 estabelecimentos de saúde na voivodia (72% nas cidades), incluindo 39 hospitais gerais (19 públicos e 20 particulares), 20 unidades de cuidado e tratamento, 8 unidades de enfermagem e cuidados, 3 unidades de cuidados paliativos, 8 hospitais de terapias com águas minerais e 21 sanatórios. A cidade mais equipada com unidades de saúde é Bydgoszcz, com 134 unidades de saúde, incluindo 18 públicas e 116 privadas, e a maioria dos sanatórios está concentrada em Ciechocinek e Inowrocław.
Os maiores hospitais da voivodia incluem:
- em Bydgoszcz: Hospital Universitário N.º 1 Dr. A. Jurasza, Hospital Universitário N.º2 Dr. J. Biziela, 10 Hospital Clínico Militar com Policlínica, Centro de Oncologia Prof. F. Łukaszczyk, Hospital Provincial Infantil Józef Brudziński, Centro de Pneumologia da Cujávia-Pomerânia, Observatório Provincial e Hospital de Moléstias Infecciosas T. Borowicz, Hospital Municipal Multidisciplinar Dr. Emil Warmiński, Instituição de Saúde do Ministério do Interior e Administração
- em Toruń: Hospital Complexo Provincial L. Rydygiera, Hospital Especializado de Crianças e Adultos, Hospital de Observação e de Moléstias Infecciosas, Hospital Psiquiátrico, Centro Regional de Odontologia, Hospital Municipal Especializado. M. Copernicus
- em Włocławek: Hospital Provincial
- em Grudziądz: Hospital Especializado Regional W. Bieganski
- em Inowrocław: Hospital Municipal L. Błażek
- em Świecie: Hospital Provincial para Doentes Nervosos e Mentais J. Bednarz

## Forças Armadas

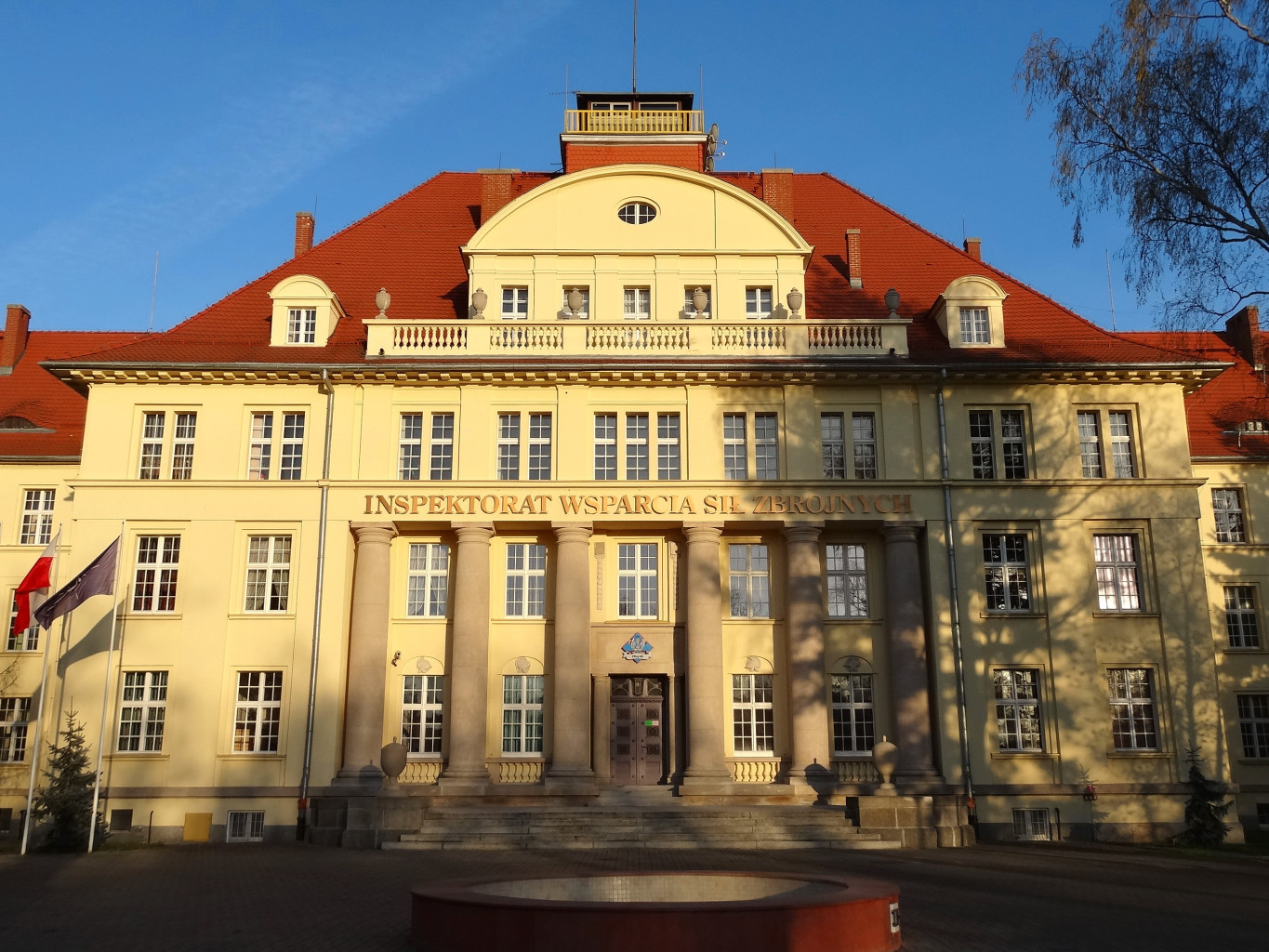
Edifício da Escola Militar (1913) e da Escola de Cadetes de Bydgoszcz (1920-1938), sede do Distrito Militar da Pomerânia (1945-2007), e a partir de 2007 a Inspeção de Apoio às Forças Armadas

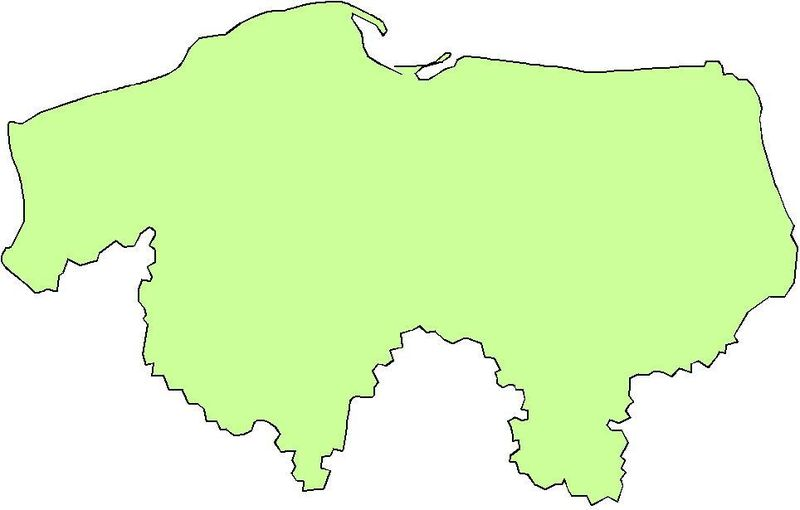
Mapa do Distrito Militar da Pomerânia com base em Bydgoszcz (1945-2007) após reorganização em 2001

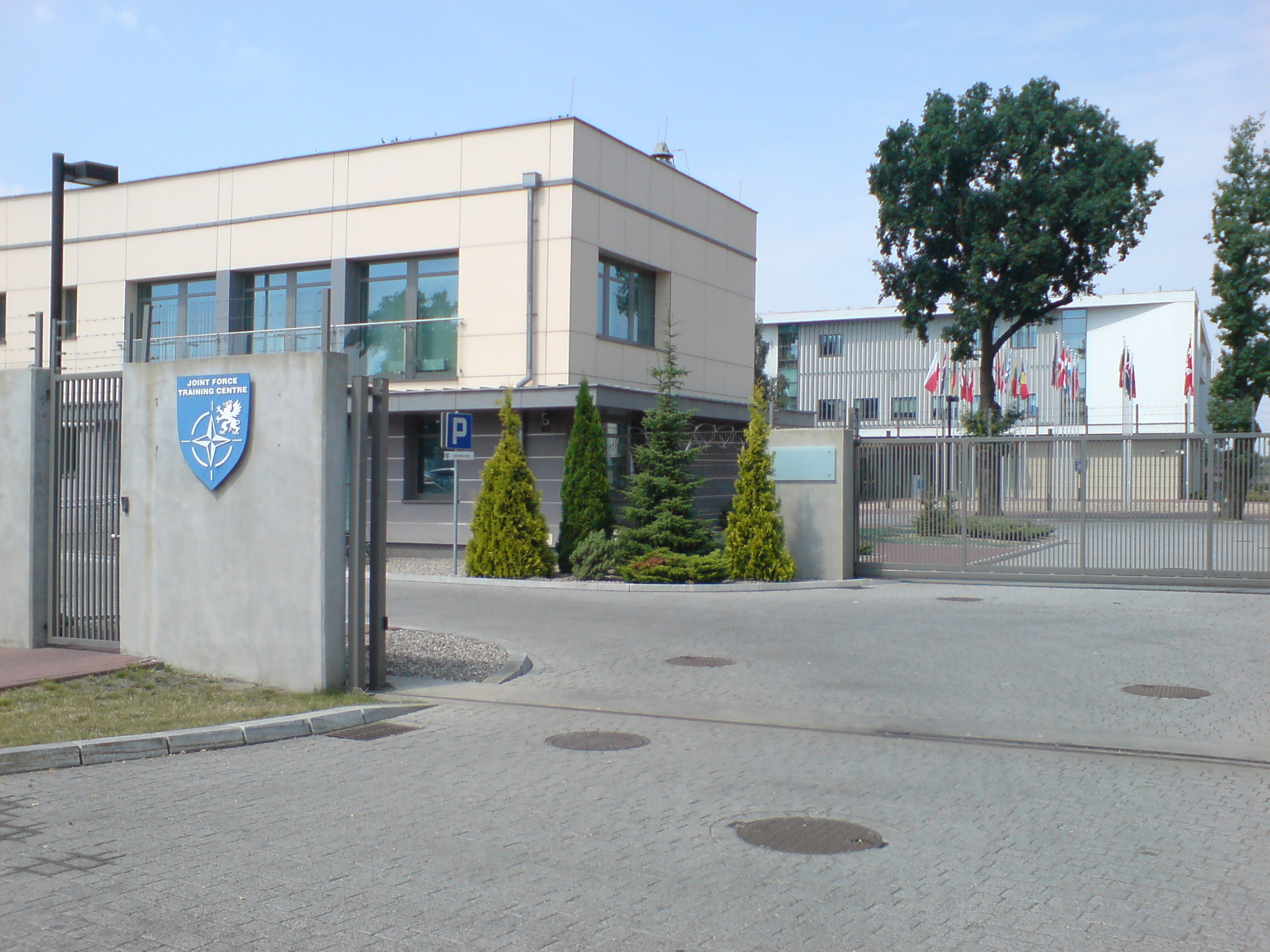
Centro de Treinamento das Forças Conjuntas da OTAN em Bydgoszcz

Na região da Cujávia-Pomerânia, o maior número de unidades e instituições militares está na guarnição de Bydgoszcz, que em 2014 era a segunda maior guarnição da Polônia. A maioria das instituições da OTAN presentes na Polônia também se encontram aqui.
As seguintes instituições militares estão localizadas em Bydgoszcz: Inspeção de Apoio das Forças Armadas - unidade diretamente subordinada ao Comandante Geral das Forças Armadas, 1.ª Brigada Logística da Pomerânia Casimiro, o Grande, Batalhão de Comando da Inspetoria de Apoio às Forças Armadas, Centro de Doutrina e Treinamento das Forças Armadas, 1.º Hospital Militar de Campo (um dos dois no país), Estado Maior Provincial, Quartel Militar de Suplementos, Quartel da Guarnição, 11.º Departamento Econômico Militar, 22.º Centro de Comando e Orientação, 2.ª Região de Apoio de Teleinformação da Força Aérea, Grupo Central de Atividades Psicológicas, 2.º Centro de Metrologia Militar, Região de Apoio de Teleinformação (inclui 3 voivodias), Delegacia de Polícia Militar, Conselho Distrital de Infraestrutura (cobre 2 voivodias), Oficinas Técnicas Distritais, Agência de Habitação Militar (ramo cobrindo 2 voivodias), 10.º Hospital Clínico Militar com Policlínica em Bydgoszcz, Centro Militar de Medicina Preventiva (um dos 5 no país), Proteção contra Incêndio Militar (cobre 2 voivodias), Obras de Aviação Militar n.º 2, Orquestra Militar em Bydgoszcz, Museu das Forças Terrestres .
Além disso, existem instituições da OTAN em Bydgoszcz: Centro de Formação de Forças Conjuntas, onde são formados oficiais de todos os países da OTAN e da Parceria Oriental, o 3.º Batalhão de Comunicações da OTAN, o Centro de Peritos da Polícia Militar da OTAN, o comando da Unidade de Lança da OTAN.
As seguintes instituições militares estão localizadas em Toruń: Centro de Treinamento de Artilharia e Armamento General Józef Bem, Centro de Fuzileiros, Centro de Treinamento das Forças de Defesa Territorial, 1.º Material e Base Técnica, incluindo o 12.º Departamento Econômico Militar General Karol Otto Kniaziewicz, Oficinas técnicas, 6.º Departamento Geográfico Independente General Karol Otto Kniaziewicz, Quartel-General do Transporte Militar, Quartel-General da Guarnição, Posto da Gendarmaria Militar, Quartel-General de Suplementos Militares, Arquivos Militares, orquestra militar. Além disso, há um campo de treinamento de artilharia em Toruń (12 400 hectares) e coleções de museus de artilharia e foguetes do Museu das Forças Terrestres.
Em Grudziądz existem: Centro de Treinamento Central para Jovens Especialistas em Logística, 1.ª Oficinas Técnicas Distritais, 8.º Batalhão de Guerra Radioeletrônica, Instalação da Gendarmaria Militar, Comando Suplementar Militar.
Em Inowrocław existem: a 1.ª Brigada de Aviação das Forças Terrestres, a 56.ª Base Aérea, o 2.º Regimento de Engenharia, o posto avançado da Gendarmaria Militar, o Comando Militar Suplementar.
Além disso, o 3.º Batalhão de Estradas e Pontes em Chełmno, o Quartel-General Militar para Adições em Włocławek, o 4.º Regimento Químico e o Quartel-General Militar para Adições em Brodnica estão localizados na voivodia.
As paróquias da guarnição católica romana na voivodia pertencem ao Decanato das Forças Terrestres ou ao Decano da Inspetoria de Apoio às Forças Armadas:
- Paróquia militar de Nossa Senhora Rainha da Paz em Bydgoszcz
- Paróquia militar de Nossa Senhora de Częstochowa em Chełmno
- Freguesia militar de São Estanislau Kostka em Grudziądz
- Paróquia militar da Divina Misericórdia em Grupa-Osiedle
- Paróquia de Santa Bárbara e São Maurício em Inowrocław
- Freguesia militar de Santa Catarina em Toruń

Além disso, a freguesia de São Miguel Arcanjo em Ciechocinek, faz parte do Ordinariato Ortodoxo do Exército Polonês.

## Esportes

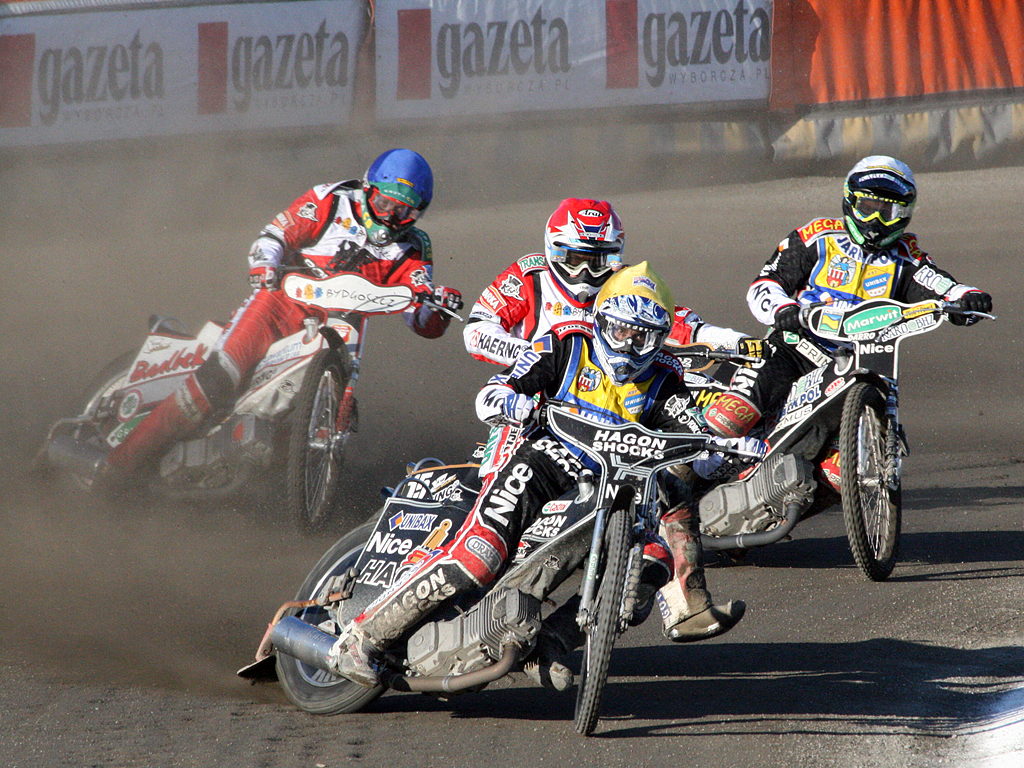
Derby da Pomerânia 2009: Polonia Bydgoszcz - Toruń Sports Club

A região está associada a tradições esportivas, principalmente aquelas relacionadas aos esportes náuticos, automobilísticos e de atletismo. Os atletas olímpicos multimídia são as personalidades esportivas da região: Teodor Kocerka, Teresa Ciepły, Robert Sycz, Beata Mikołajczyk, Dariusz Białkowski, Magdalena Fularczyk-Kozłowska e outros esportistas famosos, incluindo: Zbigniew Boniek - um membro da seleção nacional na Copas do Mundo (1978, 1982, 1986), Tomasz Gollob - automobilista, campeão mundial e muitos outros. A infraestrutura desportiva da voivodia consiste, entre outros: Centro desportivo e de entretenimento em Toruń (aprox. 9,1 mil espectadores), Hala Łuczniczka em Bydgoszcz (6,1 mil espectadores), Hala w Inowrocławiu (2,7 mil), Artego Arena em Bydgoszcz (1,5 mil espectadores), estádios de corrida em Bydgoszcz e Toruń, estádio de futebol e atletismo "Zawisza Bydgoszcz" Zdzisław Krzyszkowiak, bem como pistas de gelo: Tor-Tor em Toruń e Torbad em Bydgoszcz, pistas de regata em Bydgoszcz e Kruszwica e outros.
Em 2018, as seguintes equipes da região estavam nas primeiras classes das modalidades de esportes populares:
- Futsal Ekstraklasa - FC Toruń
- Liga Polonesa de Basquetebol masculino - Anwil Włocławek, Pierniki Toruń
- Basquete feminino - Energa Toruń, Artego Bydgoszcz
- Campeonato Polonês de Voleibol Masculino - Łuczniczka Bydgoszcz
- Voleibol feminino - Palácio de Bydgoszcz, Budowlani Toruń
- Superliga polonesa de tênis de mesa - Zooleszcz A estrela de Bydgoszcz
- Hóquei em campo - Pomorzanin Toruń, LKS Rogowo, LKS Gąsawa
- Motociclismo - Unibax Toruń, GKM Grudziądz
- National Wrestling League - Lotto Wrestling Bydgoszcz
- Beisebol da liga extra - Dęby Osielsko

Os clubes desportivos mais importantes incluem o Bydgostia Bydgoszcz, campeão da equipe polonesa de remo durante 25 anos (1993-2017), bem como as equipes que jogam na retaguarda dos jogos da liga mais alta: Olimpia Grudziądz (futebol), KKP Bydgoszcz (futebol feminino), Astoria Bydgoszcz e KSK Noteć Inowrocław (basquete masculino), Nesta Mires Toruń (hóquei no gelo), KST Energa-Manekin Toruń, ASTS OLIMPIA-UNIA Grudziądz, LUKS AGRO-SIED Chełmno e IKTS NOTED Inowroc, Joker Świecie (vôlei), Polonia Bydgoszcz (pista de corrida).

## Administração e política

### Autogoverno provincial

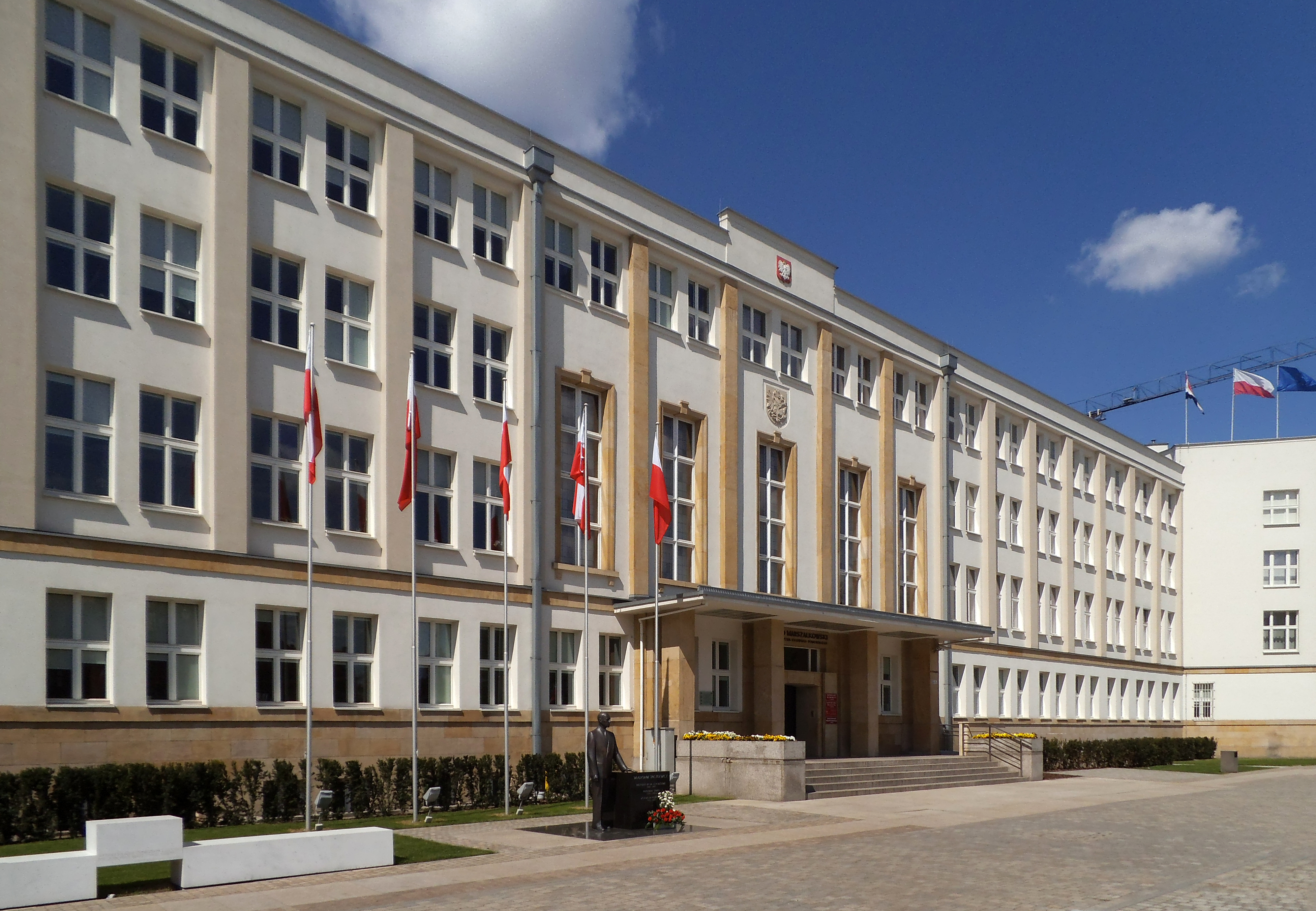
A sede do Gabinete do Marechal em Toruń

O corpo legislativo é o Seymik da Voivodia da Cujávia-Pomerânia, composto por 33 vereadores. Devido à diminuição da população da voivodia para menos de 2 milhões de habitantes, a partir de 2018, o conselho passou a ter 30 conselheiros.
O conselho regional elege o órgão executivo da voivodia, que é a junta da voivodia, composta por 5 membros com o seu presidente, o marechal. Toruń é a sede do conselho da voivodia.
Em 2020, as despesas do governo autônomo da voivodia ascenderão a 1 133 milhões de złotys e as receitas a 1 111 milhões de złotys.
Marechais da voivodia:
| N.º | Marechal da voivodia          | Mandato    | Mandato    |
| N.º | Marechal da voivodia          | de         | até        |
| --- | ----------------------------- | ---------- | ---------- |
| 1   | Waldemar Achramowicz (SLD-UP) | 01-01-1999 | 24-11-2006 |
| 2   | Piotr Całbecki (PO)           | 24-11-2006 |            |

### Administração governamental

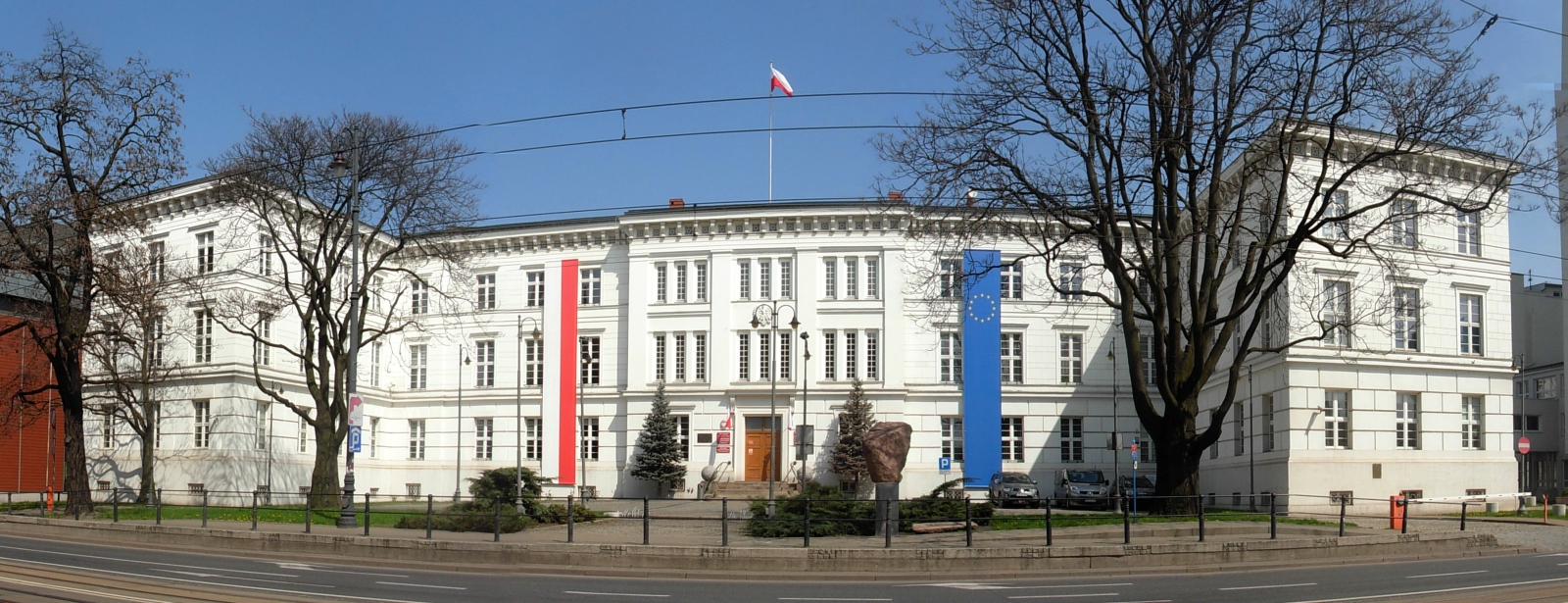
A sede do Gabinete Provincial em Bydgoszcz

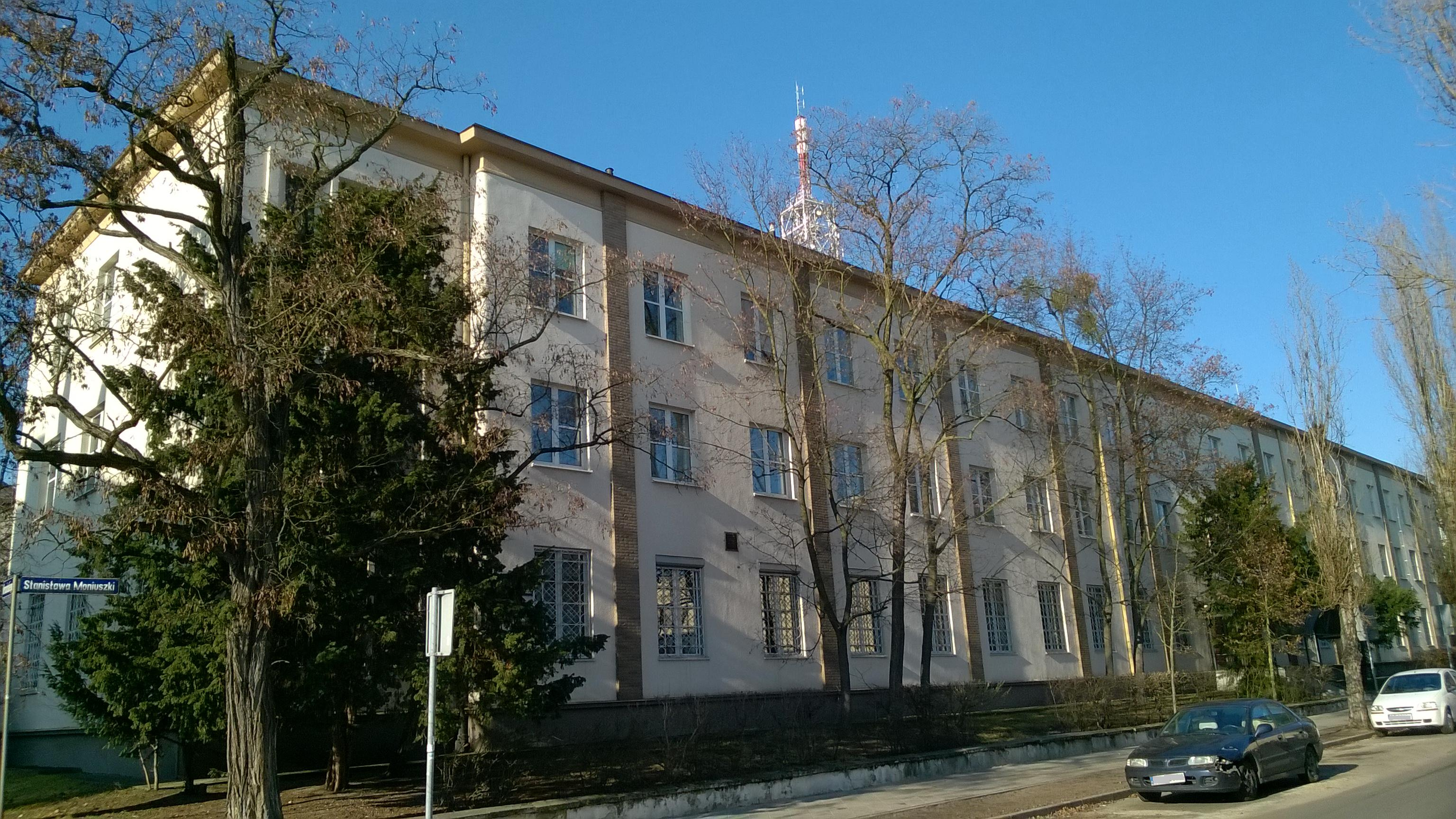
A sede da Delegação do Gabinete Provincial em Toruń

O chefe do órgão de administração governamental é o voivoda da Cujávia-Pomerânia, nomeado pelo primeiro-ministro. A sede do voivoda é Bydgoszcz, onde está localizado o Gabinete do Voivodato Cujávia-Pomerânia em Bydgoszcz. Existem também duas sucursais do gabinete: em Toruń e Włocławek.
As áreas de atuação das delegações em causa incluem:
- A delegação em Toruń inclui os seguintes condados: Brodnica, Chełmno, Golubsko-Dobrzyński, Grudziądzki, Toruń, Wąbrzeski e as cidades com direitos de condado: Grudziądz e Toruń.
- A delegação em Włocławek inclui os seguintes condados: Aleksandrowski, Lipnowski, Radziejowski, Rypiński, Włocławek e Włocławek.[93]

Voivodas da Cujávia-Pomerânia:
| N.º | Voivoda                          | Mandato    | Mandato    |
| N.º | Voivoda                          | de         | até        |
| --- | -------------------------------- | ---------- | ---------- |
| 1   | Józef Rogacki (AWS/SKL)          | 01-01-1999 | 21-10-2001 |
| 2   | Romuald Kosieniak (SLD-UP)       | 21-10-2001 | 26-01-2006 |
| 3   | Józef Ramlau (PiS)               | 26-01-2006 | 24-07-2006 |
|     | Marzenna Drab (PiS) (p.o.)       | 24-07-2006 | 07-11-2006 |
| 4   | Zbigniew Hoffmann (PiS)          | 07-11-2006 | 29-11-2007 |
| 5   | Rafał Bruski (PO)                | 29-11-2007 | 13-12-2010 |
| 6   | Ewa Mes (PSL)                    | 14-12-2010 | 08-12-2015 |
| 7   | Mikołaj Bogdanowicz (PiS/Acordo) | 08-12-2015 |            |